# Elecciones provinciales de Santa Fe de 1995
Las elecciones generales de la provincia de Santa Fe de 1995 tuvieron lugar el 3 de septiembre, junto con las elecciones presidenciales y legislativas a nivel nacional, con el objetivo de renovar los cargos de Gobernador, Vicegobernador, Cámara de Diputados y Senado Provincial, así como los intendentes y concejales de varios municipios.
Horacio Usandizaga, de la Alianza Santafesina (coalición entre la Unión Cívica Radical y el Partido Demócrata Progresista), fue el candidato individual más votado. Sin embargo, como en ese momento regía la controvertida ley de doble voto simultáneo (o ley de lemas), la superposición de sublemas del Partido Justicialista se impuso con más del 50% de los votos, llevando a Jorge Obeid, que había quedado segundo detrás de Usandizaga por casi diez puntos, a la gobernación.
Al mismo tiempo, el justicialismo conservó la mayoría en el Senado con 15 de los 19 escaño contra 4 de la Alianza, mientras que la Cámara de Diputados mantuvo el quorum debido al sistema de "mayoría automática" que daba 28 de los 50 escaños automáticamente al partido más votado. Obeid y los legisladores electos asumieron sus cargos el 10 de diciembre de 1995.

## Reglas electorales
- Gobernador y vicegobernador electos por doble voto simultáneo.
- 50 diputados, la totalidad de los miembros de la Cámara de Diputados Provincial. Electos por toda la provincia con 28 bancas reservadas para el partido más votado y 22 a los demás partidos, en proporción de los votos que hubieren logrado, usando doble voto simultáneo.
- 19 senadores, la totalidad de los miembros de la Cámara de Senadores Provincial. Electo un senador por cada uno de los 19 departamentos en los que se divide la provincia, usando doble voto simultáneo.

## Resultados

### Gobernador y vicegobernador
| Lema                         | Lema                                          | Sublema                           | Fórmula                           | Fórmula               | Sublema               | Sublema               | Lema      | Lema  |
| Lema                         | Lema                                          | Sublema                           | Gobernador                        | Vicegobernador        | Votos                 | %                     | Votos     | %     |
| ---------------------------- | --------------------------------------------- | --------------------------------- | --------------------------------- | --------------------- | --------------------- | --------------------- | --------- | ----- |
|                              | Partido Justicialista                         | Jorge Obeid                       | Gualberto Venesia                 | Creo en Santa Fe      | 265.853               | 34,45                 | 771.750   | 50,74 |
| 8 de Septiembre              | Partido Justicialista                         | Jorge Obeid                       | Gualberto Venesia                 | 37.066                | 4,80                  |                       | 771.750   | 50,74 |
| Alianza Ucedeísta            | Partido Justicialista                         | Jorge Obeid                       | Gualberto Venesia                 | 17.307                | 2,24                  |                       | 771.750   | 50,74 |
| Transformación               | Partido Justicialista                         | Jorge Obeid                       | Gualberto Venesia                 | 7.480                 | 0,97                  |                       | 771.750   | 50,74 |
| Total                        | Partido Justicialista                         | Jorge Obeid                       | Gualberto Venesia                 | 327.706               | 42,46                 |                       | 771.750   | 50,74 |
| Héctor Cavallero             | Partido Justicialista                         | Omar Perotti                      | Este es el Momento de Santa Fe    | 180.627               | 23,40                 |                       | 771.750   | 50,74 |
| Héctor Cavallero             | Partido Justicialista                         | Omar Perotti                      | Santa Fe Merece lo Mejor          | 75.784                | 9,82                  |                       | 771.750   | 50,74 |
| Héctor Cavallero             | Partido Justicialista                         | Omar Perotti                      | Santa Fe Ya                       | 38.086                | 4,94                  |                       | 771.750   | 50,74 |
| Héctor Cavallero             | Partido Justicialista                         | Omar Perotti                      | Total                             | 294.497               | 38,16                 |                       | 771.750   | 50,74 |
| Oscar Lamberto               | Partido Justicialista                         | Marcelo Julio Domingo Muniagurria | El Poder de la Gente              | 44.730                | 5,80                  |                       | 771.750   | 50,74 |
| Oscar Lamberto               | Partido Justicialista                         | Marcelo Julio Domingo Muniagurria | Todos Unidos Triunfaremos         | 3.099                 | 0,40                  |                       | 771.750   | 50,74 |
| Oscar Lamberto               | Partido Justicialista                         | Marcelo Julio Domingo Muniagurria | Total                             | 47.829                | 6,20                  |                       | 771.750   | 50,74 |
| Raúl Eduardo Carignano       | Partido Justicialista                         | Roberto Arnaldo Rosúa             | Unidos para Crecer                | 28.094                | 3,64                  |                       | 771.750   | 50,74 |
| Raúl Eduardo Carignano       | Partido Justicialista                         | Roberto Arnaldo Rosúa             | Propuesta para el Crecimiento     | 2.250                 | 0,29                  |                       | 771.750   | 50,74 |
| Raúl Eduardo Carignano       | Partido Justicialista                         | Roberto Arnaldo Rosúa             | Liga Federal Santafesina          | 2.197                 | 0,28                  |                       | 771.750   | 50,74 |
| Raúl Eduardo Carignano       | Partido Justicialista                         | Roberto Arnaldo Rosúa             | Total                             | 32.541                | 4,22                  |                       | 771.750   | 50,74 |
| Luis Rubeo                   | Partido Justicialista                         | Ángel Pascutto                    | Primero Santa Fe                  | 26.784                | 3,47                  |                       | 771.750   | 50,74 |
| Eduardo Rubén Cevallos       | Partido Justicialista                         | Juan Carlos Galotto               | Santa Fe del Trabajo              | 21.398                | 2,77                  |                       | 771.750   | 50,74 |
| Eduardo Rubén Cevallos       | Partido Justicialista                         | Juan Carlos Galotto               | Santa Fe en Acción                | 8.583                 | 1,11                  |                       | 771.750   | 50,74 |
| Eduardo Rubén Cevallos       | Partido Justicialista                         | Juan Carlos Galotto               | Para Cambiar Santa Fe             | 1.888                 | 0,24                  |                       | 771.750   | 50,74 |
| Eduardo Rubén Cevallos       | Partido Justicialista                         | Juan Carlos Galotto               | Ética y Responsabilidad           | 1.113                 | 0,14                  |                       | 771.750   | 50,74 |
| Eduardo Rubén Cevallos       | Partido Justicialista                         | Juan Carlos Galotto               | Total                             | 32.982                | 4,27                  |                       | 771.750   | 50,74 |
| Juan Manuel la Fuente        | Partido Justicialista                         | Mario Eduardo Vallone             | Por los Niños y los Abuelos       | 4.505                 | 0,58                  |                       | 771.750   | 50,74 |
| Héctor Carcano               | Partido Justicialista                         | Graciela Beatriz Castillo         | Servir al Bien Común              | 1.638                 | 0,21                  |                       | 771.750   | 50,74 |
| Héctor Carcano               | Partido Justicialista                         | Graciela Beatriz Castillo         | Nueva Generación                  | 179                   | 0,02                  |                       | 771.750   | 50,74 |
| Héctor Carcano               | Partido Justicialista                         | Graciela Beatriz Castillo         | Total                             | 1.817                 | 0,24                  |                       | 771.750   | 50,74 |
| Rodolfo Victorino Monserrat  | Partido Justicialista                         | Alberto Cecilio Bonino            | Nuevo Orden                       | 1.064                 | 0,14                  |                       | 771.750   | 50,74 |
| Votos al lema                | Votos al lema                                 | Votos al lema                     | 2.025                             | 0,26                  |                       |                       | 771.750   | 50,74 |
|                              | Alianza Santafesina                           | Horacio Usandizaga                | René Antonio Bonetto              | Convergencia          | 426.866               | 59,28                 | 720.058   | 47,34 |
| Confluencia                  | Alianza Santafesina                           | Horacio Usandizaga                | René Antonio Bonetto              | 37.404                | 5,19                  |                       | 720.058   | 47,34 |
| Total                        | Alianza Santafesina                           | Horacio Usandizaga                | René Antonio Bonetto              | 464.270               | 64,48                 |                       | 720.058   | 47,34 |
| Alberto Natale               | Alianza Santafesina                           | Carlos Aurelio Caballero Martín   | Principios, Decencia, Prosperidad | 113.188               | 15,72                 |                       | 720.058   | 47,34 |
| Ernesto Domingo de Mattia    | Alianza Santafesina                           | Eduardo José Zogbi                | La Fórmula del Cambio             | 46.263                | 6,42                  |                       | 720.058   | 47,34 |
| Ernesto Domingo de Mattia    | Alianza Santafesina                           | Eduardo José Zogbi                | Otra Forma de Ganar               | 7.093                 | 0,99                  |                       | 720.058   | 47,34 |
| Ernesto Domingo de Mattia    | Alianza Santafesina                           | Eduardo José Zogbi                | Prescencia                        | 2.103                 | 0,29                  |                       | 720.058   | 47,34 |
| Ernesto Domingo de Mattia    | Alianza Santafesina                           | Eduardo José Zogbi                | Total                             | 55.459                | 7,70                  |                       | 720.058   | 47,34 |
| Guillermo Estévez Boero      | Alianza Santafesina                           | María de las Mercedes Silvano     | Seguro Santa Fe                   | 45.097                | 6,26                  |                       | 720.058   | 47,34 |
| Guillermo Estévez Boero      | Alianza Santafesina                           | María de las Mercedes Silvano     | Santa Fe Pujante                  | 4.205                 | 0,58                  |                       | 720.058   | 47,34 |
| Guillermo Estévez Boero      | Alianza Santafesina                           | María de las Mercedes Silvano     | Concertación para Santa Fe        | 1.913                 | 0,27                  |                       | 720.058   | 47,34 |
| Guillermo Estévez Boero      | Alianza Santafesina                           | María de las Mercedes Silvano     | Total                             | 51.215                | 7,11                  |                       | 720.058   | 47,34 |
| Carlos Fascendini            | Alianza Santafesina                           | Ángel Mateo Rossi                 | Marchemos con Esperanza           | 26.798                | 3,72                  |                       | 720.058   | 47,34 |
| Juan Héctor Sylvestre Begnis | Alianza Santafesina                           | Teodoro Enrique Binaghi           | Bien Útil con Razón               | 7.923                 | 1,10                  |                       | 720.058   | 47,34 |
| Votos al lema                | Votos al lema                                 | Votos al lema                     | 1.205                             | 0,17                  |                       |                       | 720.058   | 47,34 |
|                              | Frente País Solidario                         | Alberto Piccinini                 | Alfredo Augusto Gaspar Nogueras   | —                     | —                     | —                     | 14.472    | 0,95  |
|                              | Movimiento por la Dignidad y la Independencia | Rodolfo Frontera                  | Eduardo Juan Daffunchio           | Línea Santa Fe        | 3.618                 | 42,79                 | 8.455     | 0,56  |
| Por Amor a Nuestra Tierra    | Movimiento por la Dignidad y la Independencia | Rodolfo Frontera                  | Eduardo Juan Daffunchio           | 2.945                 | 34,83                 |                       | 8.455     | 0,56  |
| Total                        | Movimiento por la Dignidad y la Independencia | Rodolfo Frontera                  | Eduardo Juan Daffunchio           | 6.563                 | 77,62                 |                       | 8.455     | 0,56  |
| Víctor Roberto Repetto       | Movimiento por la Dignidad y la Independencia | Juan Pedro Bebek                  | Federalismo o Dependencia         | 1.795                 | 21,23                 |                       | 8.455     | 0,56  |
| Votos al lema                | Votos al lema                                 | Votos al lema                     | 97                                | 1,15                  |                       |                       | 8.455     | 0,56  |
|                              | Alianza para la Lucha                         | Norberto José Olivares            | Juan Carlos Bernasconi            | —                     | —                     | —                     | 3.729     | 0,25  |
|                              | Movimiento al Socialismo                      | Miguel Roberto Espinaco           | Edmundo Enrique Finkelstein       | —                     | —                     | —                     | 2.419     | 0,16  |
| Votos positivos              | Votos positivos                               | Votos positivos                   | Votos positivos                   | Votos positivos       | Votos positivos       | Votos positivos       | 1.520.883 | 93,69 |
| Votos en blanco              | Votos en blanco                               | Votos en blanco                   | Votos en blanco                   | Votos en blanco       | Votos en blanco       | Votos en blanco       | 93.095    | 5,73  |
| Votos anulados               | Votos anulados                                | Votos anulados                    | Votos anulados                    | Votos anulados        | Votos anulados        | Votos anulados        | 9.344     | 0,58  |
| Participación                | Participación                                 | Participación                     | Participación                     | Participación         | Participación         | Participación         | 1.623.322 | 81,15 |
| Electores registrados        | Electores registrados                         | Electores registrados             | Electores registrados             | Electores registrados | Electores registrados | Electores registrados | 2.000.377 | 100   |
| Fuente:                      |                                               |                                   |                                   |                       |                       |                       |           |       |

### Cámara de Diputados
| Lema | Lema                                          | Candidatos | Sublema               | Sublema               | Sublema               | Sublema               | Lema      | Lema  | Lema   |
| Lema | Lema                                          | Candidatos | Sublema               | Votos                 | %                     | Bancas                | Votos     | %     | Bancas |
| --- | --------------------------------------------- | --- | --------------------- | --------------------- | --------------------- | --------------------- | --------- | ----- | ------ |
| | Partido Justicialista                         | Ver candidatos: 1. Carlos Alberto Reutemann 2. María Angélica Gastaldi 3. Juan Carlos Mercier 4. Jorge Raúl Giorgetti 5. Rubén Gabriel Mehauod 6. Mónica Selvina González 7. José Chipoloni 8. Mario César Esquivel 9. Nora Rita Vallejos 10. Juan Carlos Venesia 11. Luis Orlando Pfeiffer 12. Liliana Graciela Meotto 13. Pedro Alberto Rodríguez 14. José Francisco Pividori 15. Griselda Beatriz Peiretti 16. Vicente Roberto Pesci 17. Juan Américo Martino 18. Viviana Mercedes Picca 19. Jorge Alberto Peña 20. Oscar Roberto Coteluzzi 21. María Marta Koziol 22. Juan D. de María 23. Pedro Valentín Campagnolo 24. Analía Kuchen 25. Luis Norberto Peralta 26. Julio Oscar Zuccolo 27. Guadalupe Signetti 28. Alberto J. Aguirrezabal        | Creo en Santa Fe      | 302.196               | 39,71                 | 14/50                 | 761.077   | 52,09 | 28/50  |
| 8 de Septiembre | Partido Justicialista                         | Ver candidatos: 1. Carlos Alberto Reutemann 2. María Angélica Gastaldi 3. Juan Carlos Mercier 4. Jorge Raúl Giorgetti 5. Rubén Gabriel Mehauod 6. Mónica Selvina González 7. José Chipoloni 8. Mario César Esquivel 9. Nora Rita Vallejos 10. Juan Carlos Venesia 11. Luis Orlando Pfeiffer 12. Liliana Graciela Meotto 13. Pedro Alberto Rodríguez 14. José Francisco Pividori 15. Griselda Beatriz Peiretti 16. Vicente Roberto Pesci 17. Juan Américo Martino 18. Viviana Mercedes Picca 19. Jorge Alberto Peña 20. Oscar Roberto Coteluzzi 21. María Marta Koziol 22. Juan D. de María 23. Pedro Valentín Campagnolo 24. Analía Kuchen 25. Luis Norberto Peralta 26. Julio Oscar Zuccolo 27. Guadalupe Signetti 28. Alberto J. Aguirrezabal        | 43.785                | 5,75                  |                       | 14/50                 | 761.077   | 52,09 | 28/50  |
| Transformación | Partido Justicialista                         | Ver candidatos: 1. Carlos Alberto Reutemann 2. María Angélica Gastaldi 3. Juan Carlos Mercier 4. Jorge Raúl Giorgetti 5. Rubén Gabriel Mehauod 6. Mónica Selvina González 7. José Chipoloni 8. Mario César Esquivel 9. Nora Rita Vallejos 10. Juan Carlos Venesia 11. Luis Orlando Pfeiffer 12. Liliana Graciela Meotto 13. Pedro Alberto Rodríguez 14. José Francisco Pividori 15. Griselda Beatriz Peiretti 16. Vicente Roberto Pesci 17. Juan Américo Martino 18. Viviana Mercedes Picca 19. Jorge Alberto Peña 20. Oscar Roberto Coteluzzi 21. María Marta Koziol 22. Juan D. de María 23. Pedro Valentín Campagnolo 24. Analía Kuchen 25. Luis Norberto Peralta 26. Julio Oscar Zuccolo 27. Guadalupe Signetti 28. Alberto J. Aguirrezabal        | 10.453                | 1,37                  |                       | 14/50                 | 761.077   | 52,09 | 28/50  |
| Total | Partido Justicialista                         | Ver candidatos: 1. Carlos Alberto Reutemann 2. María Angélica Gastaldi 3. Juan Carlos Mercier 4. Jorge Raúl Giorgetti 5. Rubén Gabriel Mehauod 6. Mónica Selvina González 7. José Chipoloni 8. Mario César Esquivel 9. Nora Rita Vallejos 10. Juan Carlos Venesia 11. Luis Orlando Pfeiffer 12. Liliana Graciela Meotto 13. Pedro Alberto Rodríguez 14. José Francisco Pividori 15. Griselda Beatriz Peiretti 16. Vicente Roberto Pesci 17. Juan Américo Martino 18. Viviana Mercedes Picca 19. Jorge Alberto Peña 20. Oscar Roberto Coteluzzi 21. María Marta Koziol 22. Juan D. de María 23. Pedro Valentín Campagnolo 24. Analía Kuchen 25. Luis Norberto Peralta 26. Julio Oscar Zuccolo 27. Guadalupe Signetti 28. Alberto J. Aguirrezabal        | 356.434               | 46,83                 |                       | 14/50                 | 761.077   | 52,09 | 28/50  |
| Ver candidatos: 1. Ángel Benjamín Piaggio 2. Alejandro Ángel Rebola 3. Delia Ana Rossia 4. Ricardo Antonio Altamirano 5. Ana María Gerónima Gurdulich 6. María Herminia Grande 7. Hugo Alberto Bearzotti 8. Jorge Carlos Delbianco 9. Orlando Antonio Barquin 10. Roberto Oscar Leale 11. Miguel Ángel Ezpeleta 12. Silvia Susana de Fertonani 13. Juan José Vitiello 14. Osvaldo Alfredo Salomón 15. Ana María de los Ángeles Meiners 16. Fernando Eduardo Burgoa 17. Aldo Antonio Camusso 18. Haidee Dominga Righi 19. Roberto Raúl Cane 20. José María Font 21. Carmen María de Lourdes Visentini 22. Héctor Ramón Sandrigo 23. Jorge Raúl María Torresi 24. Patricia Mónica Puig 25. Rubén Oscar Taborra 26. José Luis Raúl Hernández 27. Alicia Beatriz Ocampo 28. Marcos Gustavo Lescano | Partido Justicialista                         | Este es el Momento de Santa Fe | 152.703               | 20,06                 | 10/50                 |                       | 761.077   | 52,09 | 28/50  |
| Ver candidatos: 1. Ángel Benjamín Piaggio 2. Alejandro Ángel Rebola 3. Delia Ana Rossia 4. Ricardo Antonio Altamirano 5. Ana María Gerónima Gurdulich 6. María Herminia Grande 7. Hugo Alberto Bearzotti 8. Jorge Carlos Delbianco 9. Orlando Antonio Barquin 10. Roberto Oscar Leale 11. Miguel Ángel Ezpeleta 12. Silvia Susana de Fertonani 13. Juan José Vitiello 14. Osvaldo Alfredo Salomón 15. Ana María de los Ángeles Meiners 16. Fernando Eduardo Burgoa 17. Aldo Antonio Camusso 18. Haidee Dominga Righi 19. Roberto Raúl Cane 20. José María Font 21. Carmen María de Lourdes Visentini 22. Héctor Ramón Sandrigo 23. Jorge Raúl María Torresi 24. Patricia Mónica Puig 25. Rubén Oscar Taborra 26. José Luis Raúl Hernández 27. Alicia Beatriz Ocampo 28. Marcos Gustavo Lescano | Partido Justicialista                         | Santa Fe Merece lo Mejor | 60.842                | 7,99                  | 10/50                 |                       | 761.077   | 52,09 | 28/50  |
| Ver candidatos: 1. Ángel Benjamín Piaggio 2. Alejandro Ángel Rebola 3. Delia Ana Rossia 4. Ricardo Antonio Altamirano 5. Ana María Gerónima Gurdulich 6. María Herminia Grande 7. Hugo Alberto Bearzotti 8. Jorge Carlos Delbianco 9. Orlando Antonio Barquin 10. Roberto Oscar Leale 11. Miguel Ángel Ezpeleta 12. Silvia Susana de Fertonani 13. Juan José Vitiello 14. Osvaldo Alfredo Salomón 15. Ana María de los Ángeles Meiners 16. Fernando Eduardo Burgoa 17. Aldo Antonio Camusso 18. Haidee Dominga Righi 19. Roberto Raúl Cane 20. José María Font 21. Carmen María de Lourdes Visentini 22. Héctor Ramón Sandrigo 23. Jorge Raúl María Torresi 24. Patricia Mónica Puig 25. Rubén Oscar Taborra 26. José Luis Raúl Hernández 27. Alicia Beatriz Ocampo 28. Marcos Gustavo Lescano | Partido Justicialista                         | Santa Fe Ya | 28.812                | 3,79                  | 10/50                 |                       | 761.077   | 52,09 | 28/50  |
| Ver candidatos: 1. Ángel Benjamín Piaggio 2. Alejandro Ángel Rebola 3. Delia Ana Rossia 4. Ricardo Antonio Altamirano 5. Ana María Gerónima Gurdulich 6. María Herminia Grande 7. Hugo Alberto Bearzotti 8. Jorge Carlos Delbianco 9. Orlando Antonio Barquin 10. Roberto Oscar Leale 11. Miguel Ángel Ezpeleta 12. Silvia Susana de Fertonani 13. Juan José Vitiello 14. Osvaldo Alfredo Salomón 15. Ana María de los Ángeles Meiners 16. Fernando Eduardo Burgoa 17. Aldo Antonio Camusso 18. Haidee Dominga Righi 19. Roberto Raúl Cane 20. José María Font 21. Carmen María de Lourdes Visentini 22. Héctor Ramón Sandrigo 23. Jorge Raúl María Torresi 24. Patricia Mónica Puig 25. Rubén Oscar Taborra 26. José Luis Raúl Hernández 27. Alicia Beatriz Ocampo 28. Marcos Gustavo Lescano | Partido Justicialista                         | Total | 242.357               | 31,84                 | 10/50                 |                       | 761.077   | 52,09 | 28/50  |
| Ver candidatos: 1. Domingo José Pochettino 2. Oscar Barrionuevo 3. Verónica Scarabelli 4. Pedro Alberto Rodríguez 5. Daniel Darío Dip 6. Nélida Rosa Peralta 7. Francisco Oscar Cardozo 8. Fermín Mariano Serrano 9. María de los Ángeles Sacnun 10. Primo López 11. Carmen Márquez 12. María Fátima Marabini 13. Luis Alberto Robledo 14. Enrique Tantera 15. Erna Beatriz Lepeniez de Dall'Asta 16. Pablo Daniel Bode 17. José Antonio Ramos 18. Maribel Erminda Vargas 19. Manuel Enrique de Sanctis 20. José Salvador Trovato 21. María Eugenia Liendo 22. Daniel Aurelio Bravo 23. Sergio Eduardo Paulon 24. Silvia Odilia Moreno 25. Jorge Sebastián Quintana 26. Dolly Ana Chioccarello 27. César Miguel Mualem 28. Marcelo Francisco Pérez                                             | Partido Justicialista                         | El Poder de la Gente | 39.467                | 5,19                  | 1/50                  |                       | 761.077   | 52,09 | 28/50  |
| Ver candidatos: 1. Domingo José Pochettino 2. Oscar Barrionuevo 3. Verónica Scarabelli 4. Pedro Alberto Rodríguez 5. Daniel Darío Dip 6. Nélida Rosa Peralta 7. Francisco Oscar Cardozo 8. Fermín Mariano Serrano 9. María de los Ángeles Sacnun 10. Primo López 11. Carmen Márquez 12. María Fátima Marabini 13. Luis Alberto Robledo 14. Enrique Tantera 15. Erna Beatriz Lepeniez de Dall'Asta 16. Pablo Daniel Bode 17. José Antonio Ramos 18. Maribel Erminda Vargas 19. Manuel Enrique de Sanctis 20. José Salvador Trovato 21. María Eugenia Liendo 22. Daniel Aurelio Bravo 23. Sergio Eduardo Paulon 24. Silvia Odilia Moreno 25. Jorge Sebastián Quintana 26. Dolly Ana Chioccarello 27. César Miguel Mualem 28. Marcelo Francisco Pérez                                             | Partido Justicialista                         | Todos Unidos Triunfaremos | 2.748                 | 0,36                  | 1/50                  |                       | 761.077   | 52,09 | 28/50  |
| Ver candidatos: 1. Domingo José Pochettino 2. Oscar Barrionuevo 3. Verónica Scarabelli 4. Pedro Alberto Rodríguez 5. Daniel Darío Dip 6. Nélida Rosa Peralta 7. Francisco Oscar Cardozo 8. Fermín Mariano Serrano 9. María de los Ángeles Sacnun 10. Primo López 11. Carmen Márquez 12. María Fátima Marabini 13. Luis Alberto Robledo 14. Enrique Tantera 15. Erna Beatriz Lepeniez de Dall'Asta 16. Pablo Daniel Bode 17. José Antonio Ramos 18. Maribel Erminda Vargas 19. Manuel Enrique de Sanctis 20. José Salvador Trovato 21. María Eugenia Liendo 22. Daniel Aurelio Bravo 23. Sergio Eduardo Paulon 24. Silvia Odilia Moreno 25. Jorge Sebastián Quintana 26. Dolly Ana Chioccarello 27. César Miguel Mualem 28. Marcelo Francisco Pérez                                             | Partido Justicialista                         | Total | 42.215                | 5,55                  | 1/50                  |                       | 761.077   | 52,09 | 28/50  |
| Ver candidatos: 1. Eduardo Rubén Pascual Cevallo 2. Nora Alicia Mionis 3. Néstor Norberto Zapata 4. Edgar Hugo López 5. Alejandro Octavio Dall'Armelina 6. Marta Nora Romagnoli 7. Carlos Alberto Castillo 8. Norberto Egisto de Cesari 9. Susana Beatriz Bartomioli 10. Enrique Héctor Ferroni 11. Alberto Alfredo Barchetta 12. Mirian Bordenave 13. Juan Norberto Tomaseti 14. Raúl Américo Osenda 15. Amelia Figueroa 16. Elvio Miguel Brassat 17. Rubén Darío Rivero 18. María Selva Toledo 19. René Toribio Orellana 20. Miguel Rodríguez Ortiz de Rosas 21. Mirta Laura Castillo 22. Luis Ernesto Budiño 23. Daniel Oscar Goete 24. María Moreno 25. Jesús Ignacio Redondo 26. Amado Ramón González 27. Gladys Beatriz Curletti 28. Eduardo Molina                                      | Partido Justicialista                         | Santa Fe del Trabajo | 21.913                | 2,88                  | 1/50                  |                       | 761.077   | 52,09 | 28/50  |
| Ver candidatos: 1. Eduardo Rubén Pascual Cevallo 2. Nora Alicia Mionis 3. Néstor Norberto Zapata 4. Edgar Hugo López 5. Alejandro Octavio Dall'Armelina 6. Marta Nora Romagnoli 7. Carlos Alberto Castillo 8. Norberto Egisto de Cesari 9. Susana Beatriz Bartomioli 10. Enrique Héctor Ferroni 11. Alberto Alfredo Barchetta 12. Mirian Bordenave 13. Juan Norberto Tomaseti 14. Raúl Américo Osenda 15. Amelia Figueroa 16. Elvio Miguel Brassat 17. Rubén Darío Rivero 18. María Selva Toledo 19. René Toribio Orellana 20. Miguel Rodríguez Ortiz de Rosas 21. Mirta Laura Castillo 22. Luis Ernesto Budiño 23. Daniel Oscar Goete 24. María Moreno 25. Jesús Ignacio Redondo 26. Amado Ramón González 27. Gladys Beatriz Curletti 28. Eduardo Molina                                      | Partido Justicialista                         | Santa Fe en Acción | 8.277                 | 1,09                  | 1/50                  |                       | 761.077   | 52,09 | 28/50  |
| Ver candidatos: 1. Eduardo Rubén Pascual Cevallo 2. Nora Alicia Mionis 3. Néstor Norberto Zapata 4. Edgar Hugo López 5. Alejandro Octavio Dall'Armelina 6. Marta Nora Romagnoli 7. Carlos Alberto Castillo 8. Norberto Egisto de Cesari 9. Susana Beatriz Bartomioli 10. Enrique Héctor Ferroni 11. Alberto Alfredo Barchetta 12. Mirian Bordenave 13. Juan Norberto Tomaseti 14. Raúl Américo Osenda 15. Amelia Figueroa 16. Elvio Miguel Brassat 17. Rubén Darío Rivero 18. María Selva Toledo 19. René Toribio Orellana 20. Miguel Rodríguez Ortiz de Rosas 21. Mirta Laura Castillo 22. Luis Ernesto Budiño 23. Daniel Oscar Goete 24. María Moreno 25. Jesús Ignacio Redondo 26. Amado Ramón González 27. Gladys Beatriz Curletti 28. Eduardo Molina                                      | Partido Justicialista                         | Para Cambiar Santa Fe | 1.782                 | 0,23                  | 1/50                  |                       | 761.077   | 52,09 | 28/50  |
| Ver candidatos: 1. Eduardo Rubén Pascual Cevallo 2. Nora Alicia Mionis 3. Néstor Norberto Zapata 4. Edgar Hugo López 5. Alejandro Octavio Dall'Armelina 6. Marta Nora Romagnoli 7. Carlos Alberto Castillo 8. Norberto Egisto de Cesari 9. Susana Beatriz Bartomioli 10. Enrique Héctor Ferroni 11. Alberto Alfredo Barchetta 12. Mirian Bordenave 13. Juan Norberto Tomaseti 14. Raúl Américo Osenda 15. Amelia Figueroa 16. Elvio Miguel Brassat 17. Rubén Darío Rivero 18. María Selva Toledo 19. René Toribio Orellana 20. Miguel Rodríguez Ortiz de Rosas 21. Mirta Laura Castillo 22. Luis Ernesto Budiño 23. Daniel Oscar Goete 24. María Moreno 25. Jesús Ignacio Redondo 26. Amado Ramón González 27. Gladys Beatriz Curletti 28. Eduardo Molina                                      | Partido Justicialista                         | Ética y Responsabilidad | 1.117                 | 0,15                  | 1/50                  |                       | 761.077   | 52,09 | 28/50  |
| Ver candidatos: 1. Eduardo Rubén Pascual Cevallo 2. Nora Alicia Mionis 3. Néstor Norberto Zapata 4. Edgar Hugo López 5. Alejandro Octavio Dall'Armelina 6. Marta Nora Romagnoli 7. Carlos Alberto Castillo 8. Norberto Egisto de Cesari 9. Susana Beatriz Bartomioli 10. Enrique Héctor Ferroni 11. Alberto Alfredo Barchetta 12. Mirian Bordenave 13. Juan Norberto Tomaseti 14. Raúl Américo Osenda 15. Amelia Figueroa 16. Elvio Miguel Brassat 17. Rubén Darío Rivero 18. María Selva Toledo 19. René Toribio Orellana 20. Miguel Rodríguez Ortiz de Rosas 21. Mirta Laura Castillo 22. Luis Ernesto Budiño 23. Daniel Oscar Goete 24. María Moreno 25. Jesús Ignacio Redondo 26. Amado Ramón González 27. Gladys Beatriz Curletti 28. Eduardo Molina                                      | Partido Justicialista                         | Total | 33.089                | 4,35                  | 1/50                  |                       | 761.077   | 52,09 | 28/50  |
| Ver candidatos: 1. Daniel Rafael Castro 2. Mario Raimundo Papaleo 3. María Cristina Álvarez 4. Carlos Alberto Carranza 5. Oscar Rubén E. Ollero 6. Matilde Sara Moyano 7. Enrique Emilio Marín 8. Ricardo Juan Farías 9. Claudia Ruth Alarcón 10. Alberto Daniel Monti 11. Juan Carlos Alberto Cheta 12. Liliana Elvira Cepeda 13. José Alfredo Franco 14. Jesús José María Freijo 15. María Isabel Peralta 16. Adelqui Luis Dichiara 17. Néstor Eduardo Luna 18. Leda Vittone 19. Luis Armando Parodi 20. Víctor Auce 21. Gloria Marina del Pardo 22. Ricardo Adolfo Bisinella 23. Humberto Abeledo 24. Liliana María de las Mercedes Cossar 25. Herminio Pitia 26. Felipe Alberto Baptista 27. María del Carmen Ponviglio 28. Idelio Juan Gregorio Dente                                     | Partido Justicialista                         | Unidos para Crecer | 26.375                | 3,47                  | 1/50                  |                       | 761.077   | 52,09 | 28/50  |
| Ver candidatos: 1. Daniel Rafael Castro 2. Mario Raimundo Papaleo 3. María Cristina Álvarez 4. Carlos Alberto Carranza 5. Oscar Rubén E. Ollero 6. Matilde Sara Moyano 7. Enrique Emilio Marín 8. Ricardo Juan Farías 9. Claudia Ruth Alarcón 10. Alberto Daniel Monti 11. Juan Carlos Alberto Cheta 12. Liliana Elvira Cepeda 13. José Alfredo Franco 14. Jesús José María Freijo 15. María Isabel Peralta 16. Adelqui Luis Dichiara 17. Néstor Eduardo Luna 18. Leda Vittone 19. Luis Armando Parodi 20. Víctor Auce 21. Gloria Marina del Pardo 22. Ricardo Adolfo Bisinella 23. Humberto Abeledo 24. Liliana María de las Mercedes Cossar 25. Herminio Pitia 26. Felipe Alberto Baptista 27. María del Carmen Ponviglio 28. Idelio Juan Gregorio Dente                                     | Partido Justicialista                         | Propuesta para el Crecimiento | 2.074                 | 0,27                  | 1/50                  |                       | 761.077   | 52,09 | 28/50  |
| Ver candidatos: 1. Daniel Rafael Castro 2. Mario Raimundo Papaleo 3. María Cristina Álvarez 4. Carlos Alberto Carranza 5. Oscar Rubén E. Ollero 6. Matilde Sara Moyano 7. Enrique Emilio Marín 8. Ricardo Juan Farías 9. Claudia Ruth Alarcón 10. Alberto Daniel Monti 11. Juan Carlos Alberto Cheta 12. Liliana Elvira Cepeda 13. José Alfredo Franco 14. Jesús José María Freijo 15. María Isabel Peralta 16. Adelqui Luis Dichiara 17. Néstor Eduardo Luna 18. Leda Vittone 19. Luis Armando Parodi 20. Víctor Auce 21. Gloria Marina del Pardo 22. Ricardo Adolfo Bisinella 23. Humberto Abeledo 24. Liliana María de las Mercedes Cossar 25. Herminio Pitia 26. Felipe Alberto Baptista 27. María del Carmen Ponviglio 28. Idelio Juan Gregorio Dente                                     | Partido Justicialista                         | Total | 28.449                | 3,74                  | 1/50                  |                       | 761.077   | 52,09 | 28/50  |
| Ver candidatos: 1. Ángel Pascutto 2. Julio Eggimann 3. Luisa Cristina Donni 4. Domingo Alberto Viviani 5. José Saúl Betti 6. Irma Beatriz Farías de Crippa 7. Daniel Alberto Dib 8. Rubén Isidro Pérez 9. Eloísa Mónica Rodenas 10. Norberto Deolindo Cerda 11. Sergio Ismael Romero 12. Susana Bertona 13. Oscar Ángel Desiderato 14. Artemio Hugo Navarro 15. Concepción Ferrez de Sosa Quiroz 16. Javier Amílcar Tuya 17. Germán Gustavo Troiano 18. María del Carmen Leyria 19. Humberto Carlos Castro 20. Jorge Carlos Besso 21. Alicia Lilian Acevedo 22. Teresa Blanca Vega 23. Félix Ramón Carrion 24. Liliana Reinaudo 25. María Michea 26. Mirta Inés Mendoza 27. Dominga Adelina Bettoschi 28. Marcelo Domingo Yaszczuk                                                             | Partido Justicialista                         | Primero Santa Fe | 28.047                | 3,69                  | 1/50                  |                       | 761.077   | 52,09 | 28/50  |
| Ver candidatos: 1. Carlos Alberto Castellani 2. Santiago José María Funes 3. María Susana Jordán 4. Miguel Ángel Intelangelo 5. Lidia Victoria Pablo de Fortuna 6. Juan Carlos Duhalde 7. Carlos Elías Furno 8. Ana Isabel Elías de Viano 9. Néstor Defelice 10. Silvia Alejandra Belogini 11. Miguel Ángel R. Pastor 12. Inocencio Francisco Stumpo 13. Roberto José Quartucci 14. Jaquelina Balangione 15. Gustavo Germán Penelli 16. Silvia Marcela Bertone 17. Aldo Gerardo Gregoret 18. J. N. José Smargiassi 19. Jorge Carlos de Chiara 20. Carlos Castelli 21. María Laura Paz 22. Marcelo E. R. Amsler 23. Douglas M. Morgan 24. María de los Ángeles Deheza 25. Viviana V. Frezzotti 26. José Luis Espíndola 27. Hugo F. Terre 28. Ramón Vicente Medina                               | Partido Justicialista                         | Alianza Ucedeísta | 17.219                | 2,26                  | —                     |                       | 761.077   | 52,09 | 28/50  |
| Ver candidatos: 1. Mario Eduardo Vallone 2. Héctor Francisco Logiovine 3. Mabel Elba Molteni 4. José Héctor Malleo 5. María Virginia Segovia 6. Mario Rosenburt 7. Miguel Ángel Drowandi 8. Mónica Beatriz Aguilera 9. Raúl Oscar Annunziata 10. Pedro Benito Maza 11. Élida María Oyarzábal 12. Néstor Osvaldo Gaggioli 13. José Alberto Taccacelli 14. Mónica A. Leguizamón 15. Neldo Pedro Gómez 16. Pedro Juan Gonnella 17. Elba Beatriz Nigra 18. Sergio José Riera 19. Daniel Alberto Pigozzi 20. Susana Beatriz Ojeda 21. Marcela Mariel Gil 22. Gustavo Ismael Berli 23. Rosa Nora Gómez 24. Casimiro Batalla 25. Hugo Roberto Roldán 26. Honoria Esther Fernández 27. Agustín Villalba 28. Víctor Hugo Bettati                                                                        | Partido Justicialista                         | Por los Niños y los Abuelos | 4.717                 | 0,62                  | —                     |                       | 761.077   | 52,09 | 28/50  |
| Ver candidatos: 1. Julio César Sosa 2. Miguel Ángel Atilio Cobelli 3. Liliana Real 4. Vicente Ignacio Serra 5. Daniel Alfonso Savore 6. Dora Centeno 7. Domingo Vicente Carrobe 8. Alberto Félix José Sassetti 9. Alcira Martha Belfortti 10. Raúl René Rachid 11. María Dolores Carbone 12. María Cristina San Agustín 13. Juan Carlos Paulich 14. Arturo Eraclio Oliva 15. Carmen Cristina Frey 16. Ángel Ferranti 17. Ricardo Rusconi 18. Mónica Avelina Leguizamón 19. Adelqui Luis Dichiara 20. Walter Miguel Lezcano 21. Gladis María Mussi 22. Fernando Rodríguez 23. Luis Cappeleti 24. María Cecilia Appendino 25. Alberto Ledesma 26. Osvaldo Enrique Lombardi 27. Elsa di Pego 28. Alberto Emilio Ocanto                                                                            | Partido Justicialista                         | Liga Federal Santafesina | 2.316                 | 0,30                  | —                     |                       | 761.077   | 52,09 | 28/50  |
| Ver candidatos: 1. Héctor Carcano 2. Graciela Beatriz Castillo 3. Pablo Jorge Mysuta 4. María Rosa Chiaraviglio 5. María Celia de la Rosa Quiroga 6. Beatriz Vilma Nitri 7. Juan Carlos Taborda 8. Ester Edith Doldan 9. Beatriz Marletta 10. Irma Guadalupe Forzano 11. Ramón Silva 12. Ethel Leonor Farías 13. Miguel Ángel Bonazza 14. Daniel Alberto Chiaraviglio 15. Roberto Marcelo Inderkumer 16. Jorge Osvaldo Benítez 17. Amador Adelqui Saniaga 18. María Isabel Jular 19. Omar A. Gómez 20. Aniceta Mesa 21. Reynaldo Rubén Rivero 22. José Ramón Fernández 23. Francisco Artigas 24. Enzo Francisco Agustín López 25. Carlos Ramón Castellanos 26. Oscar Enrique Collins 27. Antonio Gerónimo Drueta 28. Adolfo Valerio Lezcano                                                    | Partido Justicialista                         | Servir al Bien Común | 1.949                 | 0,26                  | —                     |                       | 761.077   | 52,09 | 28/50  |
| Ver candidatos: 1. Héctor Carcano 2. Graciela Beatriz Castillo 3. Pablo Jorge Mysuta 4. María Rosa Chiaraviglio 5. María Celia de la Rosa Quiroga 6. Beatriz Vilma Nitri 7. Juan Carlos Taborda 8. Ester Edith Doldan 9. Beatriz Marletta 10. Irma Guadalupe Forzano 11. Ramón Silva 12. Ethel Leonor Farías 13. Miguel Ángel Bonazza 14. Daniel Alberto Chiaraviglio 15. Roberto Marcelo Inderkumer 16. Jorge Osvaldo Benítez 17. Amador Adelqui Saniaga 18. María Isabel Jular 19. Omar A. Gómez 20. Aniceta Mesa 21. Reynaldo Rubén Rivero 22. José Ramón Fernández 23. Francisco Artigas 24. Enzo Francisco Agustín López 25. Carlos Ramón Castellanos 26. Oscar Enrique Collins 27. Antonio Gerónimo Drueta 28. Adolfo Valerio Lezcano                                                    | Partido Justicialista                         | Nueva Generación | 201                   | 0,03                  | —                     |                       | 761.077   | 52,09 | 28/50  |
| Ver candidatos: 1. Héctor Carcano 2. Graciela Beatriz Castillo 3. Pablo Jorge Mysuta 4. María Rosa Chiaraviglio 5. María Celia de la Rosa Quiroga 6. Beatriz Vilma Nitri 7. Juan Carlos Taborda 8. Ester Edith Doldan 9. Beatriz Marletta 10. Irma Guadalupe Forzano 11. Ramón Silva 12. Ethel Leonor Farías 13. Miguel Ángel Bonazza 14. Daniel Alberto Chiaraviglio 15. Roberto Marcelo Inderkumer 16. Jorge Osvaldo Benítez 17. Amador Adelqui Saniaga 18. María Isabel Jular 19. Omar A. Gómez 20. Aniceta Mesa 21. Reynaldo Rubén Rivero 22. José Ramón Fernández 23. Francisco Artigas 24. Enzo Francisco Agustín López 25. Carlos Ramón Castellanos 26. Oscar Enrique Collins 27. Antonio Gerónimo Drueta 28. Adolfo Valerio Lezcano                                                    | Partido Justicialista                         | Total | 2.150                 | 0,28                  | —                     |                       | 761.077   | 52,09 | 28/50  |
| Ver candidatos: 1. Apolo Martínez Carbonell 2. Eduardo Enrique Nahmias 3. María Inés Díaz 4. Norberto Osbaldo Nicolás 5. José Alejandro Aparicio 6. Mabel Roxana Roldán 7. Alberto Pietri 8. Néstor Cáceres 9. María Fernanda Galli 10. Eloy González 11. Hilario Daniel Arrieta 12. Isolina Rodríguez y Acosta 13. Dante Marcelo Antonelli 14. René Zenón Sotomayor 15. Dorisbel Dominga Ríos 16. Ricardo Daniel Anziani 17. Rubén Daniel Ibarra 18. Julia Oviedo 19. Francisco Alberto Mottard 20. José Osbaldo Correa 21. Mónica Gloria Peralta 22. Miguel Ángel Redondo 23. Sergio Aníbal Verón 24. Juana Angelucci 25. Tercio Lorencio Rolando 26. Edelmiro Cabral 27. Eva del Valle Herrera 28. José María Monzón                                                                        | Partido Justicialista                         | Nuevo Orden | 1.287                 | 0,17                  | —                     |                       | 761.077   | 52,09 | 28/50  |
| Ver candidatos: 1. Pedro Enrique Gómez 2. Tomás Camilo Berdat 3. Adriana Liliana Kawecki 4. Hugo Víctor Vargas 5. Eva del Valle Herrera 6. Antonia Saman 7. Carlos Raúl Bensimon 8. Nelson José López 9. Miguel Gumercindo Moreno 10. Enrique Pedro Carreras 11. Dorisbel Dominga Ríos 12. Aldo Benetti 13. Américo Hugo Sava 14. Raquel Beatriz Palagonia 15. Raúl Miguel Ricondo 16. Juan Carlos Monzón 17. Alejandra Patricia Vélez 18. Miguel Ángel Peralta 19. Ángel Bertaina 20. Mirta Susana Alecci 21. Eloy González 22. Gloria Suassio 23. María Catalina Borgiattino 24. Claudia Marcela Loria 25. Nélida González de Maschio 26. Héctor Rubén Ramos 27. Alicia María Florio 28. Nora Graciela Rolón                                                                                 | Partido Justicialista                         | Juntos por Santa Fe | 683                   | 0,09                  | —                     |                       | 761.077   | 52,09 | 28/50  |
| Votos al lema | Votos al lema                                 | 2.114 | 0,28                  | —                     |                       |                       | 761.077   | 52,09 | 28/50  |
| | Alianza Santafesina                           | Ver candidatos: 1. Juan Carlos Millet 2. Alberto Buyatti 3. Nelly Rava de Carreras 4. Vicente Luis Cuñado 5. Armando Arcando 6. Sara Pinasco de Julierac 7. Ediberto Sánchez 8. Ricardo Ciccarelli 9. Isabel Jove 10. Juan Carlos Cardelli 11. Martín Álvarez 12. Claudia Rosenthal 13. Rubén Marinozzi 14. Juan Carlos Altare 15. Patricia Cosgrove 16. Ricardo Giacosa 17. Jorge Álvarez 18. Vivian Becker 19. Medardo Videla 20. Gustavo Feldman 21. Cristina Currius 22. Hugo Lainatti 23. Norberto Yvaldi 24. Edith Descalzo de Farioli 25. Mario Ibaldi 26. Roberto Leoncini 27. María José Rasetto 28. Silvia Lea María Musante | Convergencia          | 368.460               | 55,36                 | 14/50                 | 665.543   | 45,55 | 22/50  |
| Confluencia | Alianza Santafesina                           | Ver candidatos: 1. Juan Carlos Millet 2. Alberto Buyatti 3. Nelly Rava de Carreras 4. Vicente Luis Cuñado 5. Armando Arcando 6. Sara Pinasco de Julierac 7. Ediberto Sánchez 8. Ricardo Ciccarelli 9. Isabel Jove 10. Juan Carlos Cardelli 11. Martín Álvarez 12. Claudia Rosenthal 13. Rubén Marinozzi 14. Juan Carlos Altare 15. Patricia Cosgrove 16. Ricardo Giacosa 17. Jorge Álvarez 18. Vivian Becker 19. Medardo Videla 20. Gustavo Feldman 21. Cristina Currius 22. Hugo Lainatti 23. Norberto Yvaldi 24. Edith Descalzo de Farioli 25. Mario Ibaldi 26. Roberto Leoncini 27. María José Rasetto 28. Silvia Lea María Musante | 31.143                | 4,68                  |                       | 14/50                 | 665.543   | 45,55 | 22/50  |
| Total | Alianza Santafesina                           | Ver candidatos: 1. Juan Carlos Millet 2. Alberto Buyatti 3. Nelly Rava de Carreras 4. Vicente Luis Cuñado 5. Armando Arcando 6. Sara Pinasco de Julierac 7. Ediberto Sánchez 8. Ricardo Ciccarelli 9. Isabel Jove 10. Juan Carlos Cardelli 11. Martín Álvarez 12. Claudia Rosenthal 13. Rubén Marinozzi 14. Juan Carlos Altare 15. Patricia Cosgrove 16. Ricardo Giacosa 17. Jorge Álvarez 18. Vivian Becker 19. Medardo Videla 20. Gustavo Feldman 21. Cristina Currius 22. Hugo Lainatti 23. Norberto Yvaldi 24. Edith Descalzo de Farioli 25. Mario Ibaldi 26. Roberto Leoncini 27. María José Rasetto 28. Silvia Lea María Musante | 460.286               | 69,16                 |                       | 14/50                 | 665.543   | 45,55 | 22/50  |
| Ver candidatos: 1. Carlos Alberto Favario 2. Miguel Alberto Bullrich 3. Zulema Beatriz Merino 4. Elbio Marcelino Martínez 5. Héctor Eduardo Jullier 6. María T. Cragnolino de Cossar 7. Gabriel Edgardo Real 8. Luis Alberto Mauri 9. Nilda Olga Díaz de Mudrik 10. Alberto Luis Cohen 11. Antonio Rodolfo Papa 12. Silvia Inés Videguren 13. Hugo José Brignocoli 14. Osmar Alejandro Barcarolo 15. Ema del Carmen Jagou 16. Hugo Bartolo Lingua 17. Valentín Pablo Bugnon 18. María Antonia Layana 19. Héctor Luis Acuña 20. Antonio Rubén Lapissonde 21. Gloria Mirian Franzi 22. Fabián Alfredo Martínez 23. Nazareno Ciriaco Porfiri 24. Lucía T. Cabañes de Bonbaggi 25. Omar Vicente Rinaldi 26. Ramona Teresa Martínez 27. Aldo Rubén Walermberg 28. Mariela Alejandra Chauvet         | Alianza Santafesina                           | Principios, Decencia, Prosperidad | 107.217               | 16,11                 | 4/50                  |                       | 665.543   | 45,55 | 22/50  |
| Ver candidatos: 1. Eduardo di Pollina (PSP) 2. Alfredo Cecchi (PSP) 3. María de las Mercedes Silvano 4. Juana Aurora Baudin 5. Carlos Fernández 6. Graciela Isabel Rocchi 7. Herminio Manuel Alonso 8. Mario Drisun 9. Jorge Piro 10. María Artigues 11. Moisés Abdala 12. Alfredo Baetti 13. Nelva Falco 14. David Regiardo 15. Walter Actis 16. Alicia Cortes 17. Alberto Zamirri 18. Oscar Borra 19. Marta Díaz 20. Fernando Suárez 21. Patricia Alejandra Lagarrigue 22. Carlos Chiarulli 23. Juan Felipe Gaggero 24. Miguel López 25. María del Huerto Gómez 26. María Ester Bertero 27. Mercedes Isabel Escobedo 28. Norma Bravo | Alianza Santafesina                           | Seguro Santa Fe | 54.934                | 8,25                  | 2/50                  |                       | 665.543   | 45,55 | 22/50  |
| Ver candidatos: 1. Eduardo di Pollina (PSP) 2. Alfredo Cecchi (PSP) 3. María de las Mercedes Silvano 4. Juana Aurora Baudin 5. Carlos Fernández 6. Graciela Isabel Rocchi 7. Herminio Manuel Alonso 8. Mario Drisun 9. Jorge Piro 10. María Artigues 11. Moisés Abdala 12. Alfredo Baetti 13. Nelva Falco 14. David Regiardo 15. Walter Actis 16. Alicia Cortes 17. Alberto Zamirri 18. Oscar Borra 19. Marta Díaz 20. Fernando Suárez 21. Patricia Alejandra Lagarrigue 22. Carlos Chiarulli 23. Juan Felipe Gaggero 24. Miguel López 25. María del Huerto Gómez 26. María Ester Bertero 27. Mercedes Isabel Escobedo 28. Norma Bravo | Alianza Santafesina                           | Santa Fe Pujante | 4.943                 | 0,74                  | 2/50                  |                       | 665.543   | 45,55 | 22/50  |
| Ver candidatos: 1. Eduardo di Pollina (PSP) 2. Alfredo Cecchi (PSP) 3. María de las Mercedes Silvano 4. Juana Aurora Baudin 5. Carlos Fernández 6. Graciela Isabel Rocchi 7. Herminio Manuel Alonso 8. Mario Drisun 9. Jorge Piro 10. María Artigues 11. Moisés Abdala 12. Alfredo Baetti 13. Nelva Falco 14. David Regiardo 15. Walter Actis 16. Alicia Cortes 17. Alberto Zamirri 18. Oscar Borra 19. Marta Díaz 20. Fernando Suárez 21. Patricia Alejandra Lagarrigue 22. Carlos Chiarulli 23. Juan Felipe Gaggero 24. Miguel López 25. María del Huerto Gómez 26. María Ester Bertero 27. Mercedes Isabel Escobedo 28. Norma Bravo | Alianza Santafesina                           | Concertación para Santa Fe | 2.224                 | 0,33                  | 2/50                  |                       | 665.543   | 45,55 | 22/50  |
| Ver candidatos: 1. Eduardo di Pollina (PSP) 2. Alfredo Cecchi (PSP) 3. María de las Mercedes Silvano 4. Juana Aurora Baudin 5. Carlos Fernández 6. Graciela Isabel Rocchi 7. Herminio Manuel Alonso 8. Mario Drisun 9. Jorge Piro 10. María Artigues 11. Moisés Abdala 12. Alfredo Baetti 13. Nelva Falco 14. David Regiardo 15. Walter Actis 16. Alicia Cortes 17. Alberto Zamirri 18. Oscar Borra 19. Marta Díaz 20. Fernando Suárez 21. Patricia Alejandra Lagarrigue 22. Carlos Chiarulli 23. Juan Felipe Gaggero 24. Miguel López 25. María del Huerto Gómez 26. María Ester Bertero 27. Mercedes Isabel Escobedo 28. Norma Bravo | Alianza Santafesina                           | Total | 62.101                | 9,33                  | 2/50                  |                       | 665.543   | 45,55 | 22/50  |
| Ver candidatos: 1. Marcelo Oscar Meardi 2. Pedro Esteban Drincovich 3. Sonia Beatriz Palmieri 4. Marcelo García 5. Denio Benito Mateucci 6. Marcela Haydee Torres 7. Fabián Lionel Bastia 8. Ángel Ricardo Pizzichini 9. Nélida Ramírez 10. Raúl Sejas 11. Raúl Enrique Pagnoni 12. Ana Lidia Massin 13. Julio César Lapalma 14. Jorge Eduardo Zenclussen 15. Teresita González 16. Andrés Reinaldo Cavallo 17. Mateo Vrandesich 18. Herminia Butarelli 19. Juan Alberto Abate 20. Nelson Leonardo Zanardi 21. Silvana Grosso 22. Carlos Alberto Gambone 23. Mario Lartiga 24. María Cristina Picapietra 25. Ricardo Daniel Perotti 26. Juan José Citroni 27. Silvia Susana Beatriz Chialvo 28. Marcelo Aníbal Virili                                                                          | Alianza Santafesina                           | La Fórmula del Cambio | 48.956                | 7,36                  | 2/50                  |                       | 665.543   | 45,55 | 22/50  |
| Ver candidatos: 1. Marcelo Oscar Meardi 2. Pedro Esteban Drincovich 3. Sonia Beatriz Palmieri 4. Marcelo García 5. Denio Benito Mateucci 6. Marcela Haydee Torres 7. Fabián Lionel Bastia 8. Ángel Ricardo Pizzichini 9. Nélida Ramírez 10. Raúl Sejas 11. Raúl Enrique Pagnoni 12. Ana Lidia Massin 13. Julio César Lapalma 14. Jorge Eduardo Zenclussen 15. Teresita González 16. Andrés Reinaldo Cavallo 17. Mateo Vrandesich 18. Herminia Butarelli 19. Juan Alberto Abate 20. Nelson Leonardo Zanardi 21. Silvana Grosso 22. Carlos Alberto Gambone 23. Mario Lartiga 24. María Cristina Picapietra 25. Ricardo Daniel Perotti 26. Juan José Citroni 27. Silvia Susana Beatriz Chialvo 28. Marcelo Aníbal Virili                                                                          | Alianza Santafesina                           | Otra Forma de Ganar | 7.458                 | 1,12                  | 2/50                  |                       | 665.543   | 45,55 | 22/50  |
| Ver candidatos: 1. Marcelo Oscar Meardi 2. Pedro Esteban Drincovich 3. Sonia Beatriz Palmieri 4. Marcelo García 5. Denio Benito Mateucci 6. Marcela Haydee Torres 7. Fabián Lionel Bastia 8. Ángel Ricardo Pizzichini 9. Nélida Ramírez 10. Raúl Sejas 11. Raúl Enrique Pagnoni 12. Ana Lidia Massin 13. Julio César Lapalma 14. Jorge Eduardo Zenclussen 15. Teresita González 16. Andrés Reinaldo Cavallo 17. Mateo Vrandesich 18. Herminia Butarelli 19. Juan Alberto Abate 20. Nelson Leonardo Zanardi 21. Silvana Grosso 22. Carlos Alberto Gambone 23. Mario Lartiga 24. María Cristina Picapietra 25. Ricardo Daniel Perotti 26. Juan José Citroni 27. Silvia Susana Beatriz Chialvo 28. Marcelo Aníbal Virili                                                                          | Alianza Santafesina                           | Prescencia | 3.005                 | 0,45                  | 2/50                  |                       | 665.543   | 45,55 | 22/50  |
| Ver candidatos: 1. Marcelo Oscar Meardi 2. Pedro Esteban Drincovich 3. Sonia Beatriz Palmieri 4. Marcelo García 5. Denio Benito Mateucci 6. Marcela Haydee Torres 7. Fabián Lionel Bastia 8. Ángel Ricardo Pizzichini 9. Nélida Ramírez 10. Raúl Sejas 11. Raúl Enrique Pagnoni 12. Ana Lidia Massin 13. Julio César Lapalma 14. Jorge Eduardo Zenclussen 15. Teresita González 16. Andrés Reinaldo Cavallo 17. Mateo Vrandesich 18. Herminia Butarelli 19. Juan Alberto Abate 20. Nelson Leonardo Zanardi 21. Silvana Grosso 22. Carlos Alberto Gambone 23. Mario Lartiga 24. María Cristina Picapietra 25. Ricardo Daniel Perotti 26. Juan José Citroni 27. Silvia Susana Beatriz Chialvo 28. Marcelo Aníbal Virili                                                                          | Alianza Santafesina                           | Total | 59.419                | 8,93                  | 2/50                  |                       | 665.543   | 45,55 | 22/50  |
| Ver candidatos: 1. Gabriel Hernando 2. Ángel Mario Elías 3. Laura Beatriz Schiavi 4. Oscar Raúl Ritter 5. Raúl Héctor Tuninetti 6. Nélida Martha Santilli 7. Germán Carlos Telesco 8. Orlando Reynaldo José di Vanni 9. Inés Mogentale 10. Oscar Roberto Arzamendia 11. Noel Silvio Plorito 12. Clide Degreef 13. Claudio Riufrio 14. Fabián Gustavo Varela 15. María Elena Ivon Testa 16. Alberto Lambertucci 17. Luis Edgardo Maciel 18. Marta A. Forte 19. Patricia Striglio 20. Francisco Paura 21. Eduardo Mario Navarro 22. Germán Sergio Traversi 23. Guillermo L. Modolucci 24. Mónica Lucía Schmidt 25. Roberto Manuel Miño 26. Gladys Silvia Ase 27. Marta Avendaño 28. Nelly Mabel Rolón                                                                                            | Alianza Santafesina                           | Marchemos con Esperanza | 26.403                | 3,97                  |                       |                       | 665.543   | 45,55 | 22/50  |
| Ver candidatos: 1. Rubén Beatriz Bilicich 2. Juana Luisa Bernstein de Zak 3. Ricardo Alberto Harispe 4. Lucila del Valle Hermosi 5. Héctor Alfredo Mari 6. Clara Avelina Benítez 7. Hugo Arturo Magnin 8. Luis Daniel Paravano 9. Olga Beatriz Martínez 10. Oscar Luis Giuliani 11. Alberto Juan Dolinsnky 12. Alicia Cristina Pernuzzi 13. Vilma del Carmen Chartier 14. Héctor Rodolfo Zalazar 15. Elda Noemí Guzmán 16. Luis Alberto Calcaterra 17. Jorge Omar Alberto Amichetti 18. Glady Estela Maldonado 19. José Antonio García 20. Nali Griselda Mendoza 21. Isidora Mercedes Almitrani 22. Santiago Martín Chuffardi 23. Silvia Etel Estrada 24. Rubén Alcides Cuevas 25. Marta Inés Mansilla 26. Danilo Pablo Perren 27. Mirto Enrique Bonzini 28. Analía Bertone                    | Alianza Santafesina                           | Bien Útil con Razón | 9.916                 | 1,49                  |                       |                       | 665.543   | 45,55 | 22/50  |
| Votos al lema | Votos al lema                                 | 884 | 0,13                  | —                     |                       |                       | 665.543   | 45,55 | 22/50  |
| | Frente País Solidario                         | Ver candidatos: 1. Alberto Piccinini 2. Norberto Marcelino Velasco 3. Ana María Beatriz Salgado 4. Marcelo José Brignoni 5. Elisa Marina Costamagna 6. Sonia Alesso 7. Rodolfo Antonio Bruera 8. Gabriel Osmar García 9. Máximo Oreste Niclis 10. Rubén José Farina 11. Luis Ángel Sánchez 12. Nora González 13. Santiago Carubini 14. Gerardo Ruiz 15. Juana Celia Gómez Pescie 16. Daniel Franzzini 17. Hugo José Alberto Ronzoni 18. Mirta Beatriz Siri 19. José Isidro Brussa 20. Jorge Alberto Vecchio 21. Rosa Teresa Cristina Della 22. Benjamín Barolin 23. Juan Carlos Schafer 24. Heber Judit Gobbi 25. Aníbal Pilato 26. Dalia Marta Baleani 27. Marta Inés Cachiarelli 28. Ariel Antonio Mattern                                           | —                     | —                     | —                     | —                     | 18.072    | 1,24  |        |
| | Movimiento por la Dignidad y la Independencia | Ver candidatos: 1. Rodolfo Frontera 2. Fernando José Huerga 3. María Elena Algarbe 4. Oreste Yacuzzi 5. Marcelo Edgardo Plaquín 6. Analía del Luján Comba 7. José Alejandro Bonacci 8. Aldo Alcides Álvarez 9. Elvira Mercedes Heritier 10. Alfredo Ludueña 11. José Miguel Badariotti 12. María Angélica Radich 13. Carlos Chavarría 14. Oscar Raúl Ostertag 15. Amelia Josefa Pagnucco 16. Orlando Agustín Venzo 17. Germán Adolfo Arias 18. Gladis Esther Bicharelli 19. Fermín Muller 20. Osvaldo José Maceratesi 21. Sandra Bosak 22. Jorge Alberto Giménez 23. Oscar Repizo 24. Libertad Luna 25. Edgardo Mario Leguizamón 26. Delmo L. Marucco 27. María Magdalena Tron 28. Liliana Rossi                                                       | Línea Santa Fe        | 3.901                 | 40,00                 | —                     | 9.753     | 0,67  |        |
| Por Amor a Nuestra Tierra | Movimiento por la Dignidad y la Independencia | Ver candidatos: 1. Rodolfo Frontera 2. Fernando José Huerga 3. María Elena Algarbe 4. Oreste Yacuzzi 5. Marcelo Edgardo Plaquín 6. Analía del Luján Comba 7. José Alejandro Bonacci 8. Aldo Alcides Álvarez 9. Elvira Mercedes Heritier 10. Alfredo Ludueña 11. José Miguel Badariotti 12. María Angélica Radich 13. Carlos Chavarría 14. Oscar Raúl Ostertag 15. Amelia Josefa Pagnucco 16. Orlando Agustín Venzo 17. Germán Adolfo Arias 18. Gladis Esther Bicharelli 19. Fermín Muller 20. Osvaldo José Maceratesi 21. Sandra Bosak 22. Jorge Alberto Giménez 23. Oscar Repizo 24. Libertad Luna 25. Edgardo Mario Leguizamón 26. Delmo L. Marucco 27. María Magdalena Tron 28. Liliana Rossi                                                       | 3.369                 | 34,54                 |                       | —                     | 9.753     | 0,67  |        |
| Total | Movimiento por la Dignidad y la Independencia | Ver candidatos: 1. Rodolfo Frontera 2. Fernando José Huerga 3. María Elena Algarbe 4. Oreste Yacuzzi 5. Marcelo Edgardo Plaquín 6. Analía del Luján Comba 7. José Alejandro Bonacci 8. Aldo Alcides Álvarez 9. Elvira Mercedes Heritier 10. Alfredo Ludueña 11. José Miguel Badariotti 12. María Angélica Radich 13. Carlos Chavarría 14. Oscar Raúl Ostertag 15. Amelia Josefa Pagnucco 16. Orlando Agustín Venzo 17. Germán Adolfo Arias 18. Gladis Esther Bicharelli 19. Fermín Muller 20. Osvaldo José Maceratesi 21. Sandra Bosak 22. Jorge Alberto Giménez 23. Oscar Repizo 24. Libertad Luna 25. Edgardo Mario Leguizamón 26. Delmo L. Marucco 27. María Magdalena Tron 28. Liliana Rossi                                                       | 7.270                 | 74,54                 |                       | —                     | 9.753     | 0,67  |        |
| Ver candidatos: 1. Víctor Roberto Repetto 2. Juan Pedro Bebek 3. Amanda Susana Mecozzi 4. Arturo Alberto Agüero 5. Norberto Félix Ruzzai 6. Adelaide Dechiara 7. Miguel Ángel Santa Cruz 8. Dante Oscar Muller 9. Beatriz Norma Panelo 10. Armando F. Cuello 11. Ricardo Oscar Parisi 12. Mabel A. Aguirre 13. Esteban D. Pagano 14. Alfredo F. Barbieri 15. Irma B. Gareis 16. Osmar Arturo Núñez 17. Quinto Spagnoli 18. Alicia Mabel Muñoz 19. Norma Rodríguez 20. Eustaquio Núñez 21. Sandra Tolosa 22. Drisden Gómez 23. Doris Belkis Nieto 24. María del Carmen Mercedes Sariago 25. José Hugo Ugarte 26. Sergio Cook 27. Graciela Beatriz Chernesky 28. Carlos Vicente Romero | Movimiento por la Dignidad y la Independencia | Federalismo o Dependencia | 2.388                 | 24,48                 | —                     |                       | 9.753     | 0,67  |        |
| Votos al lema | Votos al lema                                 | 95 | 0,97                  | —                     |                       |                       | 9.753     | 0,67  |        |
| | Alianza para la Lucha                         | Ver candidatos: 1. Miguel Ángel Rubinich 2. Carlos Ramón Perusini 3. Marcela María Delannoy 4. Marcela Nora Giacomino 5. Liliana Guadalupe Vietti 6. Sandra Verónica Molina 7. Luis Domingo Berro 8. Alberto Luis Romero 9. María Leonor Jouve 10. Luis Oscar Molinas 11. Mónica Alejandra García 12. Silvia Beatriz Rodríguez 13. Jorge Omar Domínguez 14. Luis Alberto Cabrera 15. Juan Carlos Sagastizabal 16. Carlos Américo Díaz 17. Eloy José Melano 18. Luis Alberto Olivera 19. Valentina Juana Canale Nelvis 20. José Antonio Vaschetto 21. Ariel Ramón Gutiérrez 22. Ana Mercedes González 23. Armando Álvarez 24. Celso Clemente Maldonado 25. Emilia Cristina Baldacci 26. Nélida Ibáñez 27. Raúl Norberto Kunz 28. Eduardo Jesús Expósito | —                     | —                     | —                     | —                     | 3.954     | 0,27  |        |
| | Movimiento al Socialismo                      | Ver candidatos: 1. Carlos Alberto Blanco 2. Raquel Esmeralda Blackie 3. Mirta Elena Oyola 4. Claudio Raúl Jaime 5. Raquel López de Caminiti 6. Sergio Raúl Lanaro 7. Raquel Beatriz Rivera 8. Javier Horacio González 9. Ramón Antonio Gómez 10. Susana Kovacevich 11. Marcelo García 12. Nelson Jorge Ponce 13. Avelino Diego Lugo 14. Virginia Adelina Lescano 15. Julio Simón 16. Ariel Donnet 17. Héctor Ramos 18. Beatriz Elena Argiroffo 19. Horacio Sánchez 20. Ricardo Ángel Ferrero 21. Daniel D. Lombardo 22. Graciela Landeira 23. Juan Domingo Giménez 24. Rodolfo H. Ocampo 25. Rosa Edhit López 26. Juan Pablo Casiello 27. Hernán Oscar Ocampo 28. Osmar Aldo Álvarez                                                                   | —                     | —                     | —                     | —                     | 2.594     | 0,18  |        |
| Votos positivos | Votos positivos                               | Votos positivos | Votos positivos       | Votos positivos       | Votos positivos       | Votos positivos       | 1.460.993 | 90,00 |        |
| Votos en blanco | Votos en blanco                               | Votos en blanco | Votos en blanco       | Votos en blanco       | Votos en blanco       | Votos en blanco       | 153.279   | 9,44  |        |
| Votos anulados | Votos anulados                                | Votos anulados | Votos anulados        | Votos anulados        | Votos anulados        | Votos anulados        | 9.050     | 0,56  |        |
| Participación | Participación                                 | Participación | Participación         | Participación         | Participación         | Participación         | 1.623.322 | 81,15 |        |
| Electores registrados | Electores registrados                         | Electores registrados | Electores registrados | Electores registrados | Electores registrados | Electores registrados | 2.000.377 | 100   |        |
| Fuente: |                                               | |                       |                       |                       |                       |           |       |        |

### Cámara de Senadores
| Lema                              | Lema                                          | Sublema               | Sublema               | Sublema               | Lema      | Lema  | Lema   |
| Lema                              | Lema                                          | Sublema               | Votos                 | %                     | Votos     | %     | Bancas |
| --------------------------------- | --------------------------------------------- | --------------------- | --------------------- | --------------------- | --------- | ----- | ------ |
|                                   | Partido Justicialista                         | Creo en Santa Fe      | 245.183               | 32,90                 | 745.317   | 52,00 | 13/19  |
| Este es el Momento de Santa Fe    | Partido Justicialista                         | 160.684               | 21,56                 |                       | 745.317   | 52,00 | 13/19  |
| Santa Fe Merece lo Mejor          | Partido Justicialista                         | 57.796                | 7,75                  |                       | 745.317   | 52,00 | 13/19  |
| El Poder de la Gente              | Partido Justicialista                         | 46.230                | 6,20                  |                       | 745.317   | 52,00 | 13/19  |
| 8 de Septiembre                   | Partido Justicialista                         | 35.699                | 4,79                  |                       | 745.317   | 52,00 | 13/19  |
| Primero Santa Fe                  | Partido Justicialista                         | 30.285                | 4,06                  |                       | 745.317   | 52,00 | 13/19  |
| Unidos para Crecer                | Partido Justicialista                         | 29.134                | 3,91                  |                       | 745.317   | 52,00 | 13/19  |
| Santa Fe Ya                       | Partido Justicialista                         | 28.231                | 3,79                  |                       | 745.317   | 52,00 | 13/19  |
| Santa Fe del Trabajo              | Partido Justicialista                         | 26.077                | 3,50                  |                       | 745.317   | 52,00 | 13/19  |
| Alianza Ucedeísta                 | Partido Justicialista                         | 16.420                | 2,20                  |                       | 745.317   | 52,00 | 13/19  |
| Defendamos Rosario                | Partido Justicialista                         | 10.249                | 1,38                  |                       | 745.317   | 52,00 | 13/19  |
| Santa Fe en Acción                | Partido Justicialista                         | 8.174                 | 1,10                  |                       | 745.317   | 52,00 | 13/19  |
| Transformación                    | Partido Justicialista                         | 8.160                 | 1,09                  |                       | 745.317   | 52,00 | 13/19  |
| Por los Niños y los Abuelos       | Partido Justicialista                         | 5.032                 | 0,68                  |                       | 745.317   | 52,00 | 13/19  |
| San Lorenzo para Todos            | Partido Justicialista                         | 3.637                 | 0,49                  |                       | 745.317   | 52,00 | 13/19  |
| Arriba Caseros                    | Partido Justicialista                         | 3.148                 | 0,42                  |                       | 745.317   | 52,00 | 13/19  |
| Belgrano Primero                  | Partido Justicialista                         | 2.957                 | 0,40                  |                       | 745.317   | 52,00 | 13/19  |
| Ser                               | Partido Justicialista                         | 2.683                 | 0,36                  |                       | 745.317   | 52,00 | 13/19  |
| Todos Unidos Triunfaremos         | Partido Justicialista                         | 2.506                 | 0,34                  |                       | 745.317   | 52,00 | 13/19  |
| Liga Federal Santafesina          | Partido Justicialista                         | 2.504                 | 0,34                  |                       | 745.317   | 52,00 | 13/19  |
| Por Caseros                       | Partido Justicialista                         | 2.375                 | 0,32                  |                       | 745.317   | 52,00 | 13/19  |
| Propuesta para el Crecimiento     | Partido Justicialista                         | 2.115                 | 0,28                  |                       | 745.317   | 52,00 | 13/19  |
| Para Cambiar Santa Fe             | Partido Justicialista                         | 1.754                 | 0,24                  |                       | 745.317   | 52,00 | 13/19  |
| Nuevo Orden                       | Partido Justicialista                         | 1.307                 | 0,18                  |                       | 745.317   | 52,00 | 13/19  |
| Ética y Responsabilidad           | Partido Justicialista                         | 1.183                 | 0,16                  |                       | 745.317   | 52,00 | 13/19  |
| Santa Fe al Sur                   | Partido Justicialista                         | 1.166                 | 0,16                  |                       | 745.317   | 52,00 | 13/19  |
| Adelante por Belgrano             | Partido Justicialista                         | 1.127                 | 0,15                  |                       | 745.317   | 52,00 | 13/19  |
| Servir al Bien Común              | Partido Justicialista                         | 1.110                 | 0,15                  |                       | 745.317   | 52,00 | 13/19  |
| Juntos por Santa Fe               | Partido Justicialista                         | 811                   | 0,11                  |                       | 745.317   | 52,00 | 13/19  |
| Vocación Militante                | Partido Justicialista                         | 770                   | 0,10                  |                       | 745.317   | 52,00 | 13/19  |
| San Lorenzo de Pie                | Partido Justicialista                         | 687                   | 0,09                  |                       | 745.317   | 52,00 | 13/19  |
| 17 de Noviembre                   | Partido Justicialista                         | 644                   | 0,09                  |                       | 745.317   | 52,00 | 13/19  |
| San Martín por la Victoria        | Partido Justicialista                         | 624                   | 0,08                  |                       | 745.317   | 52,00 | 13/19  |
| Ahora Belgrano                    | Partido Justicialista                         | 541                   | 0,07                  |                       | 745.317   | 52,00 | 13/19  |
| Reunir para Vencer                | Partido Justicialista                         | 516                   | 0,07                  |                       | 745.317   | 52,00 | 13/19  |
| Por Iriondo                       | Partido Justicialista                         | 352                   | 0,05                  |                       | 745.317   | 52,00 | 13/19  |
| Más y Mejor para San Javier       | Partido Justicialista                         | 332                   | 0,04                  |                       | 745.317   | 52,00 | 13/19  |
| Para Volver a Creer               | Partido Justicialista                         | 271                   | 0,04                  |                       | 745.317   | 52,00 | 13/19  |
| Nueva Generación                  | Partido Justicialista                         | 160                   | 0,02                  |                       | 745.317   | 52,00 | 13/19  |
| Compromiso Regional               | Partido Justicialista                         | 134                   | 0,02                  |                       | 745.317   | 52,00 | 13/19  |
| Jugate                            | Partido Justicialista                         | 74                    | 0,01                  |                       | 745.317   | 52,00 | 13/19  |
| 14 de Mayo                        | Partido Justicialista                         | 68                    | 0,01                  |                       | 745.317   | 52,00 | 13/19  |
| Todos por 9 de Julio              | Partido Justicialista                         | 33                    | 0,00                  |                       | 745.317   | 52,00 | 13/19  |
| Unidad, Trabajo y Crecimiento     | Partido Justicialista                         | 28                    | 0,00                  |                       | 745.317   | 52,00 | 13/19  |
| Votos al lema                     | Partido Justicialista                         | 2.346                 | 0,31                  |                       | 745.317   | 52,00 | 13/19  |
|                                   | Alianza Santafesina                           | Convergencia          | 325.044               | 49,44                 | 657.412   | 45,86 | 6/19   |
| Principios, Decencia, Prosperidad | Alianza Santafesina                           | 102.880               | 15,65                 |                       | 657.412   | 45,86 | 6/19   |
| Seguro Santa Fe                   | Alianza Santafesina                           | 76.739                | 11,67                 |                       | 657.412   | 45,86 | 6/19   |
| La Fórmula del Cambio             | Alianza Santafesina                           | 56.538                | 8,60                  |                       | 657.412   | 45,86 | 6/19   |
| Confluencia                       | Alianza Santafesina                           | 31.748                | 4,83                  |                       | 657.412   | 45,86 | 6/19   |
| Marchemos con Esperanza           | Alianza Santafesina                           | 27.574                | 4,19                  |                       | 657.412   | 45,86 | 6/19   |
| Bien Útil con Razón               | Alianza Santafesina                           | 10.410                | 1,58                  |                       | 657.412   | 45,86 | 6/19   |
| Otra Forma de Ganar               | Alianza Santafesina                           | 10.187                | 1,55                  |                       | 657.412   | 45,86 | 6/19   |
| Santa Fe Pujante                  | Alianza Santafesina                           | 5.662                 | 0,86                  |                       | 657.412   | 45,86 | 6/19   |
| Prescencia                        | Alianza Santafesina                           | 3.740                 | 0,57                  |                       | 657.412   | 45,86 | 6/19   |
| MO.DE.SO                          | Alianza Santafesina                           | 3.525                 | 0,54                  |                       | 657.412   | 45,86 | 6/19   |
| Concertación para Santa Fe        | Alianza Santafesina                           | 2.402                 | 0,37                  |                       | 657.412   | 45,86 | 6/19   |
| Votos al lema                     | Alianza Santafesina                           | 963                   | 0,15                  |                       | 657.412   | 45,86 | 6/19   |
|                                   | Frente País Solidario                         | —                     | —                     | —                     | 15.585    | 1,09  |        |
|                                   | Movimiento por la Dignidad y la Independencia | Línea Santa Fe        | 3.783                 | 40,92                 | 9.244     | 0,64  |        |
| Por Amor a Nuestra Tierra         | Movimiento por la Dignidad y la Independencia | 3.292                 | 35,61                 |                       | 9.244     | 0,64  |        |
| Federalismo o Dependencia         | Movimiento por la Dignidad y la Independencia | 2.083                 | 22,53                 |                       | 9.244     | 0,64  |        |
| Votos al lema                     | Movimiento por la Dignidad y la Independencia | 86                    | 0,93                  |                       | 9.244     | 0,64  |        |
|                                   | Alianza para la Lucha                         | —                     | —                     | —                     | 2.726     | 0,19  |        |
|                                   | Movimiento al Socialismo                      | —                     | —                     | —                     | 2.623     | 0,18  |        |
|                                   | Unión del Centro Democrático                  | Liberemos a Santa Fe  | —                     | —                     | 489       | 0,03  |        |
| Votos positivos                   | Votos positivos                               | Votos positivos       | Votos positivos       | Votos positivos       | 1.433.396 | 88,30 |        |
| Votos en blanco                   | Votos en blanco                               | Votos en blanco       | Votos en blanco       | Votos en blanco       | 180.648   | 11,13 |        |
| Votos anulados                    | Votos anulados                                | Votos anulados        | Votos anulados        | Votos anulados        | 9.278     | 0,57  |        |
| Participación                     | Participación                                 | Participación         | Participación         | Participación         | 1.623.322 | 81,15 |        |
| Electores registrados             | Electores registrados                         | Electores registrados | Electores registrados | Electores registrados | 2.000.377 | 100   |        |
| Fuente:                           |                                               |                       |                       |                       |           |       |        |

#### Resultados por departamentos
| Belgrano 1 Senador                | Belgrano 1 Senador                            | Belgrano 1 Senador                | Belgrano 1 Senador             | Belgrano 1 Senador | Belgrano 1 Senador | Belgrano 1 Senador | Belgrano 1 Senador |
| Lema                              | Lema                                          | Candidato                         | Sublema                        | Sublema            | Sublema            | Lema               | Lema               |
| Lema                              | Lema                                          | Candidato                         | Sublema                        | Votos              | %                  | Votos              | %                  |
| --------------------------------- | --------------------------------------------- | --------------------------------- | ------------------------------ | ------------------ | ------------------ | ------------------ | ------------------ |
|                                   | Partido Justicialista                         | Alberto Crossetti                 | Belgrano Primero               | 2.957              | 17,17              | 17.221             | 70,49              |
| Primero Santa Fe                  | Partido Justicialista                         | Alberto Crossetti                 | 2.125                          | 12,34              |                    | 17.221             | 70,49              |
| Unidos para Crecer                | Partido Justicialista                         | Alberto Crossetti                 | 734                            | 4,26               |                    | 17.221             | 70,49              |
| Todos Unidos Triunfaremos         | Partido Justicialista                         | Alberto Crossetti                 | 144                            | 0,84               |                    | 17.221             | 70,49              |
| Liga Federal Santafesina          | Partido Justicialista                         | Alberto Crossetti                 | 97                             | 0,56               |                    | 17.221             | 70,49              |
| Total                             | Partido Justicialista                         | Alberto Crossetti                 | 6.057                          | 35,17              |                    | 17.221             | 70,49              |
| Fernando Ricardo Fischer          | Partido Justicialista                         | Este es el Momento de Santa Fe    | 4.164                          | 24,18              |                    | 17.221             | 70,49              |
| Fernando Ricardo Fischer          | Partido Justicialista                         | Santa Fe Merece lo Mejor          | 587                            | 3,41               |                    | 17.221             | 70,49              |
| Fernando Ricardo Fischer          | Partido Justicialista                         | Total                             | 4.751                          | 27,59              |                    | 17.221             | 70,49              |
| Raúl Alberto Ponzio               | Partido Justicialista                         | Creo en Santa Fe                  | 2.287                          | 13,28              |                    | 17.221             | 70,49              |
| Raúl Alberto Ponzio               | Partido Justicialista                         | Adelante por Belgrano             | 1.127                          | 6,54               |                    | 17.221             | 70,49              |
| Raúl Alberto Ponzio               | Partido Justicialista                         | Total                             | 3.414                          | 19,82              |                    | 17.221             | 70,49              |
| Gustavo Ángel Marconato           | Partido Justicialista                         | El Poder de la Gente              | 853                            | 4,95               |                    | 17.221             | 70,49              |
| Gustavo Ángel Marconato           | Partido Justicialista                         | Alianza Ucedeísta                 | 813                            | 4,72               |                    | 17.221             | 70,49              |
| Gustavo Ángel Marconato           | Partido Justicialista                         | Ahora Belgrano                    | 541                            | 3,14               |                    | 17.221             | 70,49              |
| Gustavo Ángel Marconato           | Partido Justicialista                         | Santa Fe del Trabajo              | 518                            | 3,01               |                    | 17.221             | 70,49              |
| Gustavo Ángel Marconato           | Partido Justicialista                         | Total                             | 2.725                          | 15,82              |                    | 17.221             | 70,49              |
| Ana Dolores Maina Gallardo        | Partido Justicialista                         | Jugate                            | 74                             | 0,43               |                    | 17.221             | 70,49              |
| Ana Dolores Maina Gallardo        | Partido Justicialista                         | Por los Niños y los Abuelos       | 22                             | 0,13               |                    | 17.221             | 70,49              |
| Ana Dolores Maina Gallardo        | Partido Justicialista                         | Total                             | 96                             | 0,56               |                    | 17.221             | 70,49              |
| —                                 | Partido Justicialista                         | Unidad, Trabajo y Crecimiento     | 28                             | 0,16               |                    | 17.221             | 70,49              |
| Tercio Rolando Lorencio           | Partido Justicialista                         | Nuevo Orden                       | 10                             | 0,06               |                    | 17.221             | 70,49              |
| Votos al lema                     | Votos al lema                                 | 140                               | 0,81                           |                    |                    | 17.221             | 70,49              |
|                                   | Alianza Santafesina                           | Edgardo Héctor Boni               | Convergencia                   | 3.102              | 43,42              | 7.144              | 29,24              |
| Marchemos con Esperanza           | Alianza Santafesina                           | Edgardo Héctor Boni               | 230                            | 3,22               |                    | 7.144              | 29,24              |
| La Fórmula del Cambio             | Alianza Santafesina                           | Edgardo Héctor Boni               | 150                            | 2,10               |                    | 7.144              | 29,24              |
| Bien Útil con Razón               | Alianza Santafesina                           | Edgardo Héctor Boni               | 42                             | 0,59               |                    | 7.144              | 29,24              |
| Total                             | Alianza Santafesina                           | Edgardo Héctor Boni               | 3.524                          | 49,33              |                    | 7.144              | 29,24              |
| Fernando Julio M. Duranti         | Alianza Santafesina                           | Principios, Decencia, Prosperidad | 2.786                          | 39,00              |                    | 7.144              | 29,24              |
| Horacio Armando Rosso             | Alianza Santafesina                           | Seguro Santa Fe                   | 821                            | 11,49              |                    | 7.144              | 29,24              |
| Votos al lema                     | Votos al lema                                 | 13                                | 0,18                           |                    |                    | 7.144              | 29,24              |
|                                   | Movimiento por la Dignidad y la Independencia | Luis Fernando Gallardo            | Línea Santa Fe                 | 29                 | 0,41               | 66                 | 0,27               |
| Por Amor a Nuestra Tierra         | Movimiento por la Dignidad y la Independencia | Luis Fernando Gallardo            | 10                             | 0,14               |                    | 66                 | 0,27               |
| Total                             | Movimiento por la Dignidad y la Independencia | Luis Fernando Gallardo            | 39                             | 59,09              |                    | 66                 | 0,27               |
| Andrés Serafín Ponce              | Movimiento por la Dignidad y la Independencia | Federalismo o Dependencia         | 27                             | 40,91              |                    | 66                 | 0,27               |
| Votos positivos                   | Votos positivos                               | Votos positivos                   | Votos positivos                | Votos positivos    | Votos positivos    | 24.431             | 95,91              |
| Votos en blanco                   | Votos en blanco                               | Votos en blanco                   | Votos en blanco                | Votos en blanco    | Votos en blanco    | 995                | 3,91               |
| Votos nulos                       | Votos nulos                                   | Votos nulos                       | Votos nulos                    | Votos nulos        | Votos nulos        | 46                 | 0,18               |
| Total de votos                    | Total de votos                                | Total de votos                    | Total de votos                 | Total de votos     | Total de votos     | 25.472             | 100                |
| Caseros 1 Senador                 |                                               |                                   |                                |                    |                    |                    |                    |
| Lema                              | Lema                                          | Candidato                         | Sublema                        | Sublema            | Sublema            | Lema               | Lema               |
| Lema                              | Lema                                          | Candidato                         | Sublema                        | Votos              | %                  | Votos              | %                  |
|                                   | Partido Justicialista                         | Eduardo Daniel Rosconi            | Este es el Momento de Santa Fe | 13.778             | 50,88              | 27.080             | 58,86              |
| Arriba Caseros                    | Partido Justicialista                         | Eduardo Daniel Rosconi            | 3.148                          | 11,62              |                    | 27.080             | 58,86              |
| Por Caseros                       | Partido Justicialista                         | Eduardo Daniel Rosconi            | 2.375                          | 8,77               |                    | 27.080             | 58,86              |
| Total                             | Partido Justicialista                         | Eduardo Daniel Rosconi            | 19.301                         | 71,27              |                    | 27.080             | 58,86              |
| Abel Mario Vranicich              | Partido Justicialista                         | Creo en Santa Fe                  | 3.907                          | 14,43              |                    | 27.080             | 58,86              |
| Abel Mario Vranicich              | Partido Justicialista                         | Primero Santa Fe                  | 716                            | 2,64               |                    | 27.080             | 58,86              |
| Abel Mario Vranicich              | Partido Justicialista                         | 8 de Septiembre                   | 511                            | 1,89               |                    | 27.080             | 58,86              |
| Abel Mario Vranicich              | Partido Justicialista                         | El Poder de la Gente              | 363                            | 1,34               |                    | 27.080             | 58,86              |
| Abel Mario Vranicich              | Partido Justicialista                         | Por los Niños y los Abuelos       | 200                            | 0,74               |                    | 27.080             | 58,86              |
| Abel Mario Vranicich              | Partido Justicialista                         | Alianza Ucedeísta                 | 189                            | 0,70               |                    | 27.080             | 58,86              |
| Abel Mario Vranicich              | Partido Justicialista                         | Santa Fe del Trabajo              | 92                             | 0,34               |                    | 27.080             | 58,86              |
| Abel Mario Vranicich              | Partido Justicialista                         | Total                             | 5.978                          | 22,08              |                    | 27.080             | 58,86              |
| Omar Rubén Gullielmi              | Partido Justicialista                         | Unidos para Crecer                | 705                            | 2,60               |                    | 27.080             | 58,86              |
| Omar Rubén Gullielmi              | Partido Justicialista                         | Santa Fe en Acción                | 129                            | 0,48               |                    | 27.080             | 58,86              |
| Omar Rubén Gullielmi              | Partido Justicialista                         | Liga Federal Santafesina          | 11                             | 0,04               |                    | 27.080             | 58,86              |
| Omar Rubén Gullielmi              | Partido Justicialista                         | Total                             | 845                            | 3,12               |                    | 27.080             | 58,86              |
| Edmundo Daniel Pozzi              | Partido Justicialista                         | Santa Fe Merece lo Mejor          | 504                            | 1,86               |                    | 27.080             | 58,86              |
| Carlos Alberto Bertello           | Partido Justicialista                         | Juntos por Santa Fe               | 189                            | 0,70               |                    | 27.080             | 58,86              |
| Miguel Leonardo Suasnabar         | Partido Justicialista                         | Nuevo Orden                       | 158                            | 0,58               |                    | 27.080             | 58,86              |
| Votos al lema                     | Votos al lema                                 | 105                               | 0,39                           |                    |                    | 27.080             | 58,86              |
|                                   | Alianza Santafesina                           | Ismael Domingo Demaria            | Convergencia                   | 10.851             | 60,20              | 18.025             | 39,18              |
| Principios, Decencia, Prosperidad | Alianza Santafesina                           | Ismael Domingo Demaria            | 3.012                          | 16,71              |                    | 18.025             | 39,18              |
| Confluencia                       | Alianza Santafesina                           | Ismael Domingo Demaria            | 420                            | 2,33               |                    | 18.025             | 39,18              |
| Bien Útil con Razón               | Alianza Santafesina                           | Ismael Domingo Demaria            | 101                            | 0,56               |                    | 18.025             | 39,18              |
| Marchemos con Esperanza           | Alianza Santafesina                           | Ismael Domingo Demaria            | 95                             | 0,53               |                    | 18.025             | 39,18              |
| Total                             | Alianza Santafesina                           | Ismael Domingo Demaria            | 14.479                         | 80,33              |                    | 18.025             | 39,18              |
| Enzo Inocencio Trombetti          | Alianza Santafesina                           | La Fórmula del Cambio             | 2.134                          | 11,84              |                    | 18.025             | 39,18              |
| Enzo Inocencio Trombetti          | Alianza Santafesina                           | Otra Forma de Ganar               | 100                            | 0,55               |                    | 18.025             | 39,18              |
| Enzo Inocencio Trombetti          | Alianza Santafesina                           | Total                             | 2.234                          | 12,39              |                    | 18.025             | 39,18              |
| Ana María Ester Tavella           | Alianza Santafesina                           | Seguro Santa Fe                   | 1.259                          | 6,98               |                    | 18.025             | 39,18              |
| Ana María Ester Tavella           | Alianza Santafesina                           | Santa Fe Pujante                  | 30                             | 0,17               |                    | 18.025             | 39,18              |
| Ana María Ester Tavella           | Alianza Santafesina                           | Total                             | 1.289                          | 7,15               |                    | 18.025             | 39,18              |
| Votos al lema                     | Votos al lema                                 | 23                                | 0,13                           |                    |                    | 18.025             | 39,18              |
|                                   | Frente País Solidario                         | Roberto Natalio Novello           | —                              | —                  | —                  | 344                | 0,75               |
|                                   | Movimiento por la Dignidad y la Independencia | Delmo Luis Marucco                | Línea Santa Fe                 | 93                 | 34,07              | 273                | 0,59               |
| Por Amor a Nuestra Tierra         | Movimiento por la Dignidad y la Independencia | Delmo Luis Marucco                | 58                             | 21,25              |                    | 273                | 0,59               |
| Total                             | Movimiento por la Dignidad y la Independencia | Delmo Luis Marucco                | 151                            | 55,31              |                    | 273                | 0,59               |
| Pedro Tomás Marasco               | Movimiento por la Dignidad y la Independencia | Federalismo o Dependencia         | 113                            | 41,39              |                    | 273                | 0,59               |
| Votos al lema                     | Votos al lema                                 | 9                                 | 3,30                           |                    |                    | 273                | 0,59               |
|                                   | Alianza para la Lucha                         | Carlos Alberto Pío Minetti        | —                              | —                  | —                  | 286                | 0,62               |
|                                   | Movimiento al Socialismo                      | Raúl Luraschi                     | —                              | —                  | —                  | 0                  | 0,00               |
| Votos positivos                   | Votos positivos                               | Votos positivos                   | Votos positivos                | Votos positivos    | Votos positivos    | 46.008             | 91,92              |
| Votos en blanco                   | Votos en blanco                               | Votos en blanco                   | Votos en blanco                | Votos en blanco    | Votos en blanco    | 3.877              | 7,75               |
| Votos nulos                       | Votos nulos                                   | Votos nulos                       | Votos nulos                    | Votos nulos        | Votos nulos        | 169                | 0,34               |
| Total de votos                    | Total de votos                                | Total de votos                    | Total de votos                 | Total de votos     | Total de votos     | 50.054             | 100                |
| Castellanos 1 Senador             |                                               |                                   |                                |                    |                    |                    |                    |
| Lema                              | Lema                                          | Candidato                         | Sublema                        | Sublema            | Sublema            | Lema               | Lema               |
| Lema                              | Lema                                          | Candidato                         | Sublema                        | Votos              | %                  | Votos              | %                  |
|                                   | Partido Justicialista                         | Hugo Alfonso Albrecht             | Este es el Momento de Santa Fe | 17.797             | 38,67              | 46.026             | 63,07              |
| Santa Fe Merece lo Mejor          | Partido Justicialista                         | Hugo Alfonso Albrecht             | 2.262                          | 4,91               |                    | 46.026             | 63,07              |
| Total                             | Partido Justicialista                         | Hugo Alfonso Albrecht             | 20.059                         | 43,58              |                    | 46.026             | 63,07              |
| Aldo Luis Fregona                 | Partido Justicialista                         | Creo en Santa Fe                  | 16.718                         | 36,32              |                    | 46.026             | 63,07              |
| Aldo Luis Fregona                 | Partido Justicialista                         | 8 de Septiembre                   | 1.531                          | 3,33               |                    | 46.026             | 63,07              |
| Aldo Luis Fregona                 | Partido Justicialista                         | Alianza Ucedeísta                 | 269                            | 0,58               |                    | 46.026             | 63,07              |
| Aldo Luis Fregona                 | Partido Justicialista                         | Transformación                    | 3                              | 0,01               |                    | 46.026             | 63,07              |
| Aldo Luis Fregona                 | Partido Justicialista                         | Total                             | 18.521                         | 40,24              |                    | 46.026             | 63,07              |
| Andrés José Giussani              | Partido Justicialista                         | Santa Fe del Trabajo              | 3.442                          | 7,48               |                    | 46.026             | 63,07              |
| Andrés José Giussani              | Partido Justicialista                         | Ética y Responsabilidad           | 1                              | 0,00               |                    | 46.026             | 63,07              |
| Andrés José Giussani              | Partido Justicialista                         | Total                             | 3.443                          | 7,48               |                    | 46.026             | 63,07              |
| Carlos José Nicola                | Partido Justicialista                         | Unidos para Crecer                | 1.940                          | 4,22               |                    | 46.026             | 63,07              |
| Carlos José Nicola                | Partido Justicialista                         | Primero Santa Fe                  | 902                            | 1,96               |                    | 46.026             | 63,07              |
| Carlos José Nicola                | Partido Justicialista                         | Liga Federal Santafesina          | 14                             | 0,03               |                    | 46.026             | 63,07              |
| Carlos José Nicola                | Partido Justicialista                         | Total                             | 2.856                          | 6,21               |                    | 46.026             | 63,07              |
| Juan Carlos Qebra                 | Partido Justicialista                         | Por los Niños y los Abuelos       | 468                            | 1,02               |                    | 46.026             | 63,07              |
| Oscar Luis Helzenn                | Partido Justicialista                         | El Poder de la Gente              | 463                            | 1,01               |                    | 46.026             | 63,07              |
| Oscar Luis Helzenn                | Partido Justicialista                         | Todos Unidos Triunfaremos         | 2                              | 0,00               |                    | 46.026             | 63,07              |
| Oscar Luis Helzenn                | Partido Justicialista                         | Total                             | 465                            | 1,01               |                    | 46.026             | 63,07              |
| Miguel Ángel Peralta              | Partido Justicialista                         | Nuevo Orden                       | 104                            | 0,23               |                    | 46.026             | 63,07              |
| Votos al lema                     | Votos al lema                                 | 110                               | 0,24                           |                    |                    | 46.026             | 63,07              |
|                                   | Alianza Santafesina                           | Luis Alberto Peretti              | Convergencia                   | 13.993             | 54,29              | 25.776             | 35,32              |
| Principios, Decencia, Prosperidad | Alianza Santafesina                           | Luis Alberto Peretti              | 6.187                          | 24,00              |                    | 25.776             | 35,32              |
| Confluencia                       | Alianza Santafesina                           | Luis Alberto Peretti              | 562                            | 2,18               |                    | 25.776             | 35,32              |
| Total                             | Alianza Santafesina                           | Luis Alberto Peretti              | 20.742                         | 80,47              |                    | 25.776             | 35,32              |
| Ítalo Juan Cassina                | Alianza Santafesina                           | La Fórmula del Cambio             | 2.145                          | 8,32               |                    | 25.776             | 35,32              |
| Ítalo Juan Cassina                | Alianza Santafesina                           | Santa Fe Pujante                  | 856                            | 3,32               |                    | 25.776             | 35,32              |
| Ítalo Juan Cassina                | Alianza Santafesina                           | Prescencia                        | 1                              | 0,00               |                    | 25.776             | 35,32              |
| Ítalo Juan Cassina                | Alianza Santafesina                           | Total                             | 3.002                          | 11,65              |                    | 25.776             | 35,32              |
| Jorge Antonio Ingaramo            | Alianza Santafesina                           | Marchemos con Esperanza           | 1.050                          | 4,07               |                    | 25.776             | 35,32              |
| Horacio Ernesto Petitte           | Alianza Santafesina                           | Seguro Santa Fe                   | 533                            | 2,07               |                    | 25.776             | 35,32              |
| Vicente Raúl Ceballos             | Alianza Santafesina                           | Bien Útil con Razón               | 406                            | 1,58               |                    | 25.776             | 35,32              |
| Votos al lema                     | Votos al lema                                 | 43                                | 0,17                           |                    |                    | 25.776             | 35,32              |
|                                   | Movimiento por la Dignidad y la Independencia | Francisco Marcelo Vietto          | Línea Santa Fe                 | 322                | 48,35              | 666                | 0,91               |
| Por Amor a Nuestra Tierra         | Movimiento por la Dignidad y la Independencia | Francisco Marcelo Vietto          | 213                            | 31,98              |                    | 666                | 0,91               |
| Total                             | Movimiento por la Dignidad y la Independencia | Francisco Marcelo Vietto          | 535                            | 80,33              |                    | 666                | 0,91               |
| Norberto Félix Ruzzai             | Movimiento por la Dignidad y la Independencia | Federalismo o Dependencia         | 125                            | 18,77              |                    | 666                | 0,91               |
| Votos al lema                     | Votos al lema                                 | 6                                 | 0,90                           |                    |                    | 666                | 0,91               |
|                                   | Frente País Solidario                         | Oscar D. Miño                     | —                              | —                  | —                  | 511                | 0,70               |
|                                   | Movimiento al Socialismo                      | Carlos Walter                     | —                              | —                  | —                  | 1                  | 0,00               |
| Votos positivos                   | Votos positivos                               | Votos positivos                   | Votos positivos                | Votos positivos    | Votos positivos    | 72.980             | 86,61              |
| Votos en blanco                   | Votos en blanco                               | Votos en blanco                   | Votos en blanco                | Votos en blanco    | Votos en blanco    | 10.839             | 12,86              |
| Votos nulos                       | Votos nulos                                   | Votos nulos                       | Votos nulos                    | Votos nulos        | Votos nulos        | 446                | 0,53               |
| Total de votos                    | Total de votos                                | Total de votos                    | Total de votos                 | Total de votos     | Total de votos     | 84.265             | 100                |
| Constitución 1 Senador            |                                               |                                   |                                |                    |                    |                    |                    |
| Lema                              | Lema                                          | Candidato                         | Sublema                        | Sublema            | Sublema            | Lema               | Lema               |
| Lema                              | Lema                                          | Candidato                         | Sublema                        | Votos              | %                  | Votos              | %                  |
|                                   | Alianza Santafesina                           | Pablo Antonio Cardinale (PDP)     | Convergencia                   | 13.087             | 56,59              | 23.126             | 50,26              |
| Principios, Decencia, Prosperidad | Alianza Santafesina                           | Pablo Antonio Cardinale (PDP)     | 4.127                          | 17,85              |                    | 23.126             | 50,26              |
| Seguro Santa Fe                   | Alianza Santafesina                           | Pablo Antonio Cardinale (PDP)     | 1.242                          | 5,37               |                    | 23.126             | 50,26              |
| Confluencia                       | Alianza Santafesina                           | Pablo Antonio Cardinale (PDP)     | 799                            | 3,45               |                    | 23.126             | 50,26              |
| Marchemos con Esperanza           | Alianza Santafesina                           | Pablo Antonio Cardinale (PDP)     | 717                            | 3,10               |                    | 23.126             | 50,26              |
| Bien Útil con Razón               | Alianza Santafesina                           | Pablo Antonio Cardinale (PDP)     | 205                            | 0,89               |                    | 23.126             | 50,26              |
| Total                             | Alianza Santafesina                           | Pablo Antonio Cardinale (PDP)     | 20.177                         | 87,25              |                    | 23.126             | 50,26              |
| Pedro Raúl Kobila                 | Alianza Santafesina                           | La Fórmula del Cambio             | 2.323                          | 10,04              |                    | 23.126             | 50,26              |
| Pedro Raúl Kobila                 | Alianza Santafesina                           | Otra Forma de Ganar               | 596                            | 2,58               |                    | 23.126             | 50,26              |
| Pedro Raúl Kobila                 | Alianza Santafesina                           | Total                             | 2.919                          | 12,62              |                    | 23.126             | 50,26              |
| Votos al lema                     | Votos al lema                                 | 30                                | 0,13                           |                    |                    | 23.126             | 50,26              |
|                                   | Partido Justicialista                         | Carlos Eugenio Montini            | Creo en Santa Fe               | 5.425              | 26,26              | 20.658             | 44,89              |
| 8 de Septiembre                   | Partido Justicialista                         | Carlos Eugenio Montini            | 2.113                          | 10,23              |                    | 20.658             | 44,89              |
| Primero Santa Fe                  | Partido Justicialista                         | Carlos Eugenio Montini            | 1.886                          | 9,13               |                    | 20.658             | 44,89              |
| 17 de Noviembre                   | Partido Justicialista                         | Carlos Eugenio Montini            | 644                            | 3,12               |                    | 20.658             | 44,89              |
| Alianza Ucedeísta                 | Partido Justicialista                         | Carlos Eugenio Montini            | 234                            | 1,13               |                    | 20.658             | 44,89              |
| Total                             | Partido Justicialista                         | Carlos Eugenio Montini            | 10.302                         | 49,87              |                    | 20.658             | 44,89              |
| Horacio Arnaldo Pizurno           | Partido Justicialista                         | Este es el Momento de Santa Fe    | 7.952                          | 38,49              |                    | 20.658             | 44,89              |
| Horacio Arnaldo Pizurno           | Partido Justicialista                         | Santa Fe Ya                       | 93                             | 0,45               |                    | 20.658             | 44,89              |
| Horacio Arnaldo Pizurno           | Partido Justicialista                         | Santa Fe Merece lo Mejor          | 60                             | 0,29               |                    | 20.658             | 44,89              |
| Horacio Arnaldo Pizurno           | Partido Justicialista                         | Total                             | 8.105                          | 39,23              |                    | 20.658             | 44,89              |
| Domingo Cándido                   | Partido Justicialista                         | Santa Fe del Trabajo              | 807                            | 3,91               |                    | 20.658             | 44,89              |
| Domingo Cándido                   | Partido Justicialista                         | Unidos para Crecer                | 386                            | 1,87               |                    | 20.658             | 44,89              |
| Domingo Cándido                   | Partido Justicialista                         | Ética y Responsabilidad           | 334                            | 1,62               |                    | 20.658             | 44,89              |
| Domingo Cándido                   | Partido Justicialista                         | El Poder de la Gente              | 272                            | 1,32               |                    | 20.658             | 44,89              |
| Domingo Cándido                   | Partido Justicialista                         | Todos Unidos Triunfaremos         | 178                            | 0,86               |                    | 20.658             | 44,89              |
| Domingo Cándido                   | Partido Justicialista                         | Por los Niños y los Abuelos       | 176                            | 0,85               |                    | 20.658             | 44,89              |
| Domingo Cándido                   | Partido Justicialista                         | Liga Federal Santafesina          | 34                             | 0,16               |                    | 20.658             | 44,89              |
| Domingo Cándido                   | Partido Justicialista                         | Propuesta para el Crecimiento     | 20                             | 0,10               |                    | 20.658             | 44,89              |
| Domingo Cándido                   | Partido Justicialista                         | Total                             | 2.207                          | 10,68              |                    | 20.658             | 44,89              |
| Reynaldo Rubén Rivero             | Partido Justicialista                         | Servir al Bien Común              | 1                              | 0,00               |                    | 20.658             | 44,89              |
| Votos al lema                     | Votos al lema                                 | 43                                | 0,21                           |                    |                    | 20.658             | 44,89              |
|                                   | Frente País Solidario                         | Álvaro Néstor Barreyro            | —                              | —                  | —                  | 1.854              | 4,03               |
|                                   | Movimiento por la Dignidad y la Independencia | Luis César Lupa                   | Línea Santa Fe                 | 135                | 43,69              | 309                | 0,67               |
| Por Amor a Nuestra Tierra         | Movimiento por la Dignidad y la Independencia | Luis César Lupa                   | 114                            | 36,89              |                    | 309                | 0,67               |
| Total                             | Movimiento por la Dignidad y la Independencia | Luis César Lupa                   | 249                            | 80,58              |                    | 309                | 0,67               |
| Juan Zicari                       | Movimiento por la Dignidad y la Independencia | Federalismo o Dependencia         | 57                             | 18,45              |                    | 309                | 0,67               |
| Votos al lema                     | Votos al lema                                 | 3                                 | 0,97                           |                    |                    | 309                | 0,67               |
|                                   | Movimiento al Socialismo                      | Alicia Esther Galdame Blet        | —                              | —                  | —                  | 70                 | 0,15               |
| Votos positivos                   | Votos positivos                               | Votos positivos                   | Votos positivos                | Votos positivos    | Votos positivos    | 46.017             | 91,62              |
| Votos en blanco                   | Votos en blanco                               | Votos en blanco                   | Votos en blanco                | Votos en blanco    | Votos en blanco    | 3.984              | 7,93               |
| Votos nulos                       | Votos nulos                                   | Votos nulos                       | Votos nulos                    | Votos nulos        | Votos nulos        | 224                | 0,45               |
| Total de votos                    | Total de votos                                | Total de votos                    | Total de votos                 | Total de votos     | Total de votos     | 50.225             | 100                |
| Garay 1 Senador                   |                                               |                                   |                                |                    |                    |                    |                    |
| Lema                              | Lema                                          | Candidato                         | Sublema                        | Sublema            | Sublema            | Lema               | Lema               |
| Lema                              | Lema                                          | Candidato                         | Sublema                        | Votos              | %                  | Votos              | %                  |
|                                   | Partido Justicialista                         | Duilio Osmar Pignata              | Creo en Santa Fe               | 3.014              | 50,07              | 6.019              | 70,53              |
| Raúl Darío Antille                | Partido Justicialista                         | Este es el Momento de Santa Fe    | 1.590                          | 26,42              |                    | 6.019              | 70,53              |
| Raúl Darío Antille                | Partido Justicialista                         | Santa Fe del Trabajo              | 424                            | 7,04               |                    | 6.019              | 70,53              |
| Raúl Darío Antille                | Partido Justicialista                         | Santa Fe Merece lo Mejor          | 233                            | 3,87               |                    | 6.019              | 70,53              |
| Raúl Darío Antille                | Partido Justicialista                         | Santa Fe Ya                       | 218                            | 3,62               |                    | 6.019              | 70,53              |
| Raúl Darío Antille                | Partido Justicialista                         | Unidos para Crecer                | 203                            | 3,37               |                    | 6.019              | 70,53              |
| Raúl Darío Antille                | Partido Justicialista                         | Primero Santa Fe                  | 124                            | 2,06               |                    | 6.019              | 70,53              |
| Raúl Darío Antille                | Partido Justicialista                         | El Poder de la Gente              | 91                             | 1,51               |                    | 6.019              | 70,53              |
| Raúl Darío Antille                | Partido Justicialista                         | Alianza Ucedeísta                 | 61                             | 1,01               |                    | 6.019              | 70,53              |
| Raúl Darío Antille                | Partido Justicialista                         | Total                             | 2.944                          | 48,91              |                    | 6.019              | 70,53              |
| Miguel Ángel Bonazza              | Partido Justicialista                         | Servir al Bien Común              | 29                             | 0,48               |                    | 6.019              | 70,53              |
| Jorge Walter González             | Partido Justicialista                         | Por los Niños y los Abuelos       | 15                             | 0,25               |                    | 6.019              | 70,53              |
| Nora G. Schmidt                   | Partido Justicialista                         | Nuevo Orden                       | 6                              | 0,10               |                    | 6.019              | 70,53              |
| Héctor Rubén Ramos                | Partido Justicialista                         | Juntos por Santa Fe               | 2                              | 0,03               |                    | 6.019              | 70,53              |
| Votos al lema                     | Votos al lema                                 | 9                                 | 0,15                           |                    |                    | 6.019              | 70,53              |
|                                   | Alianza Santafesina                           | Edith Matilde Descalzo de Farioli | Convergencia                   | 1.171              | 47,66              | 2.457              | 28,79              |
| Marchemos con Esperanza           | Alianza Santafesina                           | Edith Matilde Descalzo de Farioli | 75                             | 3,05               |                    | 2.457              | 28,79              |
| Total                             | Alianza Santafesina                           | Edith Matilde Descalzo de Farioli | 1.246                          | 50,71              |                    | 2.457              | 28,79              |
| Carlos Alberto Bondaz             | Alianza Santafesina                           | La Fórmula del Cambio             | 684                            | 27,84              |                    | 2.457              | 28,79              |
| Carlos Alberto Bondaz             | Alianza Santafesina                           | Bien Útil con Razón               | 219                            | 8,91               |                    | 2.457              | 28,79              |
| Carlos Alberto Bondaz             | Alianza Santafesina                           | Seguro Santa Fe                   | 89                             | 3,62               |                    | 2.457              | 28,79              |
| Carlos Alberto Bondaz             | Alianza Santafesina                           | Total                             | 992                            | 40,37              |                    | 2.457              | 28,79              |
| Juan Carlos Fugassa               | Alianza Santafesina                           | Principios, Decencia, Prosperidad | 219                            | 8,91               |                    | 2.457              | 28,79              |
|                                   | Movimiento por la Dignidad y la Independencia | Edgardo Mario Leguizamón          | Por Amor a Nuestra Tierra      | 18                 | 52,94              | 34                 | 0,40               |
| Línea Santa Fe                    | Movimiento por la Dignidad y la Independencia | Edgardo Mario Leguizamón          | 16                             | 47,06              |                    | 34                 | 0,40               |
|                                   | Frente País Solidario                         | Norberto Carlos Ramón Vanni       | —                              | —                  | —                  | 24                 | 0,28               |
| Votos positivos                   | Votos positivos                               | Votos positivos                   | Votos positivos                | Votos positivos    | Votos positivos    | 8.534              | 94,58              |
| Votos en blanco                   | Votos en blanco                               | Votos en blanco                   | Votos en blanco                | Votos en blanco    | Votos en blanco    | 454                | 5,03               |
| Votos nulos                       | Votos nulos                                   | Votos nulos                       | Votos nulos                    | Votos nulos        | Votos nulos        | 35                 | 0,39               |
| Total de votos                    | Total de votos                                | Total de votos                    | Total de votos                 | Total de votos     | Total de votos     | 9.023              | 100                |
| General López 1 Senador           |                                               |                                   |                                |                    |                    |                    |                    |
| Lema                              | Lema                                          | Candidato                         | Sublema                        | Sublema            | Sublema            | Lema               | Lema               |
| Lema                              | Lema                                          | Candidato                         | Sublema                        | Votos              | %                  | Votos              | %                  |
|                                   | Alianza Santafesina                           | José Roberto Verge (UCR)          | La Fórmula del Cambio          | 16.209             | 33,20              | 48.825             | 49,67              |
| Otra Forma de Ganar               | Alianza Santafesina                           | José Roberto Verge (UCR)          | 3.575                          | 7,32               |                    | 48.825             | 49,67              |
| MO.DE.SO.                         | Alianza Santafesina                           | José Roberto Verge (UCR)          | 105                            | 0,22               |                    | 48.825             | 49,67              |
| Total                             | Alianza Santafesina                           | José Roberto Verge (UCR)          | 19.889                         | 40,74              |                    | 48.825             | 49,67              |
| Juan Ángel Bilicich               | Alianza Santafesina                           | Convergencia                      | 13.554                         | 27,76              |                    | 48.825             | 49,67              |
| Juan Ángel Bilicich               | Alianza Santafesina                           | Bien Útil con Razón               | 1.681                          | 3,44               |                    | 48.825             | 49,67              |
| Juan Ángel Bilicich               | Alianza Santafesina                           | Confluencia                       | 1.532                          | 3,14               |                    | 48.825             | 49,67              |
| Juan Ángel Bilicich               | Alianza Santafesina                           | Marchemos con Esperanza           | 472                            | 0,97               |                    | 48.825             | 49,67              |
| Juan Ángel Bilicich               | Alianza Santafesina                           | Total                             | 17.239                         | 35,31              |                    | 48.825             | 49,67              |
| Enrique Carballeira               | Alianza Santafesina                           | Principios, Decencia, Prosperidad | 6.768                          | 13,86              |                    | 48.825             | 49,67              |
| Enrique Carballeira               | Alianza Santafesina                           | Seguro Santa Fe                   | 3.891                          | 7,97               |                    | 48.825             | 49,67              |
| Enrique Carballeira               | Alianza Santafesina                           | Concertación para Santa Fe        | 268                            | 0,55               |                    | 48.825             | 49,67              |
| Enrique Carballeira               | Alianza Santafesina                           | Total                             | 10.927                         | 22,38              |                    | 48.825             | 49,67              |
| Alejandro Real                    | Alianza Santafesina                           | Santa Fe Pujante                  | 682                            | 1,40               |                    | 48.825             | 49,67              |
| Votos al lema                     | Votos al lema                                 | 88                                | 0,18                           |                    |                    | 48.825             | 49,67              |
|                                   | Partido Justicialista                         | Gustavo Guillermo Pablo Giner     | Este es el Momento de Santa Fe | 18.223             | 37,95              | 48.016             | 48,84              |
| Santa Fe Merece lo Mejor          | Partido Justicialista                         | Gustavo Guillermo Pablo Giner     | 1.070                          | 2,23               |                    | 48.016             | 48,84              |
| Santa Fe Ya                       | Partido Justicialista                         | Gustavo Guillermo Pablo Giner     | 410                            | 0,85               |                    | 48.016             | 48,84              |
| Por los Niños y los Abuelos       | Partido Justicialista                         | Gustavo Guillermo Pablo Giner     | 243                            | 0,51               |                    | 48.016             | 48,84              |
| Total                             | Partido Justicialista                         | Gustavo Guillermo Pablo Giner     | 19.946                         | 41,54              |                    | 48.016             | 48,84              |
| Arturo Rolando di Pietro          | Partido Justicialista                         | Creo en Santa Fe                  | 12.123                         | 25,25              |                    | 48.016             | 48,84              |
| Arturo Rolando di Pietro          | Partido Justicialista                         | 8 de Septiembre                   | 1.149                          | 2,39               |                    | 48.016             | 48,84              |
| Arturo Rolando di Pietro          | Partido Justicialista                         | Transformación                    | 4                              | 0,01               |                    | 48.016             | 48,84              |
| Arturo Rolando di Pietro          | Partido Justicialista                         | Total                             | 13.276                         | 27,65              |                    | 48.016             | 48,84              |
| Roberto Julio Ángel Alberdi       | Partido Justicialista                         | Primero Santa Fe                  | 8.698                          | 18,11              |                    | 48.016             | 48,84              |
| Roberto Julio Ángel Alberdi       | Partido Justicialista                         | Santa Fe del Trabajo              | 840                            | 1,75               |                    | 48.016             | 48,84              |
| Roberto Julio Ángel Alberdi       | Partido Justicialista                         | Liga Federal Santafesina          | 36                             | 0,07               |                    | 48.016             | 48,84              |
| Roberto Julio Ángel Alberdi       | Partido Justicialista                         | Santa Fe en Acción                | 29                             | 0,06               |                    | 48.016             | 48,84              |
| Roberto Julio Ángel Alberdi       | Partido Justicialista                         | Ética y Responsabilidad           | 1                              | 0,00               |                    | 48.016             | 48,84              |
| Roberto Julio Ángel Alberdi       | Partido Justicialista                         | Total                             | 9.604                          | 20,00              |                    | 48.016             | 48,84              |
| Oscar Alberto Barotto             | Partido Justicialista                         | Unidos para Crecer                | 1.857                          | 3,87               |                    | 48.016             | 48,84              |
| Oscar Alberto Barotto             | Partido Justicialista                         | Propuesta para el Crecimiento     | 608                            | 1,27               |                    | 48.016             | 48,84              |
| Oscar Alberto Barotto             | Partido Justicialista                         | Total                             | 2.465                          | 5,13               |                    | 48.016             | 48,84              |
| —                                 | Partido Justicialista                         | Santa Fe al Sur                   | 1.166                          | 2,43               |                    | 48.016             | 48,84              |
| Aldo Humberto Bellon              | Partido Justicialista                         | El Poder de la Gente              | 739                            | 1,54               |                    | 48.016             | 48,84              |
| Aldo Humberto Bellon              | Partido Justicialista                         | Todos Unidos Triunfaremos         | 275                            | 0,57               |                    | 48.016             | 48,84              |
| Aldo Humberto Bellon              | Partido Justicialista                         | Total                             | 1.014                          | 2,11               |                    | 48.016             | 48,84              |
| Luis Oscar Carelli                | Partido Justicialista                         | Alianza Ucedeísta                 | 430                            | 0,90               |                    | 48.016             | 48,84              |
| Votos al lema                     | Votos al lema                                 | 115                               | 0,24                           |                    |                    | 48.016             | 48,84              |
|                                   | Frente País Solidario                         | Martín Olavarría                  | —                              | —                  | —                  | 873                | 0,89               |
|                                   | Movimiento por la Dignidad y la Independencia | Osvaldo José Maceratesi           | Línea Santa Fe                 | 214                | 41,00              | 522                | 0,53               |
| Por Amor a Nuestra Tierra         | Movimiento por la Dignidad y la Independencia | Osvaldo José Maceratesi           | 111                            | 21,26              |                    | 522                | 0,53               |
| Total                             | Movimiento por la Dignidad y la Independencia | Osvaldo José Maceratesi           | 325                            | 62,26              |                    | 522                | 0,53               |
| Juan Manuel Bebek                 | Movimiento por la Dignidad y la Independencia | Federalismo o Dependencia         | 192                            | 36,78              |                    | 522                | 0,53               |
| Votos al lema                     | Votos al lema                                 | 5                                 | 0,96                           |                    |                    | 522                | 0,53               |
|                                   | Movimiento al Socialismo                      | Guillermo Juan Temperini          | —                              | —                  | —                  | 68                 | 0,07               |
| Votos positivos                   | Votos positivos                               | Votos positivos                   | Votos positivos                | Votos positivos    | Votos positivos    | 98.304             | 90,95              |
| Votos en blanco                   | Votos en blanco                               | Votos en blanco                   | Votos en blanco                | Votos en blanco    | Votos en blanco    | 9.430              | 8,72               |
| Votos nulos                       | Votos nulos                                   | Votos nulos                       | Votos nulos                    | Votos nulos        | Votos nulos        | 351                | 0,32               |
| Total de votos                    | Total de votos                                | Total de votos                    | Total de votos                 | Total de votos     | Total de votos     | 108.085            | 100                |
| General Obligado 1 Senador        |                                               |                                   |                                |                    |                    |                    |                    |
| Lema                              | Lema                                          | Candidato                         | Sublema                        | Sublema            | Sublema            | Lema               | Lema               |
| Lema                              | Lema                                          | Candidato                         | Sublema                        | Votos              | %                  | Votos              | %                  |
|                                   | Alianza Santafesina                           | Delki Aroldo Scarpín (UCR)        | Convergencia                   | 21.445             | 57,36              | 37.385             | 49,83              |
| Principios, Decencia, Prosperidad | Alianza Santafesina                           | Delki Aroldo Scarpín (UCR)        | 1.962                          | 5,25               |                    | 37.385             | 49,83              |
| Confluencia                       | Alianza Santafesina                           | Delki Aroldo Scarpín (UCR)        | 1.443                          | 3,86               |                    | 37.385             | 49,83              |
| Santa Fe Pujante                  | Alianza Santafesina                           | Delki Aroldo Scarpín (UCR)        | 823                            | 2,20               |                    | 37.385             | 49,83              |
| Marchemos con Esperanza           | Alianza Santafesina                           | Delki Aroldo Scarpín (UCR)        | 518                            | 1,39               |                    | 37.385             | 49,83              |
| Total                             | Alianza Santafesina                           | Delki Aroldo Scarpín (UCR)        | 26.191                         | 70,06              |                    | 37.385             | 49,83              |
| Raúl Alberto Francisco Sellarés   | Alianza Santafesina                           | La Fórmula del Cambio             | 5.993                          | 16,03              |                    | 37.385             | 49,83              |
| Raúl Alberto Francisco Sellarés   | Alianza Santafesina                           | Seguro Santa Fe                   | 2.130                          | 5,70               |                    | 37.385             | 49,83              |
| Raúl Alberto Francisco Sellarés   | Alianza Santafesina                           | Bien Útil con Razón               | 1.634                          | 4,37               |                    | 37.385             | 49,83              |
| Raúl Alberto Francisco Sellarés   | Alianza Santafesina                           | Concertación para Santa Fe        | 986                            | 2,64               |                    | 37.385             | 49,83              |
| Raúl Alberto Francisco Sellarés   | Alianza Santafesina                           | Otra Forma de Ganar               | 415                            | 1,11               |                    | 37.385             | 49,83              |
| Raúl Alberto Francisco Sellarés   | Alianza Santafesina                           | Total                             | 11.158                         | 29,85              |                    | 37.385             | 49,83              |
| Votos al lema                     | Votos al lema                                 | 36                                | 0,10                           |                    |                    | 37.385             | 49,83              |
|                                   | Partido Justicialista                         | Omar Dionisio Massat              | Creo en Santa Fe               | 14.659             | 39,83              | 36.801             | 49,06              |
| 8 de Septiembre                   | Partido Justicialista                         | Omar Dionisio Massat              | 6.805                          | 18,49              |                    | 36.801             | 49,06              |
| Alianza Ucedeísta                 | Partido Justicialista                         | Omar Dionisio Massat              | 764                            | 2,08               |                    | 36.801             | 49,06              |
| Servir al Bien Común              | Partido Justicialista                         | Omar Dionisio Massat              | 325                            | 0,88               |                    | 36.801             | 49,06              |
| Transformación                    | Partido Justicialista                         | Omar Dionisio Massat              | 1                              | 0,00               |                    | 36.801             | 49,06              |
| Total                             | Partido Justicialista                         | Omar Dionisio Massat              | 22.554                         | 61,29              |                    | 36.801             | 49,06              |
| Héctor Francisco Vicentín         | Partido Justicialista                         | Este es el Momento de Santa Fe    | 8.828                          | 23,99              |                    | 36.801             | 49,06              |
| Héctor Francisco Vicentín         | Partido Justicialista                         | Unidos para Crecer                | 1.220                          | 3,32               |                    | 36.801             | 49,06              |
| Héctor Francisco Vicentín         | Partido Justicialista                         | Santa Fe Merece lo Mejor          | 1.168                          | 3,17               |                    | 36.801             | 49,06              |
| Héctor Francisco Vicentín         | Partido Justicialista                         | Santa Fe Ya                       | 348                            | 0,95               |                    | 36.801             | 49,06              |
| Héctor Francisco Vicentín         | Partido Justicialista                         | Propuesta para el Crecimiento     | 125                            | 0,34               |                    | 36.801             | 49,06              |
| Héctor Francisco Vicentín         | Partido Justicialista                         | Total                             | 11.689                         | 31,76              |                    | 36.801             | 49,06              |
| Eduardo Horacio Fiant             | Partido Justicialista                         | Santa Fe del Trabajo              | 1.072                          | 2,91               |                    | 36.801             | 49,06              |
| Eduardo Horacio Fiant             | Partido Justicialista                         | Primero Santa Fe                  | 523                            | 1,42               |                    | 36.801             | 49,06              |
| Eduardo Horacio Fiant             | Partido Justicialista                         | Por los Niños y los Abuelos       | 199                            | 0,54               |                    | 36.801             | 49,06              |
| Eduardo Horacio Fiant             | Partido Justicialista                         | Total                             | 1.794                          | 4,87               |                    | 36.801             | 49,06              |
| Lorenzo Crudeli                   | Partido Justicialista                         | El Poder de la Gente              | 714                            | 1,94               |                    | 36.801             | 49,06              |
| Andrés Eloy González              | Partido Justicialista                         | Nuevo Orden                       | 7                              | 0,02               |                    | 36.801             | 49,06              |
| Votos al lema                     | Votos al lema                                 | 43                                | 0,12                           |                    |                    | 36.801             | 49,06              |
|                                   | Movimiento por la Dignidad y la Independencia | Orlando Gabriel Jones             | Por Amor a Nuestra Tierra      | 306                | 70,34              | 435                | 0,58               |
| Línea Santa Fe                    | Movimiento por la Dignidad y la Independencia | Orlando Gabriel Jones             | 30                             | 6,90               |                    | 435                | 0,58               |
| Total                             | Movimiento por la Dignidad y la Independencia | Orlando Gabriel Jones             | 336                            | 77,24              |                    | 435                | 0,58               |
| Carlos Vicente Romero             | Movimiento por la Dignidad y la Independencia | Federalismo o Dependencia         | 99                             | 22,76              |                    | 435                | 0,58               |
|                                   | Frente País Solidario                         | Osvaldo Enrique Cirera            | —                              | —                  | —                  | 397                | 0,53               |
|                                   | Movimiento al Socialismo                      | Héctor Consuelo Nardelli          | —                              | —                  | —                  | 0                  | 0,00               |
| Votos positivos                   | Votos positivos                               | Votos positivos                   | Votos positivos                | Votos positivos    | Votos positivos    | 75.018             | 95,22              |
| Votos en blanco                   | Votos en blanco                               | Votos en blanco                   | Votos en blanco                | Votos en blanco    | Votos en blanco    | 3.522              | 4,47               |
| Votos nulos                       | Votos nulos                                   | Votos nulos                       | Votos nulos                    | Votos nulos        | Votos nulos        | 247                | 0,31               |
| Total de votos                    | Total de votos                                | Total de votos                    | Total de votos                 | Total de votos     | Total de votos     | 78.787             | 100                |
| Iriondo 1 Senador                 |                                               |                                   |                                |                    |                    |                    |                    |
| Lema                              | Lema                                          | Candidato                         | Sublema                        | Sublema            | Sublema            | Lema               | Lema               |
| Lema                              | Lema                                          | Candidato                         | Sublema                        | Votos              | %                  | Votos              | %                  |
|                                   | Partido Justicialista                         | Norberto Juan Betique             | Este es el Momento de Santa Fe | 6.570              | 34,65              | 18.963             | 53,42              |
| Santa Fe Ya                       | Partido Justicialista                         | Norberto Juan Betique             | 1.586                          | 8,36               |                    | 18.963             | 53,42              |
| Total                             | Partido Justicialista                         | Norberto Juan Betique             | 8.156                          | 43,01              |                    | 18.963             | 53,42              |
| Nelio José Chimenton              | Partido Justicialista                         | Creo en Santa Fe                  | 4.775                          | 25,18              |                    | 18.963             | 53,42              |
| Nelio José Chimenton              | Partido Justicialista                         | Primero Santa Fe                  | 631                            | 3,33               |                    | 18.963             | 53,42              |
| Nelio José Chimenton              | Partido Justicialista                         | Alianza Ucedeísta                 | 426                            | 2,25               |                    | 18.963             | 53,42              |
| Nelio José Chimenton              | Partido Justicialista                         | Total                             | 5.832                          | 30,75              |                    | 18.963             | 53,42              |
| Omar Vicente Antonio Suriani      | Partido Justicialista                         | Unidos para Crecer                | 2.042                          | 10,77              |                    | 18.963             | 53,42              |
| Félix Horacio Ullua               | Partido Justicialista                         | Santa Fe Merece lo Mejor          | 1.669                          | 8,80               |                    | 18.963             | 53,42              |
| Eduardo Rubén Moreno              | Partido Justicialista                         | El Poder de la Gente              | 671                            | 3,54               |                    | 18.963             | 53,42              |
| Héctor Benito Taboada             | Partido Justicialista                         | Por Iriondo                       | 352                            | 1,86               |                    | 18.963             | 53,42              |
| Miguel Ángel Pagliero             | Partido Justicialista                         | Santa Fe del Trabajo              | 206                            | 1,09               |                    | 18.963             | 53,42              |
| Votos al lema                     | Votos al lema                                 | 35                                | 0,18                           |                    |                    | 18.963             | 53,42              |
|                                   | Alianza Santafesina                           | Daniel Alberto Pijuan             | Convergencia                   | 8.884              | 54,79              | 16.215             | 45,68              |
| Principios, Decencia, Prosperidad | Alianza Santafesina                           | Daniel Alberto Pijuan             | 4.827                          | 29,77              |                    | 16.215             | 45,68              |
| Total                             | Alianza Santafesina                           | Daniel Alberto Pijuan             | 13.711                         | 84,56              |                    | 16.215             | 45,68              |
| Daniel Ricardo Sánchez            | Alianza Santafesina                           | Seguro Santa Fe                   | 901                            | 5,56               |                    | 16.215             | 45,68              |
| Daniel Ricardo Sánchez            | Alianza Santafesina                           | Santa Fe Pujante                  | 237                            | 1,46               |                    | 16.215             | 45,68              |
| Daniel Ricardo Sánchez            | Alianza Santafesina                           | Total                             | 1.138                          | 7,02               |                    | 16.215             | 45,68              |
| Enzo Miguel Sileoni               | Alianza Santafesina                           | La Fórmula del Cambio             | 671                            | 4,14               |                    | 16.215             | 45,68              |
| Enzo Miguel Sileoni               | Alianza Santafesina                           | Bien Útil con Razón               | 213                            | 1,31               |                    | 16.215             | 45,68              |
| Enzo Miguel Sileoni               | Alianza Santafesina                           | Otra Forma de Ganar               | 10                             | 0,06               |                    | 16.215             | 45,68              |
| Enzo Miguel Sileoni               | Alianza Santafesina                           | Total                             | 894                            | 5,51               |                    | 16.215             | 45,68              |
| Norberto Ramón Villagra           | Alianza Santafesina                           | Marchemos con Esperanza           | 448                            | 2,76               |                    | 16.215             | 45,68              |
| Votos al lema                     | Votos al lema                                 | 24                                | 0,15                           |                    |                    | 16.215             | 45,68              |
|                                   | Movimiento por la Dignidad y la Independencia | José Balvino Sequeira             | Línea Santa Fe                 | 72                 | 42,60              | 169                | 0,48               |
| Por Amor a Nuestra Tierra         | Movimiento por la Dignidad y la Independencia | José Balvino Sequeira             | 41                             | 24,26              |                    | 169                | 0,48               |
| Total                             | Movimiento por la Dignidad y la Independencia | José Balvino Sequeira             | 113                            | 66,86              |                    | 169                | 0,48               |
| Drisden Gómez                     | Movimiento por la Dignidad y la Independencia | Federalismo o Dependencia         | 52                             | 30,77              |                    | 169                | 0,48               |
| Votos al lema                     | Votos al lema                                 | 4                                 | 2,37                           |                    |                    | 169                | 0,48               |
|                                   | Frente País Solidario                         | Néstor Jesús Lovera               | —                              | —                  | —                  | 150                | 0,42               |
|                                   | Movimiento al Socialismo                      | José Torresi                      | —                              | —                  | —                  | 1                  | 0,00               |
| Votos positivos                   | Votos positivos                               | Votos positivos                   | Votos positivos                | Votos positivos    | Votos positivos    | 35.498             | 89,94              |
| Votos en blanco                   | Votos en blanco                               | Votos en blanco                   | Votos en blanco                | Votos en blanco    | Votos en blanco    | 3.848              | 9,75               |
| Votos nulos                       | Votos nulos                                   | Votos nulos                       | Votos nulos                    | Votos nulos        | Votos nulos        | 123                | 0,31               |
| Total de votos                    | Total de votos                                | Total de votos                    | Total de votos                 | Total de votos     | Total de votos     | 39.469             | 100                |
| La Capital 1 Senador              |                                               |                                   |                                |                    |                    |                    |                    |
| Lema                              | Lema                                          | Candidato                         | Sublema                        | Sublema            | Sublema            | Lema               | Lema               |
| Lema                              | Lema                                          | Candidato                         | Sublema                        | Votos              | %                  | Votos              | %                  |
|                                   | Partido Justicialista                         | Julio César Gutiérrez             | Creo en Santa Fe               | 82.130             | 61,18              | 134.243            | 62,97              |
| Alianza Ucedeísta                 | Partido Justicialista                         | Julio César Gutiérrez             | 7.924                          | 5,90               |                    | 134.243            | 62,97              |
| 8 de Septiembre                   | Partido Justicialista                         | Julio César Gutiérrez             | 3.137                          | 2,34               |                    | 134.243            | 62,97              |
| 14 de Mayo                        | Partido Justicialista                         | Julio César Gutiérrez             | 2                              | 0,00               |                    | 134.243            | 62,97              |
| Total                             | Partido Justicialista                         | Julio César Gutiérrez             | 93.193                         | 69,42              |                    | 134.243            | 62,97              |
| Hernán Eduardo Ingaramo           | Partido Justicialista                         | Este es el Momento de Santa Fe    | 12.868                         | 9,59               |                    | 134.243            | 62,97              |
| Hernán Eduardo Ingaramo           | Partido Justicialista                         | Santa Fe Ya                       | 5.483                          | 4,08               |                    | 134.243            | 62,97              |
| Hernán Eduardo Ingaramo           | Partido Justicialista                         | Santa Fe Merece lo Mejor          | 5.338                          | 3,98               |                    | 134.243            | 62,97              |
| Hernán Eduardo Ingaramo           | Partido Justicialista                         | Total                             | 23.689                         | 17,65              |                    | 134.243            | 62,97              |
| Luciano Agustín Leiva             | Partido Justicialista                         | Unidos para Crecer                | 4.695                          | 3,50               |                    | 134.243            | 62,97              |
| Luciano Agustín Leiva             | Partido Justicialista                         | Propuesta para el Crecimiento     | 17                             | 0,01               |                    | 134.243            | 62,97              |
| Luciano Agustín Leiva             | Partido Justicialista                         | Liga Federal Santafesina          | 2                              | 0,00               |                    | 134.243            | 62,97              |
| Luciano Agustín Leiva             | Partido Justicialista                         | Total                             | 4.714                          | 3,51               |                    | 134.243            | 62,97              |
| Hugo Rafael Joaquín Gatto         | Partido Justicialista                         | Ser                               | 2.683                          | 2,00               |                    | 134.243            | 62,97              |
| Hugo Rafael Joaquín Gatto         | Partido Justicialista                         | Nuevo Orden                       | 417                            | 0,31               |                    | 134.243            | 62,97              |
| Hugo Rafael Joaquín Gatto         | Partido Justicialista                         | Total                             | 3.100                          | 2,31               |                    | 134.243            | 62,97              |
| Belkis Benítez                    | Partido Justicialista                         | El Poder de la Gente              | 2.630                          | 1,96               |                    | 134.243            | 62,97              |
| José María Miranda                | Partido Justicialista                         | Santa Fe del Trabajo              | 2.266                          | 1,69               |                    | 134.243            | 62,97              |
| José María Miranda                | Partido Justicialista                         | Para Cambiar Santa Fe             | 1                              | 0,00               |                    | 134.243            | 62,97              |
| José María Miranda                | Partido Justicialista                         | Total                             | 2.267                          | 1,69               |                    | 134.243            | 62,97              |
| Carlos Alberto Castro             | Partido Justicialista                         | Primero Santa Fe                  | 2.185                          | 1,63               |                    | 134.243            | 62,97              |
| Juan Pedro Sánchez                | Partido Justicialista                         | Vocación Militante                | 770                            | 0,57               |                    | 134.243            | 62,97              |
| María Rosa Chiaraviglio           | Partido Justicialista                         | Servir al Bien Común              | 728                            | 0,54               |                    | 134.243            | 62,97              |
| Ernestina Nélida di Pascuale      | Partido Justicialista                         | Por los Niños y los Abuelos       | 539                            | 0,40               |                    | 134.243            | 62,97              |
| Raúl Adrián Trucco                | Partido Justicialista                         | Juntos por Santa Fe               | 151                            | 0,11               |                    | 134.243            | 62,97              |
| Votos al lema                     | Votos al lema                                 | 277                               | 0,21                           |                    |                    | 134.243            | 62,97              |
|                                   | Alianza Santafesina                           | Mario Alfredo Pilo                | Convergencia                   | 28.411             | 40,21              | 70.651             | 33,14              |
| Confluencia                       | Alianza Santafesina                           | Mario Alfredo Pilo                | 8.582                          | 12,15              |                    | 70.651             | 33,14              |
| La Fórmula del Cambio             | Alianza Santafesina                           | Mario Alfredo Pilo                | 7.043                          | 9,97               |                    | 70.651             | 33,14              |
| Marchemos con Esperanza           | Alianza Santafesina                           | Mario Alfredo Pilo                | 4.240                          | 6,00               |                    | 70.651             | 33,14              |
| Otra Forma de Ganar               | Alianza Santafesina                           | Mario Alfredo Pilo                | 31                             | 0,04               |                    | 70.651             | 33,14              |
| Total                             | Alianza Santafesina                           | Mario Alfredo Pilo                | 48.307                         | 68,37              |                    | 70.651             | 33,14              |
| Eduardo Alberto R. González Riaño | Alianza Santafesina                           | Principios, Decencia, Prosperidad | 16.136                         | 22,84              |                    | 70.651             | 33,14              |
| Eduardo Alberto R. González Riaño | Alianza Santafesina                           | Bien Útil con Razón               | 1.484                          | 2,10               |                    | 70.651             | 33,14              |
| Eduardo Alberto R. González Riaño | Alianza Santafesina                           | Total                             | 17.620                         | 24,94              |                    | 70.651             | 33,14              |
| Miguel Ángel Barrios              | Alianza Santafesina                           | Seguro Santa Fe                   | 4.639                          | 6,57               |                    | 70.651             | 33,14              |
| Miguel Ángel Barrios              | Alianza Santafesina                           | Concertación para Santa Fe        | 2                              | 0,00               |                    | 70.651             | 33,14              |
| Miguel Ángel Barrios              | Alianza Santafesina                           | Total                             | 4.641                          | 6,57               |                    | 70.651             | 33,14              |
| Votos al lema                     | Votos al lema                                 | 83                                | 0,12                           |                    |                    | 70.651             | 33,14              |
|                                   | Frente País Solidario                         | Edgardo Isnardo Luna              | —                              | —                  | —                  | 4.792              | 2,25               |
|                                   | Movimiento por la Dignidad y la Independencia | Orlando Agustín Venzo             | Línea Santa Fe                 | 893                | 42,89              | 2.082              | 0,98               |
| Por Amor a Nuestra Tierra         | Movimiento por la Dignidad y la Independencia | Orlando Agustín Venzo             | 830                            | 39,87              |                    | 2.082              | 0,98               |
| Total                             | Movimiento por la Dignidad y la Independencia | Orlando Agustín Venzo             | 1.723                          | 82,76              |                    | 2.082              | 0,98               |
| Elsa Marcela Mendoza              | Movimiento por la Dignidad y la Independencia | Federalismo o Dependencia         | 333                            | 15,99              |                    | 2.082              | 0,98               |
| Votos al lema                     | Votos al lema                                 | 26                                | 1,25                           |                    |                    | 2.082              | 0,98               |
|                                   | Alianza para la Lucha                         | Juan Carlos Hadad                 | —                              | —                  | —                  | 782                | 0,37               |
|                                   | Movimiento al Socialismo                      | María Isabel Marcon               | —                              | —                  | —                  | 645                | 0,30               |
| Votos positivos                   | Votos positivos                               | Votos positivos                   | Votos positivos                | Votos positivos    | Votos positivos    | 213.195            | 86,79              |
| Votos en blanco                   | Votos en blanco                               | Votos en blanco                   | Votos en blanco                | Votos en blanco    | Votos en blanco    | 30.478             | 12,41              |
| Votos nulos                       | Votos nulos                                   | Votos nulos                       | Votos nulos                    | Votos nulos        | Votos nulos        | 1.958              | 0,80               |
| Total de votos                    | Total de votos                                | Total de votos                    | Total de votos                 | Total de votos     | Total de votos     | 245.631            | 100                |
| Las Colonias 1 Senador            |                                               |                                   |                                |                    |                    |                    |                    |
| Lema                              | Lema                                          | Candidato                         | Sublema                        | Sublema            | Sublema            | Lema               | Lema               |
| Lema                              | Lema                                          | Candidato                         | Sublema                        | Votos              | %                  | Votos              | %                  |
|                                   | Alianza Santafesina                           | Carlos Fascendini (UCR)           | Marchemos con Esperanza        | 12.928             | 45,74              | 28.264             | 56,87              |
| Principios, Decencia, Prosperidad | Alianza Santafesina                           | Carlos Fascendini (UCR)           | 4.891                          | 17,30              |                    | 28.264             | 56,87              |
| Total                             | Alianza Santafesina                           | Carlos Fascendini (UCR)           | 17.819                         | 63,04              |                    | 28.264             | 56,87              |
| Rubén Héctor Karlen               | Alianza Santafesina                           | Convergencia                      | 7.909                          | 27,98              |                    | 28.264             | 56,87              |
| Rubén Héctor Karlen               | Alianza Santafesina                           | Seguro Santa Fe                   | 836                            | 2,96               |                    | 28.264             | 56,87              |
| Rubén Héctor Karlen               | Alianza Santafesina                           | La Fórmula del Cambio             | 656                            | 2,32               |                    | 28.264             | 56,87              |
| Rubén Héctor Karlen               | Alianza Santafesina                           | Confluencia                       | 492                            | 1,74               |                    | 28.264             | 56,87              |
| Rubén Héctor Karlen               | Alianza Santafesina                           | Santa Fe Pujante                  | 376                            | 1,33               |                    | 28.264             | 56,87              |
| Rubén Héctor Karlen               | Alianza Santafesina                           | Bien Útil con Razón               | 121                            | 0,43               |                    | 28.264             | 56,87              |
| Rubén Héctor Karlen               | Alianza Santafesina                           | Total                             | 10.390                         | 36,76              |                    | 28.264             | 56,87              |
| Votos al lema                     | Votos al lema                                 | 55                                | 0,19                           |                    |                    | 28.264             | 56,87              |
|                                   | Partido Justicialista                         | Juan Carlos Francisco Vivalda     | Creo en Santa Fe               | 10.224             | 48,96              | 20.882             | 42,01              |
| Alianza Ucedeísta                 | Partido Justicialista                         | Juan Carlos Francisco Vivalda     | 138                            | 0,66               |                    | 20.882             | 42,01              |
| 8 de Septiembre                   | Partido Justicialista                         | Juan Carlos Francisco Vivalda     | 130                            | 0,62               |                    | 20.882             | 42,01              |
| Total                             | Partido Justicialista                         | Juan Carlos Francisco Vivalda     | 10.492                         | 50,24              |                    | 20.882             | 42,01              |
| Martín Alberto Carrizo            | Partido Justicialista                         | El Poder de la Gente              | 4.747                          | 22,73              |                    | 20.882             | 42,01              |
| Martín Alberto Carrizo            | Partido Justicialista                         | Compromiso Regional               | 134                            | 0,64               |                    | 20.882             | 42,01              |
| Martín Alberto Carrizo            | Partido Justicialista                         | Todos Unidos Triunfaremos         | 23                             | 0,11               |                    | 20.882             | 42,01              |
| Martín Alberto Carrizo            | Partido Justicialista                         | Total                             | 4.904                          | 23,48              |                    | 20.882             | 42,01              |
| Miguel Ángel Strickler            | Partido Justicialista                         | Este es el Momento de Santa Fe    | 2.958                          | 14,17              |                    | 20.882             | 42,01              |
| Miguel Ángel Strickler            | Partido Justicialista                         | Santa Fe Merece lo Mejor          | 53                             | 0,25               |                    | 20.882             | 42,01              |
| Miguel Ángel Strickler            | Partido Justicialista                         | Santa Fe Ya                       | 21                             | 0,10               |                    | 20.882             | 42,01              |
| Miguel Ángel Strickler            | Partido Justicialista                         | Total                             | 3.032                          | 14,52              |                    | 20.882             | 42,01              |
| Miguel Ángel Bedini               | Partido Justicialista                         | Primero Santa Fe                  | 1.061                          | 5,08               |                    | 20.882             | 42,01              |
| Víctor Hugo Auce                  | Partido Justicialista                         | Unidos para Crecer                | 898                            | 4,30               |                    | 20.882             | 42,01              |
| Néstor Eduardo Strickler          | Partido Justicialista                         | Santa Fe del Trabajo              | 404                            | 1,93               |                    | 20.882             | 42,01              |
| Marta Isabel Bettig de Burkardt   | Partido Justicialista                         | Nuevo Orden                       | 33                             | 0,16               |                    | 20.882             | 42,01              |
| Votos al lema                     | Votos al lema                                 | 58                                | 0,28                           |                    |                    | 20.882             | 42,01              |
|                                   | Movimiento por la Dignidad y la Independencia | Oscar Raúl Ostertag               | Línea Santa Fe                 | 143                | 37,05              | 386                | 0,78               |
| Por Amor a Nuestra Tierra         | Movimiento por la Dignidad y la Independencia | Oscar Raúl Ostertag               | 80                             | 20,73              |                    | 386                | 0,78               |
| Total                             | Movimiento por la Dignidad y la Independencia | Oscar Raúl Ostertag               | 223                            | 57,77              |                    | 386                | 0,78               |
| Ernesto Asselborn                 | Movimiento por la Dignidad y la Independencia | Federalismo o Dependencia         | 160                            | 41,45              |                    | 386                | 0,78               |
| Votos al lema                     | Votos al lema                                 | 3                                 | 0,78                           |                    |                    | 386                | 0,78               |
|                                   | Frente País Solidario                         | Wilfredo Jack                     | —                              | —                  | —                  | 171                | 0,34               |
|                                   | Movimiento al Socialismo                      | Celestino Aldo Colomao            | —                              | —                  | —                  | 0                  | 0,00               |
| Votos positivos                   | Votos positivos                               | Votos positivos                   | Votos positivos                | Votos positivos    | Votos positivos    | 49.703             | 90,96              |
| Votos en blanco                   | Votos en blanco                               | Votos en blanco                   | Votos en blanco                | Votos en blanco    | Votos en blanco    | 4.744              | 8,68               |
| Votos nulos                       | Votos nulos                                   | Votos nulos                       | Votos nulos                    | Votos nulos        | Votos nulos        | 197                | 0,36               |
| Total de votos                    | Total de votos                                | Total de votos                    | Total de votos                 | Total de votos     | Total de votos     | 54.644             | 100                |
| Nueve de Julio 1 Senador          |                                               |                                   |                                |                    |                    |                    |                    |
| Lema                              | Lema                                          | Candidato                         | Sublema                        | Sublema            | Sublema            | Lema               | Lema               |
| Lema                              | Lema                                          | Candidato                         | Sublema                        | Votos              | %                  | Votos              | %                  |
|                                   | Partido Justicialista                         | Joaquín Raúl Horacio Gramajo      | Creo en Santa Fe               | 7.442              | 71,46              | 10.414             | 81,16              |
| Alianza Ucedeísta                 | Partido Justicialista                         | Joaquín Raúl Horacio Gramajo      | 266                            | 2,55               |                    | 10.414             | 81,16              |
| Todos por 9 de Julio              | Partido Justicialista                         | Joaquín Raúl Horacio Gramajo      | 33                             | 0,32               |                    | 10.414             | 81,16              |
| Total                             | Partido Justicialista                         | Joaquín Raúl Horacio Gramajo      | 7.741                          | 74,33              |                    | 10.414             | 81,16              |
| Juan José Dionisio Spinaci        | Partido Justicialista                         | Este es el Momento de Santa Fe    | 2.013                          | 19,33              |                    | 10.414             | 81,16              |
| Juan José Dionisio Spinaci        | Partido Justicialista                         | Unidos para Crecer                | 237                            | 2,28               |                    | 10.414             | 81,16              |
| Juan José Dionisio Spinaci        | Partido Justicialista                         | Primero Santa Fe                  | 181                            | 1,74               |                    | 10.414             | 81,16              |
| Juan José Dionisio Spinaci        | Partido Justicialista                         | Santa Fe del Trabajo              | 131                            | 1,26               |                    | 10.414             | 81,16              |
| Juan José Dionisio Spinaci        | Partido Justicialista                         | Por los Niños y los Abuelos       | 72                             | 0,69               |                    | 10.414             | 81,16              |
| Juan José Dionisio Spinaci        | Partido Justicialista                         | El Poder de la Gente              | 24                             | 0,23               |                    | 10.414             | 81,16              |
| Juan José Dionisio Spinaci        | Partido Justicialista                         | Total                             | 2.658                          | 25,52              |                    | 10.414             | 81,16              |
| Miguel Ángel Redondo              | Partido Justicialista                         | Nuevo Orden                       | 11                             | 0,11               |                    | 10.414             | 81,16              |
| Votos al lema                     | Votos al lema                                 | 4                                 | 0,04                           |                    |                    | 10.414             | 81,16              |
|                                   | Alianza Santafesina                           | Jorge Oscar Heer                  | Convergencia                   | 1.692              | 71,33              | 2.372              | 18,49              |
| La Fórmula del Cambio             | Alianza Santafesina                           | Jorge Oscar Heer                  | 417                            | 17,58              |                    | 2.372              | 18,49              |
| Principios, Decencia, Prosperidad | Alianza Santafesina                           | Jorge Oscar Heer                  | 133                            | 5,61               |                    | 2.372              | 18,49              |
| Seguro Santa Fe                   | Alianza Santafesina                           | Jorge Oscar Heer                  | 53                             | 2,23               |                    | 2.372              | 18,49              |
| Marchemos con Esperanza           | Alianza Santafesina                           | Jorge Oscar Heer                  | 26                             | 1,10               |                    | 2.372              | 18,49              |
| Total                             | Alianza Santafesina                           | Jorge Oscar Heer                  | 2.321                          | 97,85              |                    | 2.372              | 18,49              |
| Benigno Esteban Guzmán            | Alianza Santafesina                           | Bien Útil con Razón               | 51                             | 2,15               |                    | 2.372              | 18,49              |
|                                   | Frente País Solidario                         | Oscar Sergio Prieto               | —                              | —                  | —                  | 25                 | 0,19               |
|                                   | Movimiento por la Dignidad y la Independencia | Sergio Cook                       | Federalismo o Dependencia      | 20                 | 100                | 20                 | 0,16               |
|                                   | Movimiento al Socialismo                      | Mario Mansilla                    | —                              | —                  | —                  | 0                  | 0,00               |
| Votos positivos                   | Votos positivos                               | Votos positivos                   | Votos positivos                | Votos positivos    | Votos positivos    | 12.831             | 94,26              |
| Votos en blanco                   | Votos en blanco                               | Votos en blanco                   | Votos en blanco                | Votos en blanco    | Votos en blanco    | 753                | 5,53               |
| Votos nulos                       | Votos nulos                                   | Votos nulos                       | Votos nulos                    | Votos nulos        | Votos nulos        | 28                 | 0,21               |
| Total de votos                    | Total de votos                                | Total de votos                    | Total de votos                 | Total de votos     | Total de votos     | 13.612             | 100                |
| Rosario 1 Senador                 |                                               |                                   |                                |                    |                    |                    |                    |
| Lema                              | Lema                                          | Candidato                         | Sublema                        | Sublema            | Sublema            | Lema               | Lema               |
| Lema                              | Lema                                          | Candidato                         | Sublema                        | Votos              | %                  | Votos              | %                  |
|                                   | Alianza Santafesina                           | Alberto Juan Beccani (UCR)        | Convergencia                   | 164.577            | 59,38              | 277.138            | 54,18              |
| Confluencia                       | Alianza Santafesina                           | Alberto Juan Beccani (UCR)        | 2.734                          | 0,99               |                    | 277.138            | 54,18              |
| Total                             | Alianza Santafesina                           | Alberto Juan Beccani (UCR)        | 167.311                        | 60,37              |                    | 277.138            | 54,18              |
| Juan Carlos Zabalza (PSP)         | Alianza Santafesina                           | Seguro Santa Fe                   | 55.171                         | 19,91              |                    | 277.138            | 54,18              |
| Juan Carlos Zabalza (PSP)         | Alianza Santafesina                           | Santa Fe Pujante                  | 2.352                          | 0,85               |                    | 277.138            | 54,18              |
| Juan Carlos Zabalza (PSP)         | Alianza Santafesina                           | Concertación para Santa Fe        | 764                            | 0,28               |                    | 277.138            | 54,18              |
| Juan Carlos Zabalza (PSP)         | Alianza Santafesina                           | Total                             | 58.287                         | 21,03              |                    | 277.138            | 54,18              |
| Hugo Daniel Pastinante            | Alianza Santafesina                           | Principios, Decencia, Prosperidad | 39.283                         | 14,17              |                    | 277.138            | 54,18              |
| Carlos Alberto Lorenzo            | Alianza Santafesina                           | MO.DE.SO.                         | 3.147                          | 1,14               |                    | 277.138            | 54,18              |
| René Elzio Ferruzzi               | Alianza Santafesina                           | La Fórmula del Cambio             | 2.105                          | 0,76               |                    | 277.138            | 54,18              |
| René Elzio Ferruzzi               | Alianza Santafesina                           | Otra Forma de Ganar               | 317                            | 0,11               |                    | 277.138            | 54,18              |
| René Elzio Ferruzzi               | Alianza Santafesina                           | Total                             | 2.422                          | 0,87               |                    | 277.138            | 54,18              |
| —                                 | Alianza Santafesina                           | Prescencia                        | 2.334                          | 0,84               |                    | 277.138            | 54,18              |
| Gonzalo Pedro del Cerro           | Alianza Santafesina                           | Marchemos con Esperanza           | 2.212                          | 0,80               |                    | 277.138            | 54,18              |
| Julio Alberto Guidobaldi          | Alianza Santafesina                           | Bien Útil con Razón               | 1.688                          | 0,61               |                    | 277.138            | 54,18              |
| Votos al lema                     | Votos al lema                                 | 454                               | 0,16                           |                    |                    | 277.138            | 54,18              |
|                                   | Partido Justicialista                         | José Luis López                   | Este es el Momento de Santa Fe | 39.998             | 17,98              | 222.502            | 43,50              |
| Santa Fe Merece lo Mejor          | Partido Justicialista                         | José Luis López                   | 37.843                         | 17,01              |                    | 222.502            | 43,50              |
| Santa Fe Ya                       | Partido Justicialista                         | José Luis López                   | 15.001                         | 6,74               |                    | 222.502            | 43,50              |
| Total                             | Partido Justicialista                         | José Luis López                   | 92.842                         | 41,73              |                    | 222.502            | 43,50              |
| Rubén Dunda                       | Partido Justicialista                         | Creo en Santa Fe                  | 34.868                         | 15,67              |                    | 222.502            | 43,50              |
| Rubén Dunda                       | Partido Justicialista                         | 8 de Septiembre                   | 13.603                         | 6,11               |                    | 222.502            | 43,50              |
| Rubén Dunda                       | Partido Justicialista                         | Transformación                    | 8.151                          | 3,66               |                    | 222.502            | 43,50              |
| Rubén Dunda                       | Partido Justicialista                         | Total                             | 56.622                         | 25,45              |                    | 222.502            | 43,50              |
| Rufino José Bertrán               | Partido Justicialista                         | El Poder de la Gente              | 18.870                         | 8,48               |                    | 222.502            | 43,50              |
| Rufino José Bertrán               | Partido Justicialista                         | Defendamos Rosario                | 10.249                         | 4,61               |                    | 222.502            | 43,50              |
| Rufino José Bertrán               | Partido Justicialista                         | Todos Unidos Triunfaremos         | 1.855                          | 0,83               |                    | 222.502            | 43,50              |
| Rufino José Bertrán               | Partido Justicialista                         | Total                             | 30.974                         | 13,92              |                    | 222.502            | 43,50              |
| Miguel Ángel Fiorante             | Partido Justicialista                         | Santa Fe en Acción                | 7.931                          | 3,56               |                    | 222.502            | 43,50              |
| Miguel Ángel Fiorante             | Partido Justicialista                         | Primero Santa Fe                  | 7.925                          | 3,56               |                    | 222.502            | 43,50              |
| Miguel Ángel Fiorante             | Partido Justicialista                         | Santa Fe del Trabajo              | 4.873                          | 2,19               |                    | 222.502            | 43,50              |
| Miguel Ángel Fiorante             | Partido Justicialista                         | Por los Niños y los Abuelos       | 1.898                          | 0,85               |                    | 222.502            | 43,50              |
| Miguel Ángel Fiorante             | Partido Justicialista                         | Para Cambiar Santa Fe             | 1.751                          | 0,79               |                    | 222.502            | 43,50              |
| Miguel Ángel Fiorante             | Partido Justicialista                         | Ética y Responsabilidad           | 389                            | 0,17               |                    | 222.502            | 43,50              |
| Miguel Ángel Fiorante             | Partido Justicialista                         | Total                             | 24.767                         | 11,13              |                    | 222.502            | 43,50              |
| Gerardo Ángel Cabrera             | Partido Justicialista                         | Unidos para Crecer                | 8.588                          | 3,86               |                    | 222.502            | 43,50              |
| Gerardo Ángel Cabrera             | Partido Justicialista                         | Liga Federal Santafesina          | 1.648                          | 0,74               |                    | 222.502            | 43,50              |
| Gerardo Ángel Cabrera             | Partido Justicialista                         | Propuesta para el Crecimiento     | 605                            | 0,27               |                    | 222.502            | 43,50              |
| Gerardo Ángel Cabrera             | Partido Justicialista                         | Total                             | 10.841                         | 4,87               |                    | 222.502            | 43,50              |
| Segundo Augusto Splendiani        | Partido Justicialista                         | Alianza Ucedeísta                 | 4.279                          | 1,92               |                    | 222.502            | 43,50              |
| Jaime Torcuato Gras               | Partido Justicialista                         | Nuevo Orden                       | 536                            | 0,24               |                    | 222.502            | 43,50              |
| Jorge Ricardo Baramona            | Partido Justicialista                         | Juntos por Santa Fe               | 466                            | 0,21               |                    | 222.502            | 43,50              |
| Ricardo Jorge González Sánchez    | Partido Justicialista                         | Nueva Generación                  | 160                            | 0,07               |                    | 222.502            | 43,50              |
| Ricardo Jorge González Sánchez    | Partido Justicialista                         | Servir al Bien Común              | 16                             | 0,01               |                    | 222.502            | 43,50              |
| Ricardo Jorge González Sánchez    | Partido Justicialista                         | Total                             | 176                            | 0,08               |                    | 222.502            | 43,50              |
| Votos al lema                     | Votos al lema                                 | 999                               | 0,45                           |                    |                    | 222.502            | 43,50              |
|                                   | Frente País Solidario                         | Francisco Dante Greco             | —                              | —                  | —                  | 5.276              | 1,03               |
|                                   | Movimiento por la Dignidad y la Independencia | Germán Rafael Cabral              | Línea Santa Fe                 | 1.442              | 45,60              | 3.162              | 0,62               |
| Por Amor a Nuestra Tierra         | Movimiento por la Dignidad y la Independencia | Germán Rafael Cabral              | 1.135                          | 35,90              |                    | 3.162              | 0,62               |
| Total                             | Movimiento por la Dignidad y la Independencia | Germán Rafael Cabral              | 2.577                          | 81,50              |                    | 3.162              | 0,62               |
| Fernando Ramón Taborda            | Movimiento por la Dignidad y la Independencia | Federalismo o Dependencia         | 565                            | 17,87              |                    | 3.162              | 0,62               |
| Votos al lema                     | Votos al lema                                 | 20                                | 0,63                           |                    |                    | 3.162              | 0,62               |
|                                   | Movimiento al Socialismo                      | María Elena Molina                | —                              | —                  | —                  | 1.634              | 0,32               |
|                                   | Alianza para la Lucha                         | Héctor Bernardo Gutiérrez         | —                              | —                  | —                  | 1.313              | 0,26               |
|                                   | Unión del Centro Democrático                  | Valerio Galdi                     | Liberemos a Santa Fe           | —                  | —                  | 489                | 0,10               |
| Votos positivos                   | Votos positivos                               | Votos positivos                   | Votos positivos                | Votos positivos    | Votos positivos    | 511.514            | 84,83              |
| Votos en blanco                   | Votos en blanco                               | Votos en blanco                   | Votos en blanco                | Votos en blanco    | Votos en blanco    | 87.073             | 14,44              |
| Votos nulos                       | Votos nulos                                   | Votos nulos                       | Votos nulos                    | Votos nulos        | Votos nulos        | 4.380              | 0,73               |
| Total de votos                    | Total de votos                                | Total de votos                    | Total de votos                 | Total de votos     | Total de votos     | 602.967            | 100                |
| San Cristóbal 1 Senador           |                                               |                                   |                                |                    |                    |                    |                    |
| Lema                              | Lema                                          | Candidato                         | Sublema                        | Sublema            | Sublema            | Lema               | Lema               |
| Lema                              | Lema                                          | Candidato                         | Sublema                        | Votos              | %                  | Votos              | %                  |
|                                   | Alianza Santafesina                           | Carlos César Cartas (UCR)         | La Fórmula del Cambio          | 7.258              | 37,36              | 19.428             | 54,39              |
| Otra Forma de Ganar               | Alianza Santafesina                           | Carlos César Cartas (UCR)         | 1.660                          | 8,54               |                    | 19.428             | 54,39              |
| Total                             | Alianza Santafesina                           | Carlos César Cartas (UCR)         | 8.918                          | 45,90              |                    | 19.428             | 54,39              |
| Felipe Michlig (UCR)              | Alianza Santafesina                           | Confluencia                       | 5.240                          | 26,97              |                    | 19.428             | 54,39              |
| Felipe Michlig (UCR)              | Alianza Santafesina                           | Bien Útil con Razón               | 1.040                          | 5,35               |                    | 19.428             | 54,39              |
| Felipe Michlig (UCR)              | Alianza Santafesina                           | MO.DE.SO.                         | 273                            | 1,41               |                    | 19.428             | 54,39              |
| Felipe Michlig (UCR)              | Alianza Santafesina                           | Total                             | 6.553                          | 33,73              |                    | 19.428             | 54,39              |
| Ricardo Daniel Gianoli            | Alianza Santafesina                           | Convergencia                      | 1.268                          | 6,53               |                    | 19.428             | 54,39              |
| Ricardo Daniel Gianoli            | Alianza Santafesina                           | Seguro Santa Fe                   | 818                            | 4,21               |                    | 19.428             | 54,39              |
| Ricardo Daniel Gianoli            | Alianza Santafesina                           | Marchemos con Esperanza           | 426                            | 2,19               |                    | 19.428             | 54,39              |
| Ricardo Daniel Gianoli            | Alianza Santafesina                           | Total                             | 2.512                          | 12,93              |                    | 19.428             | 54,39              |
| Luis Domingo Ingaramo             | Alianza Santafesina                           | Principios, Decencia, Prosperidad | 1.427                          | 7,35               |                    | 19.428             | 54,39              |
| Votos al lema                     | Votos al lema                                 | 18                                | 0,09                           |                    |                    | 19.428             | 54,39              |
|                                   | Partido Justicialista                         | Omar Alejandro P. Genovese        | Creo en Santa Fe               | 8.272              | 51,52              | 16.057             | 44,95              |
| Egidio Américo Theiler            | Partido Justicialista                         | Este es el Momento de Santa Fe    | 2.178                          | 13,56              |                    | 16.057             | 44,95              |
| Egidio Américo Theiler            | Partido Justicialista                         | Primero Santa Fe                  | 337                            | 2,10               |                    | 16.057             | 44,95              |
| Egidio Américo Theiler            | Partido Justicialista                         | Para Volver a Creer               | 193                            | 1,20               |                    | 16.057             | 44,95              |
| Egidio Américo Theiler            | Partido Justicialista                         | Total                             | 2.708                          | 16,86              |                    | 16.057             | 44,95              |
| Mario Suppo                       | Partido Justicialista                         | Santa Fe Ya                       | 1.993                          | 12,41              |                    | 16.057             | 44,95              |
| Héctor Roberto Papili             | Partido Justicialista                         | El Poder de la Gente              | 1.184                          | 7,37               |                    | 16.057             | 44,95              |
| Héctor Roberto Papili             | Partido Justicialista                         | Todos Unidos Triunfaremos         | 1                              | 0,01               |                    | 16.057             | 44,95              |
| Héctor Roberto Papili             | Partido Justicialista                         | Total                             | 1.185                          | 7,38               |                    | 16.057             | 44,95              |
| Carlos Alberto Masento            | Partido Justicialista                         | 8 de Septiembre                   | 981                            | 6,11               |                    | 16.057             | 44,95              |
| Carlos Alberto Masento            | Partido Justicialista                         | Alianza Ucedeísta                 | 60                             | 0,37               |                    | 16.057             | 44,95              |
| Carlos Alberto Masento            | Partido Justicialista                         | Total                             | 1.041                          | 6,48               |                    | 16.057             | 44,95              |
| Alfonso Ramón Menéndez            | Partido Justicialista                         | Santa Fe del Trabajo              | 279                            | 1,74               |                    | 16.057             | 44,95              |
| Alfonso Ramón Menéndez            | Partido Justicialista                         | Por los Niños y los Abuelos       | 125                            | 0,78               |                    | 16.057             | 44,95              |
| Alfonso Ramón Menéndez            | Partido Justicialista                         | Santa Fe en Acción                | 52                             | 0,32               |                    | 16.057             | 44,95              |
| Alfonso Ramón Menéndez            | Partido Justicialista                         | Liga Federal Santafesina          | 50                             | 0,31               |                    | 16.057             | 44,95              |
| Alfonso Ramón Menéndez            | Partido Justicialista                         | Total                             | 506                            | 3,15               |                    | 16.057             | 44,95              |
| Armando Manuel Sánchez            | Partido Justicialista                         | Unidos para Crecer                | 227                            | 1,41               |                    | 16.057             | 44,95              |
| Eudes Elio Oddone                 | Partido Justicialista                         | Santa Fe Merece lo Mejor          | 91                             | 0,57               |                    | 16.057             | 44,95              |
| Luisa Valentina Contreras         | Partido Justicialista                         | Nuevo Orden                       | 8                              | 0,05               |                    | 16.057             | 44,95              |
| Juan Manuel Ocampo                | Partido Justicialista                         | Juntos por Santa Fe               | 1                              | 0,01               |                    | 16.057             | 44,95              |
| Votos al lema                     | Votos al lema                                 | 25                                | 0,16                           |                    |                    | 16.057             | 44,95              |
|                                   | Movimiento por la Dignidad y la Independencia | Ángel Vera                        | Línea Santa Fe                 | 61                 | 41,50              | 147                | 0,41               |
| Por Amor a Nuestra Tierra         | Movimiento por la Dignidad y la Independencia | Ángel Vera                        | 51                             | 34,69              |                    | 147                | 0,41               |
| Total                             | Movimiento por la Dignidad y la Independencia | Ángel Vera                        | 112                            | 76,19              |                    | 147                | 0,41               |
| Raúl Portela                      | Movimiento por la Dignidad y la Independencia | Federalismo o Dependencia         | 33                             | 22,45              |                    | 147                | 0,41               |
| Votos al lema                     | Votos al lema                                 | 2                                 | 1,36                           |                    |                    | 147                | 0,41               |
|                                   | Frente País Solidario                         | Juan Adolfo Paulon                | —                              | —                  | —                  | 89                 | 0,25               |
|                                   | Movimiento al Socialismo                      | Horacio Sánchez                   | —                              | —                  | —                  | 0                  | 0,00               |
| Votos positivos                   | Votos positivos                               | Votos positivos                   | Votos positivos                | Votos positivos    | Votos positivos    | 35.721             | 95,61              |
| Votos en blanco                   | Votos en blanco                               | Votos en blanco                   | Votos en blanco                | Votos en blanco    | Votos en blanco    | 1.547              | 4,14               |
| Votos nulos                       | Votos nulos                                   | Votos nulos                       | Votos nulos                    | Votos nulos        | Votos nulos        | 94                 | 0,25               |
| Total de votos                    | Total de votos                                | Total de votos                    | Total de votos                 | Total de votos     | Total de votos     | 37.362             | 100                |
| San Javier 1 Senador              |                                               |                                   |                                |                    |                    |                    |                    |
| Lema                              | Lema                                          | Candidato                         | Sublema                        | Sublema            | Sublema            | Lema               | Lema               |
| Lema                              | Lema                                          | Candidato                         | Sublema                        | Votos              | %                  | Votos              | %                  |
|                                   | Partido Justicialista                         | Eduardo Alberto Zilli             | Creo en Santa Fe               | 2.141              | 27,06              | 7.911              | 55,40              |
| 8 de Septiembre                   | Partido Justicialista                         | Eduardo Alberto Zilli             | 1.107                          | 13,99              |                    | 7.911              | 55,40              |
| Más y Mejor para San Javier       | Partido Justicialista                         | Eduardo Alberto Zilli             | 332                            | 4,20               |                    | 7.911              | 55,40              |
| Santa Fe del Trabajo              | Partido Justicialista                         | Eduardo Alberto Zilli             | 264                            | 3,34               |                    | 7.911              | 55,40              |
| Unidos para Crecer                | Partido Justicialista                         | Eduardo Alberto Zilli             | 187                            | 2,36               |                    | 7.911              | 55,40              |
| Primero Santa Fe                  | Partido Justicialista                         | Eduardo Alberto Zilli             | 156                            | 1,97               |                    | 7.911              | 55,40              |
| Alianza Ucedeísta                 | Partido Justicialista                         | Eduardo Alberto Zilli             | 19                             | 0,24               |                    | 7.911              | 55,40              |
| Total                             | Partido Justicialista                         | Eduardo Alberto Zilli             | 4.206                          | 53,17              |                    | 7.911              | 55,40              |
| Víctor Antonio Elizeiro Attademo  | Partido Justicialista                         | Este es el Momento de Santa Fe    | 1.992                          | 25,18              |                    | 7.911              | 55,40              |
| Víctor Antonio Elizeiro Attademo  | Partido Justicialista                         | El Poder de la Gente              | 877                            | 11,09              |                    | 7.911              | 55,40              |
| Víctor Antonio Elizeiro Attademo  | Partido Justicialista                         | Santa Fe Ya                       | 809                            | 10,23              |                    | 7.911              | 55,40              |
| Víctor Antonio Elizeiro Attademo  | Partido Justicialista                         | Total                             | 3.678                          | 46,49              |                    | 7.911              | 55,40              |
| Aniceta Mesa                      | Partido Justicialista                         | Servir al Bien Común              | 9                              | 0,11               |                    | 7.911              | 55,40              |
| José María Monzón                 | Partido Justicialista                         | Nuevo Orden                       | 6                              | 0,08               |                    | 7.911              | 55,40              |
| Agustín Villalba                  | Partido Justicialista                         | Por los Niños y los Abuelos       | 3                              | 0,04               |                    | 7.911              | 55,40              |
| Votos al lema                     | Votos al lema                                 | 9                                 | 0,11                           |                    |                    | 7.911              | 55,40              |
|                                   | Alianza Santafesina                           | Hipólito Daniel Elías             | Convergencia                   | 3.437              | 54,69              | 6.284              | 44,01              |
| Bien Útil con Razón               | Alianza Santafesina                           | Hipólito Daniel Elías             | 104                            | 1,65               |                    | 6.284              | 44,01              |
| Total                             | Alianza Santafesina                           | Hipólito Daniel Elías             | 3.541                          | 56,35              |                    | 6.284              | 44,01              |
| Rogelio José Benavides            | Alianza Santafesina                           | La Fórmula del Cambio             | 1.374                          | 21,87              |                    | 6.284              | 44,01              |
| Graciela Julia Fernández de Ríos  | Alianza Santafesina                           | Marchemos con Esperanza           | 1.030                          | 16,39              |                    | 6.284              | 44,01              |
| Graciela Julia Fernández de Ríos  | Alianza Santafesina                           | Santa Fe Pujante                  | 141                            | 2,24               |                    | 6.284              | 44,01              |
| Graciela Julia Fernández de Ríos  | Alianza Santafesina                           | Total                             | 1.171                          | 18,63              |                    | 6.284              | 44,01              |
| Luis Felipe Sole                  | Alianza Santafesina                           | Seguro Santa Fe                   | 117                            | 1,86               |                    | 6.284              | 44,01              |
| Rubén C. Engler                   | Alianza Santafesina                           | Principios, Decencia, Prosperidad | 76                             | 1,21               |                    | 6.284              | 44,01              |
| Votos al lema                     | Votos al lema                                 | 5                                 | 0,08                           |                    |                    | 6.284              | 44,01              |
|                                   | Movimiento por la Dignidad y la Independencia | Germán Adolfo Arias               | Por Amor a Nuestra Tierra      | 26                 | 68,42              | 38                 | 0,27               |
| Línea Santa Fe                    | Movimiento por la Dignidad y la Independencia | Germán Adolfo Arias               | 12                             | 31,58              |                    | 38                 | 0,27               |
|                                   | Frente País Solidario                         | Nadia Nelly Varde                 | —                              | —                  | —                  | 31                 | 0,22               |
|                                   | Alianza para la Lucha                         | Luis Domingo Torrieri             | —                              | —                  | —                  | 16                 | 0,11               |
|                                   | Movimiento al Socialismo                      | Maglio González                   | —                              | —                  | —                  | 0                  | 0,00               |
| Votos positivos                   | Votos positivos                               | Votos positivos                   | Votos positivos                | Votos positivos    | Votos positivos    | 14.280             | 96,70              |
| Votos en blanco                   | Votos en blanco                               | Votos en blanco                   | Votos en blanco                | Votos en blanco    | Votos en blanco    | 442                | 2,99               |
| Votos nulos                       | Votos nulos                                   | Votos nulos                       | Votos nulos                    | Votos nulos        | Votos nulos        | 45                 | 0,30               |
| Total de votos                    | Total de votos                                | Total de votos                    | Total de votos                 | Total de votos     | Total de votos     | 14.767             | 100                |
| San Jerónimo 1 Senador            |                                               |                                   |                                |                    |                    |                    |                    |
| Lema                              | Lema                                          | Candidato                         | Sublema                        | Sublema            | Sublema            | Lema               | Lema               |
| Lema                              | Lema                                          | Candidato                         | Sublema                        | Votos              | %                  | Votos              | %                  |
|                                   | Partido Justicialista                         | Hugo Américo Fermani              | El Poder de la Gente           | 7.219              | 27,06              | 26.673             | 66,65              |
| Alianza Ucedeísta                 | Partido Justicialista                         | Hugo Américo Fermani              | 276                            | 1,03               |                    | 26.673             | 66,65              |
| Todos Unidos Triunfaremos         | Partido Justicialista                         | Hugo Américo Fermani              | 8                              | 0,03               |                    | 26.673             | 66,65              |
| Total                             | Partido Justicialista                         | Hugo Américo Fermani              | 7.503                          | 28,13              |                    | 26.673             | 66,65              |
| Pedro Guillermo Antonietti        | Partido Justicialista                         | Creo en Santa Fe                  | 5.903                          | 22,13              |                    | 26.673             | 66,65              |
| Pedro Guillermo Antonietti        | Partido Justicialista                         | 8 de Septiembre                   | 319                            | 1,20               |                    | 26.673             | 66,65              |
| Pedro Guillermo Antonietti        | Partido Justicialista                         | Total                             | 6.222                          | 23,33              |                    | 26.673             | 66,65              |
| Juan Carlos Galotto               | Partido Justicialista                         | Santa Fe del Trabajo              | 5.808                          | 21,77              |                    | 26.673             | 66,65              |
| Rubén Oscar Crotti                | Partido Justicialista                         | Este es el Momento de Santa Fe    | 3.507                          | 13,15              |                    | 26.673             | 66,65              |
| Rubén Oscar Crotti                | Partido Justicialista                         | Santa Fe Merece lo Mejor          | 1.056                          | 3,96               |                    | 26.673             | 66,65              |
| Rubén Oscar Crotti                | Partido Justicialista                         | Santa Fe Ya                       | 314                            | 1,18               |                    | 26.673             | 66,65              |
| Rubén Oscar Crotti                | Partido Justicialista                         | Para Volver a Creer               | 78                             | 0,29               |                    | 26.673             | 66,65              |
| Rubén Oscar Crotti                | Partido Justicialista                         | Total                             | 4.955                          | 18,58              |                    | 26.673             | 66,65              |
| Raquel Graciela Sandoz            | Partido Justicialista                         | Unidos para Crecer                | 919                            | 3,45               |                    | 26.673             | 66,65              |
| Raquel Graciela Sandoz            | Partido Justicialista                         | Propuesta para el Crecimiento     | 1                              | 0,00               |                    | 26.673             | 66,65              |
| Raquel Graciela Sandoz            | Partido Justicialista                         | Total                             | 920                            | 3,45               |                    | 26.673             | 66,65              |
| Luis María Gervasoni              | Partido Justicialista                         | Por los Niños y los Abuelos       | 645                            | 2,42               |                    | 26.673             | 66,65              |
| Eduardo Daniel Bianco             | Partido Justicialista                         | Primero Santa Fe                  | 528                            | 1,98               |                    | 26.673             | 66,65              |
| César Sánchez                     | Partido Justicialista                         | Nuevo Orden                       | 4                              | 0,01               |                    | 26.673             | 66,65              |
| Ramón Antonio Aranda              | Partido Justicialista                         | Juntos por Santa Fe               | 2                              | 0,01               |                    | 26.673             | 66,65              |
| Votos al lema                     | Votos al lema                                 | 86                                | 0,32                           |                    |                    | 26.673             | 66,65              |
|                                   | Alianza Santafesina                           | Fernando Antonio Ceratto          | Convergencia                   | 6.530              | 50,65              | 12.892             | 32,21              |
| Principios, Decencia, Prosperidad | Alianza Santafesina                           | Fernando Antonio Ceratto          | 3.252                          | 25,22              |                    | 12.892             | 32,21              |
| Bien Útil con Razón               | Alianza Santafesina                           | Fernando Antonio Ceratto          | 238                            | 1,85               |                    | 12.892             | 32,21              |
| Total                             | Alianza Santafesina                           | Fernando Antonio Ceratto          | 10.020                         | 77,72              |                    | 12.892             | 32,21              |
| Alejandro Raúl Maulle             | Alianza Santafesina                           | Prescencia                        | 1.060                          | 8,22               |                    | 12.892             | 32,21              |
| Alejandro Raúl Maulle             | Alianza Santafesina                           | Seguro Santa Fe                   | 870                            | 6,75               |                    | 12.892             | 32,21              |
| Alejandro Raúl Maulle             | Alianza Santafesina                           | Marchemos con Esperanza           | 566                            | 4,39               |                    | 12.892             | 32,21              |
| Alejandro Raúl Maulle             | Alianza Santafesina                           | La Fórmula del Cambio             | 335                            | 2,60               |                    | 12.892             | 32,21              |
| Alejandro Raúl Maulle             | Alianza Santafesina                           | Santa Fe Pujante                  | 29                             | 0,22               |                    | 12.892             | 32,21              |
| Alejandro Raúl Maulle             | Alianza Santafesina                           | Total                             | 2.860                          | 22,18              |                    | 12.892             | 32,21              |
| Votos al lema                     | Votos al lema                                 | 12                                | 0,09                           |                    |                    | 12.892             | 32,21              |
|                                   | Movimiento por la Dignidad y la Independencia | José Miguel Badariotti            | Por Amor a Nuestra Tierra      | 91                 | 38,08              | 239                | 0,60               |
| Línea Santa Fe                    | Movimiento por la Dignidad y la Independencia | José Miguel Badariotti            | 82                             | 34,31              |                    | 239                | 0,60               |
| Total                             | Movimiento por la Dignidad y la Independencia | José Miguel Badariotti            | 173                            | 72,38              |                    | 239                | 0,60               |
| Rubén Domingo Colidio             | Movimiento por la Dignidad y la Independencia | Federalismo o Dependencia         | 62                             | 25,94              |                    | 239                | 0,60               |
| Votos al lema                     | Votos al lema                                 | 4                                 | 1,67                           |                    |                    | 239                | 0,60               |
|                                   | Frente País Solidario                         | Hugo Severino Sattolo             | —                              | —                  | —                  | 218                | 0,54               |
|                                   | Movimiento al Socialismo                      | Mario José Marioni                | —                              | —                  | —                  | 0                  | 0,00               |
| Votos positivos                   | Votos positivos                               | Votos positivos                   | Votos positivos                | Votos positivos    | Votos positivos    | 40.022             | 89,95              |
| Votos en blanco                   | Votos en blanco                               | Votos en blanco                   | Votos en blanco                | Votos en blanco    | Votos en blanco    | 4.348              | 9,77               |
| Votos nulos                       | Votos nulos                                   | Votos nulos                       | Votos nulos                    | Votos nulos        | Votos nulos        | 125                | 0,28               |
| Total de votos                    | Total de votos                                | Total de votos                    | Total de votos                 | Total de votos     | Total de votos     | 44.495             | 100                |
| San Justo 1 Senador               |                                               |                                   |                                |                    |                    |                    |                    |
| Lema                              | Lema                                          | Candidato                         | Sublema                        | Sublema            | Sublema            | Lema               | Lema               |
| Lema                              | Lema                                          | Candidato                         | Sublema                        | Votos              | %                  | Votos              | %                  |
|                                   | Partido Justicialista                         | Ricardo Dionisio Olivera          | Creo en Santa Fe               | 5.010              | 47,03              | 10.652             | 50,28              |
| 8 de Septiembre                   | Partido Justicialista                         | Ricardo Dionisio Olivera          | 1.505                          | 14,13              |                    | 10.652             | 50,28              |
| Alianza Ucedeísta                 | Partido Justicialista                         | Ricardo Dionisio Olivera          | 70                             | 0,66               |                    | 10.652             | 50,28              |
| 14 de Mayo                        | Partido Justicialista                         | Ricardo Dionisio Olivera          | 66                             | 0,62               |                    | 10.652             | 50,28              |
| Total                             | Partido Justicialista                         | Ricardo Dionisio Olivera          | 6.651                          | 62,44              |                    | 10.652             | 50,28              |
| Pedro Santiago Neme               | Partido Justicialista                         | Este es el Momento de Santa Fe    | 1.651                          | 15,50              |                    | 10.652             | 50,28              |
| Pedro Santiago Neme               | Partido Justicialista                         | Santa Fe Ya                       | 1.062                          | 9,97               |                    | 10.652             | 50,28              |
| Pedro Santiago Neme               | Partido Justicialista                         | Primero Santa Fe                  | 441                            | 4,14               |                    | 10.652             | 50,28              |
| Pedro Santiago Neme               | Partido Justicialista                         | Total                             | 3.154                          | 29,61              |                    | 10.652             | 50,28              |
| Hugo José Ignacio Lasave          | Partido Justicialista                         | Unidos para Crecer                | 484                            | 4,54               |                    | 10.652             | 50,28              |
| Hugo José Ignacio Lasave          | Partido Justicialista                         | Santa Fe del Trabajo              | 144                            | 1,35               |                    | 10.652             | 50,28              |
| Hugo José Ignacio Lasave          | Partido Justicialista                         | El Poder de la Gente              | 115                            | 1,08               |                    | 10.652             | 50,28              |
| Hugo José Ignacio Lasave          | Partido Justicialista                         | Propuesta para el Crecimiento     | 91                             | 0,85               |                    | 10.652             | 50,28              |
| Hugo José Ignacio Lasave          | Partido Justicialista                         | Total                             | 834                            | 7,83               |                    | 10.652             | 50,28              |
| Votos al lema                     | Votos al lema                                 | 13                                | 0,12                           |                    |                    | 10.652             | 50,28              |
|                                   | Alianza Santafesina                           | Carlos Ernesto Cortina            | Otra Forma de Ganar            | 3.364              | 32,68              | 10.294             | 48,59              |
| Seguro Santa Fe                   | Alianza Santafesina                           | Carlos Ernesto Cortina            | 875                            | 8,50               |                    | 10.294             | 48,59              |
| Bien Útil con Razón               | Alianza Santafesina                           | Carlos Ernesto Cortina            | 759                            | 7,37               |                    | 10.294             | 48,59              |
| Total                             | Alianza Santafesina                           | Carlos Ernesto Cortina            | 4.998                          | 48,55              |                    | 10.294             | 48,59              |
| Gustavo Orlando Pedrazzoli        | Alianza Santafesina                           | Convergencia                      | 3.226                          | 31,34              |                    | 10.294             | 48,59              |
| Gustavo Orlando Pedrazzoli        | Alianza Santafesina                           | Confluencia                       | 33                             | 0,32               |                    | 10.294             | 48,59              |
| Gustavo Orlando Pedrazzoli        | Alianza Santafesina                           | Total                             | 3.259                          | 31,66              |                    | 10.294             | 48,59              |
| Ricardo Alberto Lazzaroni         | Alianza Santafesina                           | La Fórmula del Cambio             | 932                            | 9,05               |                    | 10.294             | 48,59              |
| Jorge Alberto Sabbione            | Alianza Santafesina                           | Principios, Decencia, Prosperidad | 549                            | 5,33               |                    | 10.294             | 48,59              |
| Gabriel Alberto Freites           | Alianza Santafesina                           | Marchemos con Esperanza           | 408                            | 3,96               |                    | 10.294             | 48,59              |
| Gabriel Alberto Freites           | Alianza Santafesina                           | Prescencia                        | 136                            | 1,32               |                    | 10.294             | 48,59              |
| Gabriel Alberto Freites           | Alianza Santafesina                           | Total                             | 544                            | 5,28               |                    | 10.294             | 48,59              |
| Votos al lema                     | Votos al lema                                 | 12                                | 0,12                           |                    |                    | 10.294             | 48,59              |
|                                   | Movimiento por la Dignidad y la Independencia | Carlos Valentín Ceschi            | Por Amor a Nuestra Tierra      | 79                 | 61,72              | 128                | 0,60               |
| Línea Santa Fe                    | Movimiento por la Dignidad y la Independencia | Carlos Valentín Ceschi            | 33                             | 25,78              |                    | 128                | 0,60               |
| Total                             | Movimiento por la Dignidad y la Independencia | Carlos Valentín Ceschi            | 112                            | 87,50              |                    | 128                | 0,60               |
| Efrén Roque Caro                  | Movimiento por la Dignidad y la Independencia | Federalismo o Dependencia         | 15                             | 11,72              |                    | 128                | 0,60               |
| Votos al lema                     | Votos al lema                                 | 1                                 | 0,78                           |                    |                    | 128                | 0,60               |
|                                   | Alianza para la Lucha                         | Elvio Francisco Bona              | —                              | —                  | —                  | 110                | 0,52               |
|                                   | Movimiento al Socialismo                      | Elsa María Linares                | —                              | —                  | —                  | 0                  | 0,00               |
| Votos positivos                   | Votos positivos                               | Votos positivos                   | Votos positivos                | Votos positivos    | Votos positivos    | 21.184             | 93,73              |
| Votos en blanco                   | Votos en blanco                               | Votos en blanco                   | Votos en blanco                | Votos en blanco    | Votos en blanco    | 1.340              | 5,93               |
| Votos nulos                       | Votos nulos                                   | Votos nulos                       | Votos nulos                    | Votos nulos        | Votos nulos        | 77                 | 0,34               |
| Total de votos                    | Total de votos                                | Total de votos                    | Total de votos                 | Total de votos     | Total de votos     | 22.601             | 100                |
| San Lorenzo 1 Senador             |                                               |                                   |                                |                    |                    |                    |                    |
| Lema                              | Lema                                          | Candidato                         | Sublema                        | Sublema            | Sublema            | Lema               | Lema               |
| Lema                              | Lema                                          | Candidato                         | Sublema                        | Votos              | %                  | Votos              | %                  |
|                                   | Partido Justicialista                         | Enrique Manuel Estévez            | San Lorenzo para Todos         | 3.637              | 9,19               | 39.571             | 55,82              |
| El Poder de la Gente              | Partido Justicialista                         | Enrique Manuel Estévez            | 3.530                          | 8,92               |                    | 39.571             | 55,82              |
| Unidos para Crecer                | Partido Justicialista                         | Enrique Manuel Estévez            | 2.194                          | 5,54               |                    | 39.571             | 55,82              |
| Santa Fe del Trabajo              | Partido Justicialista                         | Enrique Manuel Estévez            | 1.830                          | 4,62               |                    | 39.571             | 55,82              |
| Primero Santa Fe                  | Partido Justicialista                         | Enrique Manuel Estévez            | 830                            | 2,10               |                    | 39.571             | 55,82              |
| San Lorenzo de Pie                | Partido Justicialista                         | Enrique Manuel Estévez            | 687                            | 1,74               |                    | 39.571             | 55,82              |
| Propuesta para el Crecimiento     | Partido Justicialista                         | Enrique Manuel Estévez            | 645                            | 1,63               |                    | 39.571             | 55,82              |
| Ética y Responsabilidad           | Partido Justicialista                         | Enrique Manuel Estévez            | 458                            | 1,16               |                    | 39.571             | 55,82              |
| Para Cambiar Santa Fe             | Partido Justicialista                         | Enrique Manuel Estévez            | 2                              | 0,01               |                    | 39.571             | 55,82              |
| Total                             | Partido Justicialista                         | Enrique Manuel Estévez            | 13.813                         | 34,91              |                    | 39.571             | 55,82              |
| Jorge Norberto Morganti           | Partido Justicialista                         | Creo en Santa Fe                  | 12.744                         | 32,21              |                    | 39.571             | 55,82              |
| Jorge Norberto Morganti           | Partido Justicialista                         | 8 de Septiembre                   | 566                            | 1,43               |                    | 39.571             | 55,82              |
| Jorge Norberto Morganti           | Partido Justicialista                         | Alianza Ucedeísta                 | 99                             | 0,25               |                    | 39.571             | 55,82              |
| Jorge Norberto Morganti           | Partido Justicialista                         | Transformación                    | 1                              | 0,00               |                    | 39.571             | 55,82              |
| Jorge Norberto Morganti           | Partido Justicialista                         | Total                             | 13.410                         | 33,89              |                    | 39.571             | 55,82              |
| Jorge Raúl Monasterolo            | Partido Justicialista                         | Este es el Momento de Santa Fe    | 9.694                          | 24,50              |                    | 39.571             | 55,82              |
| Jorge Raúl Monasterolo            | Partido Justicialista                         | Santa Fe Merece lo Mejor          | 1.679                          | 4,24               |                    | 39.571             | 55,82              |
| Jorge Raúl Monasterolo            | Partido Justicialista                         | Santa Fe Ya                       | 287                            | 0,73               |                    | 39.571             | 55,82              |
| Jorge Raúl Monasterolo            | Partido Justicialista                         | Total                             | 11.660                         | 29,47              |                    | 39.571             | 55,82              |
| Claudia Dolores Carbone           | Partido Justicialista                         | Liga Federal Santafesina          | 299                            | 0,76               |                    | 39.571             | 55,82              |
| Oscar Raúl Percincula             | Partido Justicialista                         | Por los Niños y los Abuelos       | 226                            | 0,57               |                    | 39.571             | 55,82              |
| Hugo Miguel Cristiani             | Partido Justicialista                         | Nuevo Orden                       | 3                              | 0,01               |                    | 39.571             | 55,82              |
| Alfredo Nicolás Palomo            | Partido Justicialista                         | Servir al Bien Común              | 2                              | 0,01               |                    | 39.571             | 55,82              |
| Votos al lema                     | Votos al lema                                 | 158                               | 0,40                           |                    |                    | 39.571             | 55,82              |
|                                   | Alianza Santafesina                           | Deolindo René Pilo                | Convergencia                   | 15.857             | 53,43              | 29.679             | 41,87              |
| Confluencia                       | Alianza Santafesina                           | Deolindo René Pilo                | 5.462                          | 18,40              |                    | 29.679             | 41,87              |
| Marchemos con Esperanza           | Alianza Santafesina                           | Deolindo René Pilo                | 191                            | 0,64               |                    | 29.679             | 41,87              |
| Total                             | Alianza Santafesina                           | Deolindo René Pilo                | 21.510                         | 72,48              |                    | 29.679             | 41,87              |
| Rolando Lisandro Schwank          | Alianza Santafesina                           | Principios, Decencia, Prosperidad | 4.505                          | 15,18              |                    | 29.679             | 41,87              |
| Rolando Lisandro Schwank          | Alianza Santafesina                           | Bien Útil con Razón               | 168                            | 0,57               |                    | 29.679             | 41,87              |
| Rolando Lisandro Schwank          | Alianza Santafesina                           | Total                             | 4.673                          | 15,75              |                    | 29.679             | 41,87              |
| Carlos Manuel Calvo               | Alianza Santafesina                           | Seguro Santa Fe                   | 1.563                          | 5,27               |                    | 29.679             | 41,87              |
| Carlos Manuel Calvo               | Alianza Santafesina                           | Santa Fe Pujante                  | 136                            | 0,46               |                    | 29.679             | 41,87              |
| Carlos Manuel Calvo               | Alianza Santafesina                           | Total                             | 1.699                          | 5,72               |                    | 29.679             | 41,87              |
| Pablo Jorge Martínez              | Alianza Santafesina                           | La Fórmula del Cambio             | 1.462                          | 4,93               |                    | 29.679             | 41,87              |
| Pablo Jorge Martínez              | Alianza Santafesina                           | Prescencia                        | 125                            | 0,42               |                    | 29.679             | 41,87              |
| Pablo Jorge Martínez              | Alianza Santafesina                           | Otra Forma de Ganar               | 1                              | 0,00               |                    | 29.679             | 41,87              |
| Pablo Jorge Martínez              | Alianza Santafesina                           | Total                             | 1.588                          | 5,35               |                    | 29.679             | 41,87              |
| Carlos Alberto Castañeda          | Alianza Santafesina                           | Concertación para Santa Fe        | 166                            | 0,56               |                    | 29.679             | 41,87              |
| Votos al lema                     | Votos al lema                                 | 43                                | 0,14                           |                    |                    | 29.679             | 41,87              |
|                                   | Frente País Solidario                         | Miguel Ángel Raimondi             | —                              | —                  | —                  | 774                | 1,09               |
|                                   | Movimiento por la Dignidad y la Independencia | Luis Alberto Leszkiewicz          | Línea Santa Fe                 | 206                | 46,92              | 439                | 0,62               |
| Por Amor a Nuestra Tierra         | Movimiento por la Dignidad y la Independencia | Luis Alberto Leszkiewicz          | 129                            | 29,38              |                    | 439                | 0,62               |
| Total                             | Movimiento por la Dignidad y la Independencia | Luis Alberto Leszkiewicz          | 335                            | 76,31              |                    | 439                | 0,62               |
| Fermín Muller                     | Movimiento por la Dignidad y la Independencia | Federalismo o Dependencia         | 101                            | 23,01              |                    | 439                | 0,62               |
| Votos al lema                     | Votos al lema                                 | 3                                 | 0,68                           |                    |                    | 439                | 0,62               |
|                                   | Alianza para la Lucha                         | Mario Vicente Besedniak           | —                              | —                  | —                  | 219                | 0,31               |
|                                   | Movimiento al Socialismo                      | Luis Raúl Calarota                | —                              | —                  | —                  | 204                | 0,29               |
| Votos positivos                   | Votos positivos                               | Votos positivos                   | Votos positivos                | Votos positivos    | Votos positivos    | 70.886             | 88,91              |
| Votos en blanco                   | Votos en blanco                               | Votos en blanco                   | Votos en blanco                | Votos en blanco    | Votos en blanco    | 8.315              | 10,43              |
| Votos nulos                       | Votos nulos                                   | Votos nulos                       | Votos nulos                    | Votos nulos        | Votos nulos        | 527                | 0,66               |
| Total de votos                    | Total de votos                                | Total de votos                    | Total de votos                 | Total de votos     | Total de votos     | 79.728             | 100                |
| San Martín 1 Senador              |                                               |                                   |                                |                    |                    |                    |                    |
| Lema                              | Lema                                          | Candidato                         | Sublema                        | Sublema            | Sublema            | Lema               | Lema               |
| Lema                              | Lema                                          | Candidato                         | Sublema                        | Votos              | %                  | Votos              | %                  |
|                                   | Partido Justicialista                         | Daniel Antonino Depetris          | Creo en Santa Fe               | 9.934              | 44,56              | 22.294             | 66,49              |
| 8 de Septiembre                   | Partido Justicialista                         | Daniel Antonino Depetris          | 1.782                          | 7,99               |                    | 22.294             | 66,49              |
| San Martín por la Victoria        | Partido Justicialista                         | Daniel Antonino Depetris          | 624                            | 2,80               |                    | 22.294             | 66,49              |
| Primero Santa Fe                  | Partido Justicialista                         | Daniel Antonino Depetris          | 552                            | 2,48               |                    | 22.294             | 66,49              |
| Alianza Ucedeísta                 | Partido Justicialista                         | Daniel Antonino Depetris          | 70                             | 0,31               |                    | 22.294             | 66,49              |
| Total                             | Partido Justicialista                         | Daniel Antonino Depetris          | 12.962                         | 58,14              |                    | 22.294             | 66,49              |
| Eduardo Horacio Emiliano Piaggio  | Partido Justicialista                         | Santa Fe Merece lo Mejor          | 2.777                          | 12,46              |                    | 22.294             | 66,49              |
| Eduardo Horacio Emiliano Piaggio  | Partido Justicialista                         | Este es el Momento de Santa Fe    | 1.734                          | 7,78               |                    | 22.294             | 66,49              |
| Eduardo Horacio Emiliano Piaggio  | Partido Justicialista                         | Santa Fe Ya                       | 568                            | 2,55               |                    | 22.294             | 66,49              |
| Eduardo Horacio Emiliano Piaggio  | Partido Justicialista                         | Total                             | 5.079                          | 22,78              |                    | 22.294             | 66,49              |
| Ricardo Juan Garnero              | Partido Justicialista                         | El Poder de la Gente              | 2.753                          | 12,35              |                    | 22.294             | 66,49              |
| Ricardo Juan Garnero              | Partido Justicialista                         | Santa Fe del Trabajo              | 216                            | 0,97               |                    | 22.294             | 66,49              |
| Ricardo Juan Garnero              | Partido Justicialista                         | Todos Unidos Triunfaremos         | 20                             | 0,09               |                    | 22.294             | 66,49              |
| Ricardo Juan Garnero              | Partido Justicialista                         | Total                             | 2.989                          | 13,41              |                    | 22.294             | 66,49              |
| Osmar Jorge Lombardero            | Partido Justicialista                         | Reunir para Vencer                | 516                            | 2,31               |                    | 22.294             | 66,49              |
| Osmar Jorge Lombardero            | Partido Justicialista                         | Unidos para Crecer                | 276                            | 1,24               |                    | 22.294             | 66,49              |
| Osmar Jorge Lombardero            | Partido Justicialista                         | Propuesta para el Crecimiento     | 3                              | 0,01               |                    | 22.294             | 66,49              |
| Osmar Jorge Lombardero            | Partido Justicialista                         | Total                             | 795                            | 3,57               |                    | 22.294             | 66,49              |
| Roberto Oscar Monasterolo         | Partido Justicialista                         | Liga Federal Santafesina          | 313                            | 1,40               |                    | 22.294             | 66,49              |
| Víctor Hugo Bettati               | Partido Justicialista                         | Por los Niños y los Abuelos       | 59                             | 0,26               |                    | 22.294             | 66,49              |
| Votos al lema                     | Votos al lema                                 | 97                                | 0,44                           |                    |                    | 22.294             | 66,49              |
|                                   | Alianza Santafesina                           | Jorge José Rodríguez              | Convergencia                   | 5.125              | 46,15              | 11.106             | 33,12              |
| Oscar Antonio Zallocco            | Alianza Santafesina                           | Principios, Decencia, Prosperidad | 2.506                          | 22,56              |                    | 11.106             | 33,12              |
| Enrique F. Bosio                  | Alianza Santafesina                           | La Fórmula del Cambio             | 1.461                          | 13,16              |                    | 11.106             | 33,12              |
| Hugo Elpidio Bauducco             | Alianza Santafesina                           | Marchemos con Esperanza           | 1.378                          | 12,41              |                    | 11.106             | 33,12              |
| Héctor Carlos Cravero             | Alianza Santafesina                           | Seguro Santa Fe                   | 589                            | 5,30               |                    | 11.106             | 33,12              |
| Marta del Carmen Alasino          | Alianza Santafesina                           | Bien Útil con Razón               | 31                             | 0,28               |                    | 11.106             | 33,12              |
| Votos al lema                     | Votos al lema                                 | 16                                | 0,14                           |                    |                    | 11.106             | 33,12              |
|                                   | Movimiento por la Dignidad y la Independencia | Justo Alberto Barrera             | Federalismo o Dependencia      | 129                | 100                | 129                | 0,38               |
| Votos positivos                   | Votos positivos                               | Votos positivos                   | Votos positivos                | Votos positivos    | Votos positivos    | 33.529             | 90,96              |
| Votos en blanco                   | Votos en blanco                               | Votos en blanco                   | Votos en blanco                | Votos en blanco    | Votos en blanco    | 3.203              | 8,69               |
| Votos nulos                       | Votos nulos                                   | Votos nulos                       | Votos nulos                    | Votos nulos        | Votos nulos        | 130                | 0,35               |
| Total de votos                    | Total de votos                                | Total de votos                    | Total de votos                 | Total de votos     | Total de votos     | 36.862             | 100                |
| Vera 1 Senador                    |                                               |                                   |                                |                    |                    |                    |                    |
| Lema                              | Lema                                          | Candidato                         | Sublema                        | Sublema            | Sublema            | Lema               | Lema               |
| Lema                              | Lema                                          | Candidato                         | Sublema                        | Votos              | %                  | Votos              | %                  |
|                                   | Partido Justicialista                         | Martín Mucchielli                 | Este es el Momento de Santa Fe | 3.189              | 23,92              | 13.334             | 56,16              |
| Santa Fe Merece lo Mejor          | Partido Justicialista                         | Martín Mucchielli                 | 1.406                          | 10,54              |                    | 13.334             | 56,16              |
| Santa Fe Ya                       | Partido Justicialista                         | Martín Mucchielli                 | 38                             | 0,28               |                    | 13.334             | 56,16              |
| Total                             | Partido Justicialista                         | Martín Mucchielli                 | 4.633                          | 34,75              |                    | 13.334             | 56,16              |
| Julio Adelaido Ramos              | Partido Justicialista                         | Creo en Santa Fe                  | 3.607                          | 27,05              |                    | 13.334             | 56,16              |
| Julio Adelaido Ramos              | Partido Justicialista                         | 8 de Septiembre                   | 460                            | 3,45               |                    | 13.334             | 56,16              |
| Julio Adelaido Ramos              | Partido Justicialista                         | Total                             | 4.067                          | 30,50              |                    | 13.334             | 56,16              |
| Guillermo Herbin Berli            | Partido Justicialista                         | Santa Fe del Trabajo              | 2.461                          | 18,46              |                    | 13.334             | 56,16              |
| Guillermo Herbin Berli            | Partido Justicialista                         | Primero Santa Fe                  | 484                            | 3,63               |                    | 13.334             | 56,16              |
| Guillermo Herbin Berli            | Partido Justicialista                         | Total                             | 2.945                          | 22,09              |                    | 13.334             | 56,16              |
| Jorge Carlos Dubouloy             | Partido Justicialista                         | Unidos para Crecer                | 1.342                          | 10,06              |                    | 13.334             | 56,16              |
| Ismael Héctor Berli               | Partido Justicialista                         | Por los Niños y los Abuelos       | 142                            | 1,06               |                    | 13.334             | 56,16              |
| Orlando Luis García               | Partido Justicialista                         | El Poder de la Gente              | 115                            | 0,86               |                    | 13.334             | 56,16              |
| Ana Isabel Elías de Viano         | Partido Justicialista                         | Alianza Ucedeísta                 | 33                             | 0,25               |                    | 13.334             | 56,16              |
| Carlos Alberto Felizar            | Partido Justicialista                         | Santa Fe en Acción                | 33                             | 0,25               |                    | 13.334             | 56,16              |
| René Zenón Sotomayor              | Partido Justicialista                         | Nuevo Orden                       | 4                              | 0,03               |                    | 13.334             | 56,16              |
| Votos al lema                     | Votos al lema                                 | 20                                | 0,15                           |                    |                    | 13.334             | 56,16              |
|                                   | Alianza Santafesina                           | Carlos Alberto Cazorla            | Confluencia                    | 4.449              | 42,98              | 10.351             | 43,60              |
| Marchemos con Esperanza           | Alianza Santafesina                           | Carlos Alberto Cazorla            | 564                            | 5,45               |                    | 10.351             | 43,60              |
| Total                             | Alianza Santafesina                           | Carlos Alberto Cazorla            | 5.013                          | 48,43              |                    | 10.351             | 43,60              |
| Luis Eduardo Bentos               | Alianza Santafesina                           | La Fórmula del Cambio             | 3.186                          | 30,78              |                    | 10.351             | 43,60              |
| Luis Eduardo Bentos               | Alianza Santafesina                           | Seguro Santa Fe                   | 342                            | 3,30               |                    | 10.351             | 43,60              |
| Luis Eduardo Bentos               | Alianza Santafesina                           | Concertación para Santa Fe        | 216                            | 2,09               |                    | 10.351             | 43,60              |
| Luis Eduardo Bentos               | Alianza Santafesina                           | Otra Forma de Ganar               | 118                            | 1,14               |                    | 10.351             | 43,60              |
| Luis Eduardo Bentos               | Alianza Santafesina                           | Prescencia                        | 84                             | 0,81               |                    | 10.351             | 43,60              |
| Luis Eduardo Bentos               | Alianza Santafesina                           | Total                             | 3.946                          | 38,12              |                    | 10.351             | 43,60              |
| Medardo Martín Videla             | Alianza Santafesina                           | Convergencia                      | 925                            | 8,94               |                    | 10.351             | 43,60              |
| Medardo Martín Videla             | Alianza Santafesina                           | Principios, Decencia, Prosperidad | 234                            | 2,26               |                    | 10.351             | 43,60              |
| Medardo Martín Videla             | Alianza Santafesina                           | Bien Útil con Razón               | 225                            | 2,17               |                    | 10.351             | 43,60              |
| Medardo Martín Videla             | Alianza Santafesina                           | Total                             | 1.384                          | 13,37              |                    | 10.351             | 43,60              |
| Votos al lema                     | Votos al lema                                 | 8                                 | 0,08                           |                    |                    | 10.351             | 43,60              |
|                                   | Frente País Solidario                         | Alberto Enrique Prinster          | —                              | —                  | —                  | 56                 | 0,24               |
|                                   | Movimiento al Socialismo                      | Osmar Aldo Álvarez                | —                              | —                  | —                  | 0                  | 0,00               |
| Votos positivos                   | Votos positivos                               | Votos positivos                   | Votos positivos                | Votos positivos    | Votos positivos    | 23.741             | 93,94              |
| Votos en blanco                   | Votos en blanco                               | Votos en blanco                   | Votos en blanco                | Votos en blanco    | Votos en blanco    | 1.456              | 5,76               |
| Votos nulos                       | Votos nulos                                   | Votos nulos                       | Votos nulos                    | Votos nulos        | Votos nulos        | 76                 | 0,30               |
| Total de votos                    | Total de votos                                | Total de votos                    | Total de votos                 | Total de votos     | Total de votos     | 25.273             | 100                |